# スズキ・ワゴンR
ワゴンR（ワゴンアール、WAGON R）は、スズキが生産・販売している軽トールワゴンである。

## 概要
誕生当時、軽自動車の弱点であった室内の狭さを全高を高く取ることで克服し、軽自動車市場に革命をもたらしたモデルである。「男性にも受ける軽自動車を作ろう」というコンセプトの下で開発が進められ、1987年頃に原型は完成していたが、紆余曲折を経て1993年に発売された（当初のキャッチコピーは「クルマより楽しいクルマ、ワゴンR」）。
それまで軽自動車といえば、低車高の乗用型、もしくは、商用車派生型で車内容積は広いが乗り心地に劣るワンボックスモデルしかなかったが、ワゴンRの場合はフロアパネルを二重構造とし座面も高く取ることで、足を窮屈に曲げずに座ることで圧迫感を軽減し、視点を高くすることにより眺望性・視認性および開放感を向上させた。床面が高く乗降が不便なワンボックスモデルに対し、ワゴンRの床面は地面から一段の高さのため、乗降も容易となった。
ワゴンRは厳しいコスト管理により徹底した部品共用化が図られた。スズキがバブル景気の後遺症でコスト削減の筋道を探っていた当時、鈴木修社長（当時）がフォルクスワーゲン（VW）の製造工場を見学した折、車種の多様さと比べて基本の車台（プラットフォーム）が少なく絞られている事実に感銘を受けた。この時の知見はその後のスズキの徹底した部品共用化へのきっかけとなっており、ワゴンRも既存のスズキ製軽乗用車・商用車から多くのパーツを流用して、コスト削減が実践されている。
当初は月販目標台数を4,000台としていたが、受注はそれをはるかに超え、発売数か月後に増産に対応すべく、約1億円の費用を掛けて生産ラインを拡張したほどである。若年の男性ユーザー層を対象購買層としていたが、優れた使い勝手で購買層は瞬く間に老若男女の幅広い層に拡大した。
劣っていた動力性能についてもターボチャージャーとインタークーラーを搭載したモデルが登場すると、小型乗用車並みの性能を発揮するようになり、新規格後は相対的に維持費の高額なコンパクトカーから乗り換えるオーナーが増えるようになった。
競合他社に与えた影響も大きく、ダイハツ・ムーヴやホンダ・ライフ（2代目）など類似車種が多数登場した。
販売台数においては、おおむね軽自動車市場の市場占有率第1位を長らく維持し、車名別月別国内販売台数1位、すなわち、登録車（普通車）の販売台数1位車種の販売台数を上回った時期もあった。
2009年 - 2010年に実施されたエコカー減税・補助金などに端を発するエコカーブームの影響によりシェアは低下し、2009年以降、国内販売台数1位の座はトヨタ・プリウスに譲ったものの、全国軽自動車協会連合会の記録がある2006年 - 2011年までの5年間にわたり年間軽自動車販売台数1位の座を維持。年間軽自動車販売台数1位の座を譲った2012年から4年間も年10万台以上の販売台数を記録し、2016年は約8.1万台の販売台数を記録している。
ワゴンRの派生車種としては、OEM車種のマツダ・AZ-ワゴン（4代目まで）およびフレア（5代目以降）、初代ベースでサイズを拡大した登録車（普通車）のソリオ（ワゴンRワイド→ワゴンRプラス→ワゴンRソリオ→ソリオと改名、2代目まで）があり、さらにソリオ派生のシボレー・MWもある。また、日本国外では、ワゴンRプラスをベースとしたオペル・アギーラがポーランドで生産されていた。
軽トールワゴンでは減少しつつあるマニュアルトランスミッション（MT）車の設定を（未設定だった期間はあるものの）現行の6代目まで継続している。2021年7月現在、OEM車であるマツダ・フレアを除いた軽トールワゴンの中で、MT車の設定があるのはワゴンRが唯一である。

## 初代 CT21S/51S / CV21S/51S型（1993年 - 1998年）
フロアパネルは1990年発売の4代目セルボからの流用であり、サスペンション構造や2,335mmのホイールベースも同一であるが、客室フロアを二重構造として約80mmのかさ上げを図ることで相当にフラットな床面を実現している。デビュー当初は全車F6A型3気筒EPIエンジン（SOHC12バルブ）のみでターボ仕様は存在せず、右後部ドアのない1+2ドア、後席ヘッドレストなし、AT車は3速かつフロアシフトのみという仕様であったが、好調な販売に支えられ、後にターボ車、4速AT車、5ドア車、前席ベンチシート/コラムAT車（ワゴンRコラム）、後席ヘッドレスト付きとラインナップが増えた。

### 年表

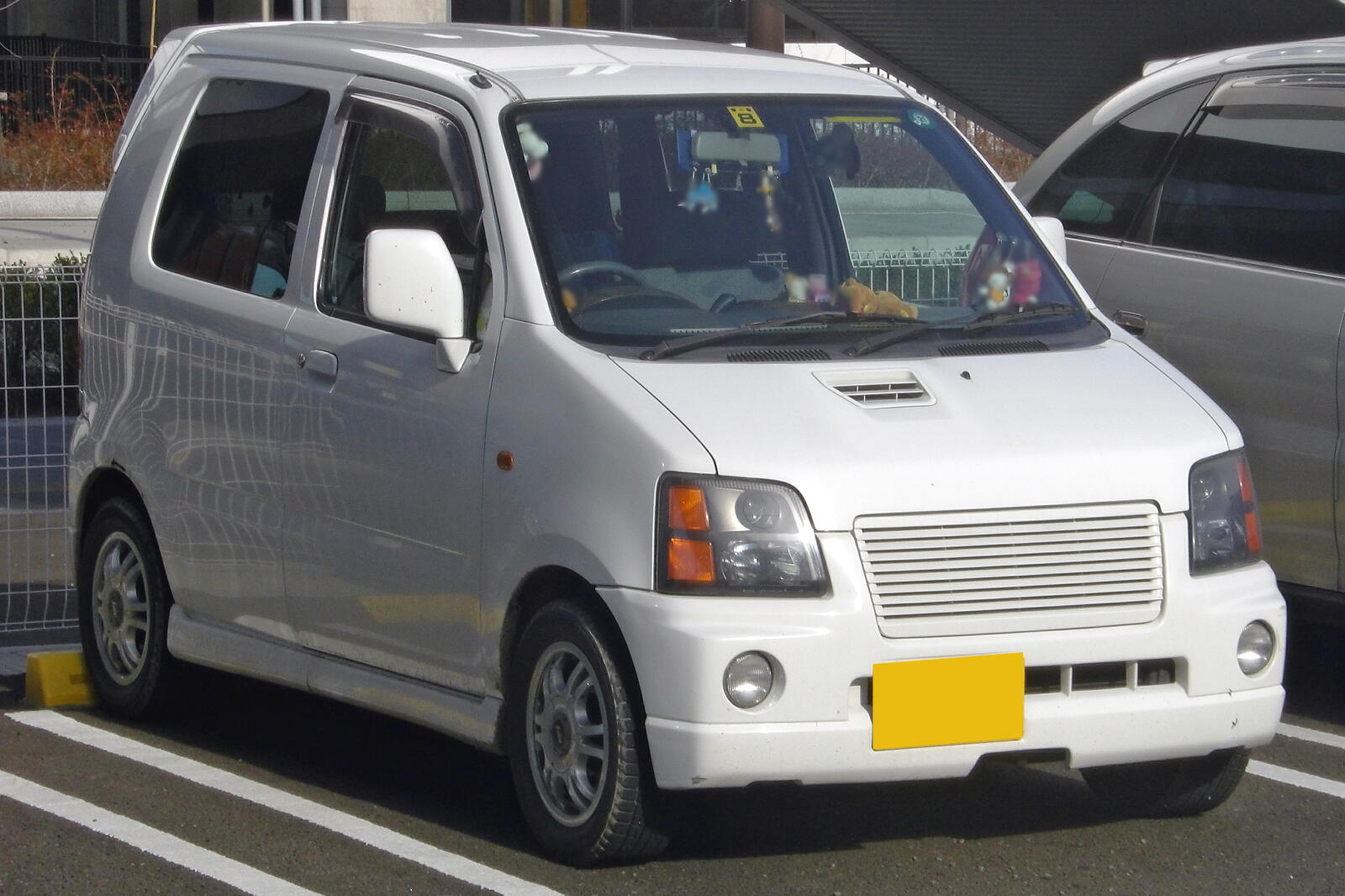
前期型RR（フロント）
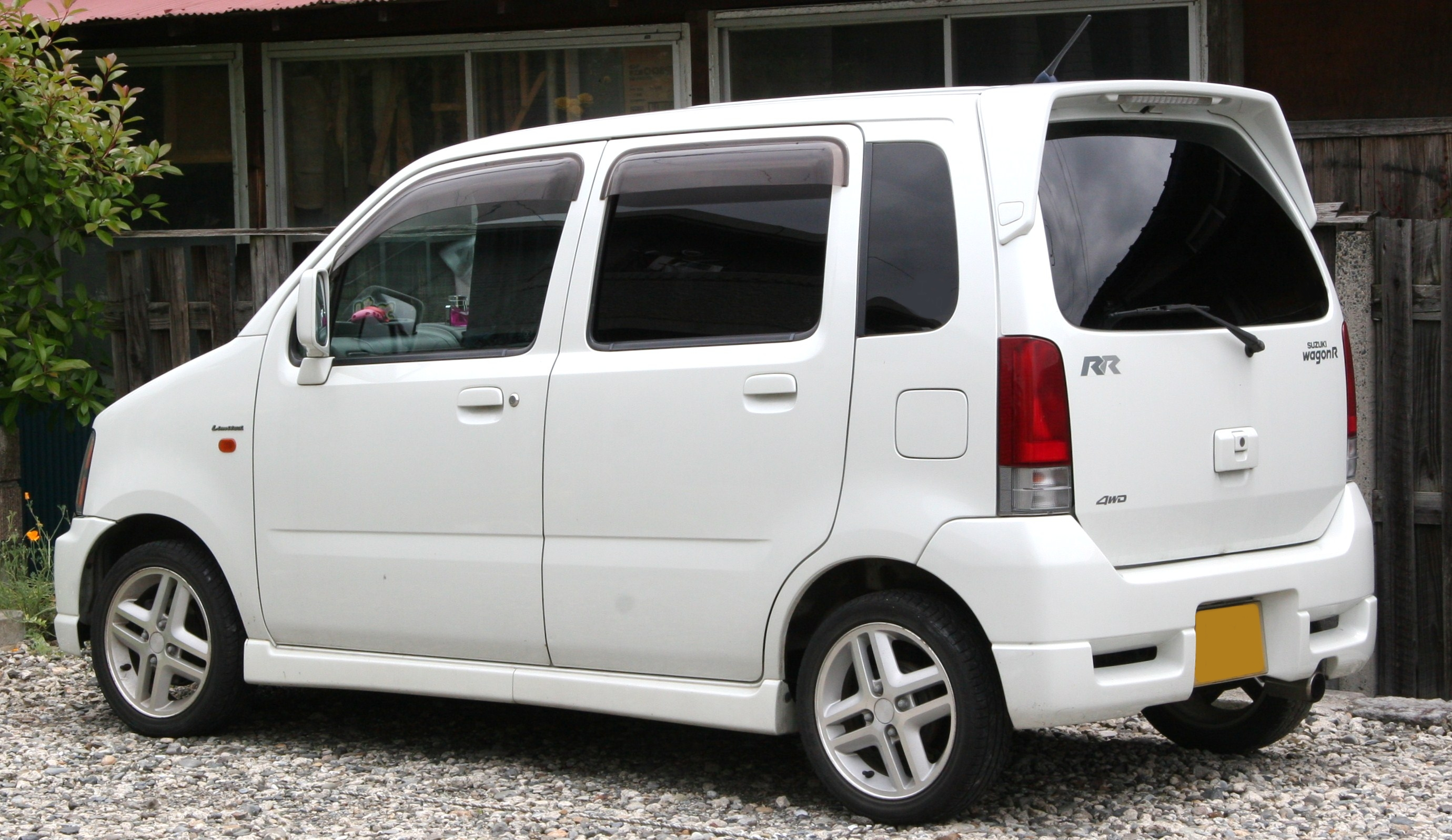
後期型RRリミテッド（リア）
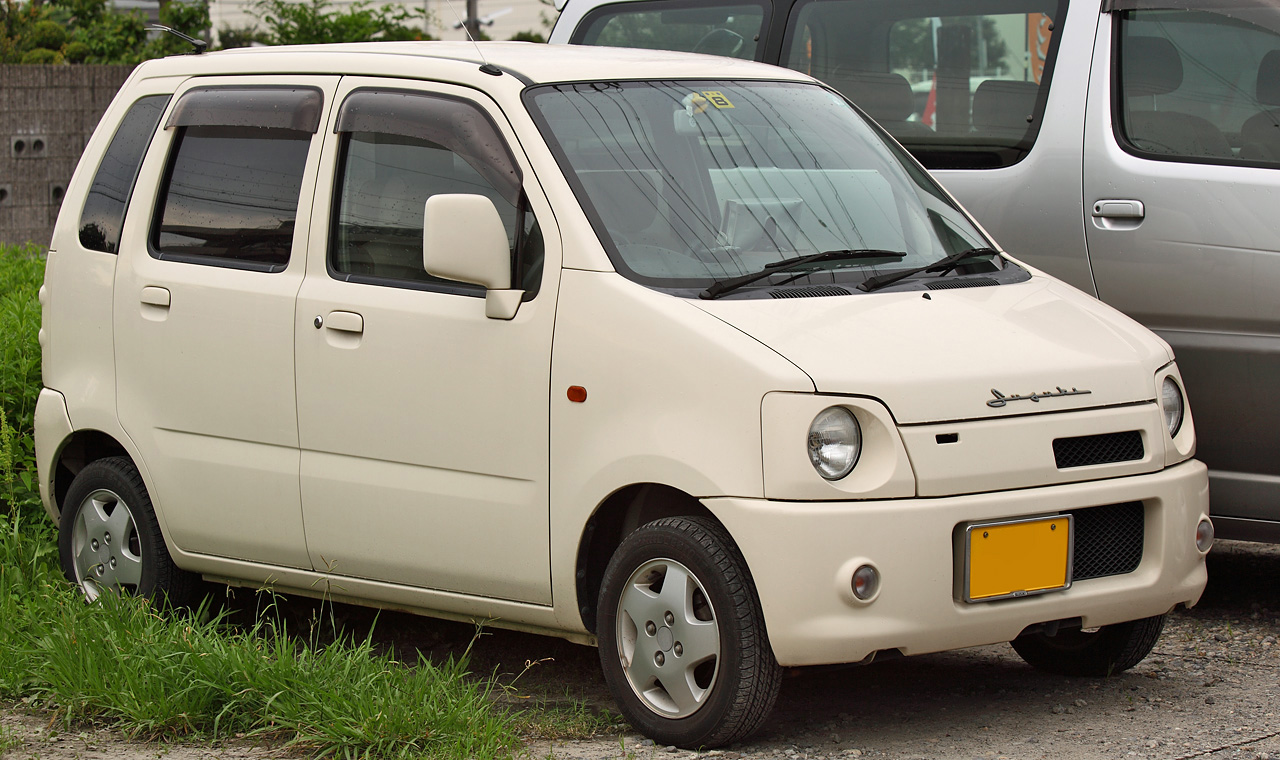
後期型C2（フロント）
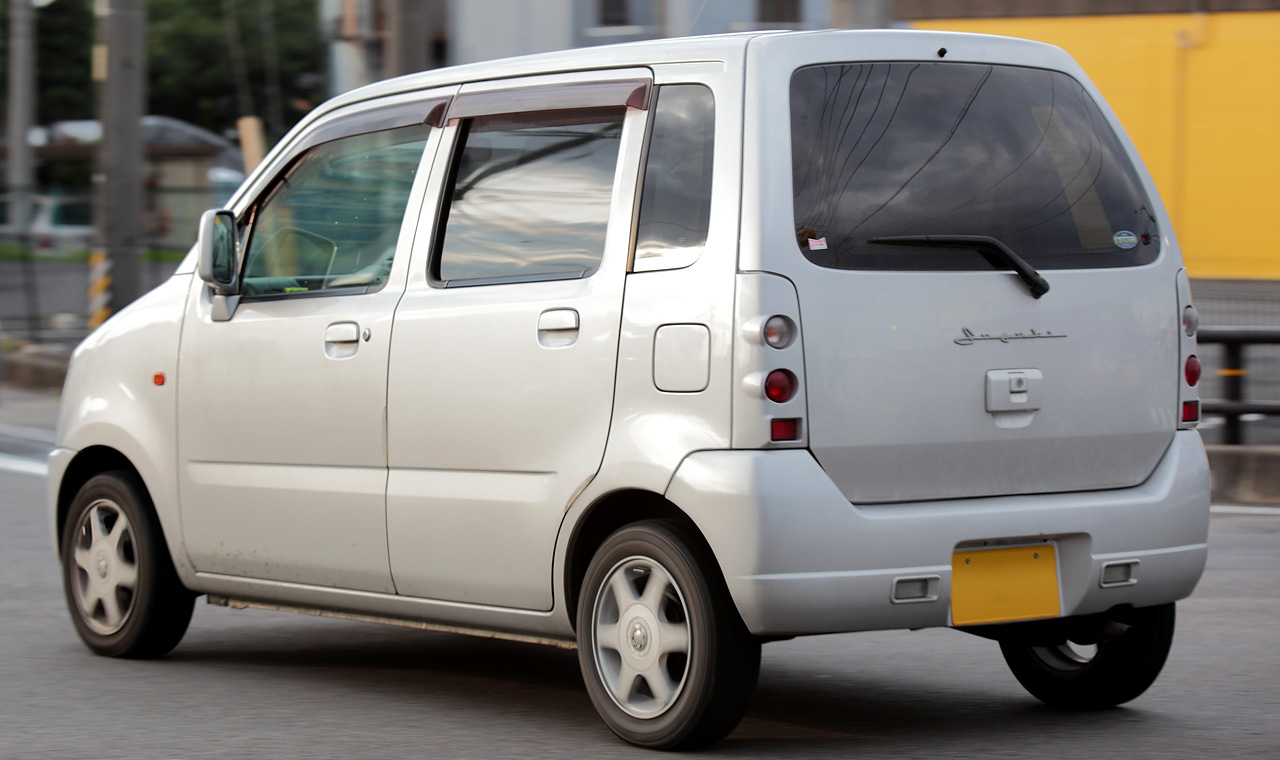
後期型C2（リア）

- 1993年
  - 9月3日 - 初代ワゴンR発売。全車1カム12バルブNAエンジンのみの設定。グレードはRA、RG、RX、RG-4の4タイプ。40km/h前後でアシストがオン/オフになる設定のパワーステアリングは直後に車速感応式に変更。キャッチフレーズは「クルマより楽しいクルマ。」
  - 11月8日 - ロフトとのタイアップで、「RG」をベースに電動スライド式サンルーフ、およびフロントパワーウィンドウ、専用デザインのシート表皮、大型アウターサイドデカールなどを標準装備した特別仕様車「Loft」（ロフト）を発売。
  - 12月24日 - 4WD車RG-4に3速AT車を追加設定。93～94RJCニューカー・オブ・ザ・イヤーを受賞。
- 1995年
  - 2月 - F6A型3気筒インタークーラーターボエンジン（SOHC6バルブ）最高出力61ps/6000rpm 最大トルク9.2kg-m/3500rpm を搭載する「RT/S」追加、パワーアップに伴いリバウンドスプリング内蔵ショックアブソーバーを新採用、大径フロントディスクブレーキを装備。
  - 10月11日 - 初のマイナーチェンジ、2型。新機種「RV」を追加（F6A型、SOHC6バルブインタークーラーターボエンジン）専用サイドストライプテープ、専用シート表皮、プロジェクターフォグランプ、サイドアンダーバー、アルミホイールを装備。「RG-4S」追加。既存の「RT/S」は「RT」に名称変更。NAエンジンの最大トルクを5.8kgm→6.1kgmへ向上、ターボエンジン車はタービン変更により最高出力61ps→64ps/6000rpm 最大トルク9.2kg-m→10.0kg-m/4000rpmへ向上。3ATをRVとRTに新設定。全車リバウンドスプリング内蔵ショックアブソーバー採用。リアホーシング改良・リアサスペンション仕様変更。PCDを114.3mmから100mmに変更、ホイールキャップのデザイン変更、新デザインの4本スポークアルミホイール採用（13インチ）、上級グレードでバンパーボディ同色化、リアバンパーのマフラーエンド部形状変更、ターボ車にデュアルマフラーを採用。バックドアアウターハンドルを採用（RA・RG除く）。ターンオーバー式ドアミラーを新採用（RVのみ）。フロントヘッドレスト形状変更、リアシートピローを採用（一部グレード）フルトリム化（上級グレード）、シート表皮変更、リアシートにリクライニング機能を追加しフルフラットが可能に。運転席シートアンダートレー追加。熱線吸収グリーンガラス採用。パワードアロック（バックドア連動）採用。RXに運転席SRSエアバッグをメーカーオプション設定。シートベルトショルダーアジャスター採用（フロント）。
- 1996年
  - 4月15日 - ワゴンR初の5ドアモデル、特別仕様車「FXリミテッド」が登場。
  - 8月27日 - マイナーチェンジを実施、3型となる。5ドアがカタログモデルになり5ドアターボモデル「FT」（F6A、SOHCターボ）およびNAの「FX」、廉価5ドア「FG」（F6A、NA）を新設定。「RV」に2WDモデル追加、新車体色マイアミブルーメタリックⅡ追加。アルミホイールがRX、FX、RTで標準に。RVとRTにはクロームメッキグリルが与えられる、RVには純正オプションのルーフエンドスポイラー（LEDハイマウントストップランプ内蔵）を標準装着、シート表皮も新たにRVロゴの刺繍が入る。RTには専用5本スポークアルミホイール13インチ（グレー塗装）を装着。パワーウインドウ装着車はリアウインドウもパワー化、キーレスエントリーを新採用、抗菌処理タイプのエアコンを採用。フロントUVカットガラス装備。ターンオーバー式ドアミラーをRA、RGを除く全車に標準装備。バックドアアウターハンドルは手を挟まないように改良。ステアリングコラム仕様変更、クロスアクセント入りドアトリム、シート表皮フルクロス化（上級グレード）。リアシートピロー装着車を拡大。3型から運転席SRSエアバッグを全車にオプション設定された。
  - 10月 - 国内累計販売台数50万台達成。
- 1997年
  - 2月 - 69万8000円の最廉価グレード「RC」追加。普通自動車登録の「ワゴンRワイド」登場。
  - 4月23日 - マイナーチェンジ、4型へ。型式はK6A車がCT/CV51S、F6A車がCT/CV21Sとなる。新開発K6A型オールアルミDOHCエンジン(58ps/7500rpm 6.1kg-m/6000rpm)を新採用「RX」「FX」「Loft」に搭載。新車体色「ピューマゴールドシルバーメタリック、サファイアブルーメタリック、ブリティッシュグリーンパール」を設定。外装はフロントグリルのデザインを変更、バックドアキーシリンダーノブを大型化、ホイールキャップデザイン変更。内装は質感アップを行い、「メータークラスター、インパネ、ステアリング・コラムカバー、ドアトリム」のデザインを一新し内装色を明るめに変更、パワーウインドウスイッチ一体の大型ドアアームレストを採用、インパネトレーストッパーとドリンクホルダーを新採用。抗菌インテリアを全車に採用、プッシュ式空調モード切替エアコン新採用。シートは形状改良し厚みとホールド性がアップしたセミバケットタイプを採用。リアスモークガラス採用（RV, RSのみ）キー一体式キーレスエントリーを採用。ステアリングボス変更。アルトワークスに搭載されるK6A型オールアルミ製3気筒DOHC12バルブインタークーラーターボエンジン（64ps/6500rpm 10.5kg-m/3500rpm)を搭載したスポーツグレード「エアロRS」を追加、「エアロRS」は、「グリル一体式専用フロントバンパーに専用フォグランプを内蔵、マッドガード一体専用リアエアロバンパー、専用サイドアンダースポイラー、専用ボンネットエアスクープ、専用サイドストライプテープ/リアデカール、専用3本スポークアルミホイール。フロントにはバケットタイプの専用スポーツシートを採用、シート/ドアトリムには専用のスエード表皮を採用し、専用革巻きステアリングを装備」。RV,RS,FTの2WD車に４速ATを設定。「RV」はシビエ製大型フォグランプを装備、RVのMTモデルは廃止。運転席SRSエアバッグとセットで3チャンネル4センサー方式の4輪ABSを4WD車にメーカーオプション設定。エアバッグのみも選べた。
  - 9月2日 - 特別仕様車「RXリミテッド」を発売。5.8インチ液晶カラーモニター、車体同色のミラー・ドアハンドル、ルーフエンドスポイラー、リアスモークガラスを装備。
  - 11月4日 - 前席ベンチシート/コラムAT（電子制御3速）モデル「ワゴンRコラム（WAGON R COLUMN）」を追加。5ドアでエンジンはK6A。丸型ヘッドライト・テール、フロントグリル、ウッド調インパネなど専用の内・外装を持ち、レトロな雰囲気を演出。「Loft」廃止。LEDハイマウントストップランプのレンズ仕様とLED数を変更。
- 1998年
  - 1月22日 - 特別仕様車「エアロRR」、コラムにターボモデル「コラムターボ」追加。スポーツ仕様の「エアロRR」は「専用フロントグリルを装着、バンパーネットを専用品へ変更、ルーフレールレス、純正オプションの各エアロパーツを標準装着。専用サイドストライプテープ/リアデカール。リアスモークガラス装備。4本スポークのアルミホイールには専用ガンメタ塗装が施されており、専用スプリングで－10mmローダウン、それに伴いリアショックアブソーバーは仕様変更されている。専用ホワイトメーター装備、革巻きステアリングを採用、専用ドアトリム表皮（ブルー）、シートは標準車と共通だがブルーの専用シート表皮とした。搭載されるエンジンは「エアロRS」と同じK6A型DOHCターボを搭載」。「コラムターボ」はF6A型（SOHC6バルブ）ターボを搭載しアルミホイールを装着。「エアロRR」は2WD車に4速ATを設定、コラムターボは3速ATのみ。
  - 5月12日 - キャッチフレーズを「GO!!WAGON R」とし、ワゴンRシリーズのイメージキャラクターとしてレオナルド・ディカプリオを起用、カタログやCMに登場、CMはアメリカ・ロサンゼルスにて撮影され、レオナルド・ディカプリオが「エアロRR」に乗って登場するCMとなった。「ワゴンRコラム」が一部仕様変更、コラムターボは専用フロントグリル（メッキ）に、一部メッキの丸型ヘッドランプ、リアメッキコンビランプ等コラムターボならではの専用品を新たに装備、コラムターボのアルミホイール装着は廃止になり、フルホイールキャップメッキタイプに変更。角型ヘッドランプの「コラムFX」、「コラムFT」追加、コラム全車３AT。標準車にはルーフレールレスで充実装備のお買い得仕様の特別仕様車「FM」、特別仕様車「エアロRR」の5ドア版「エアロRR-F[注釈 3]」を発売。RR-FはATのみの設定。また、機種整理により「RV、FT、RG-4S、RGを廃止」なお、モデル末期に登場したエアロRR-Fは販売期間の短さから希少とされる。（約4ヵ月のみ販売）
  - 9月[2] - 生産終了。在庫対応分のみの販売となる。
  - 10月 - 新規格に対応した2代目と入れ替わる形で販売終了。

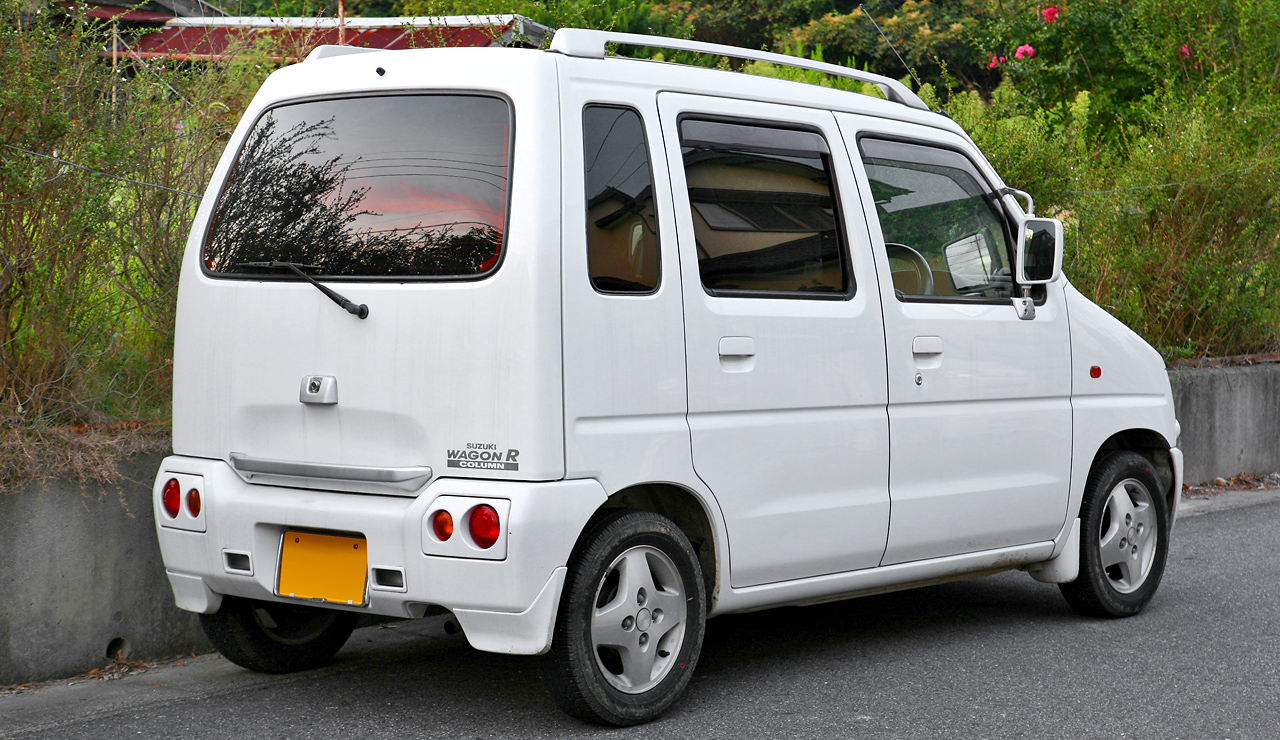
後期型コラム（リア）
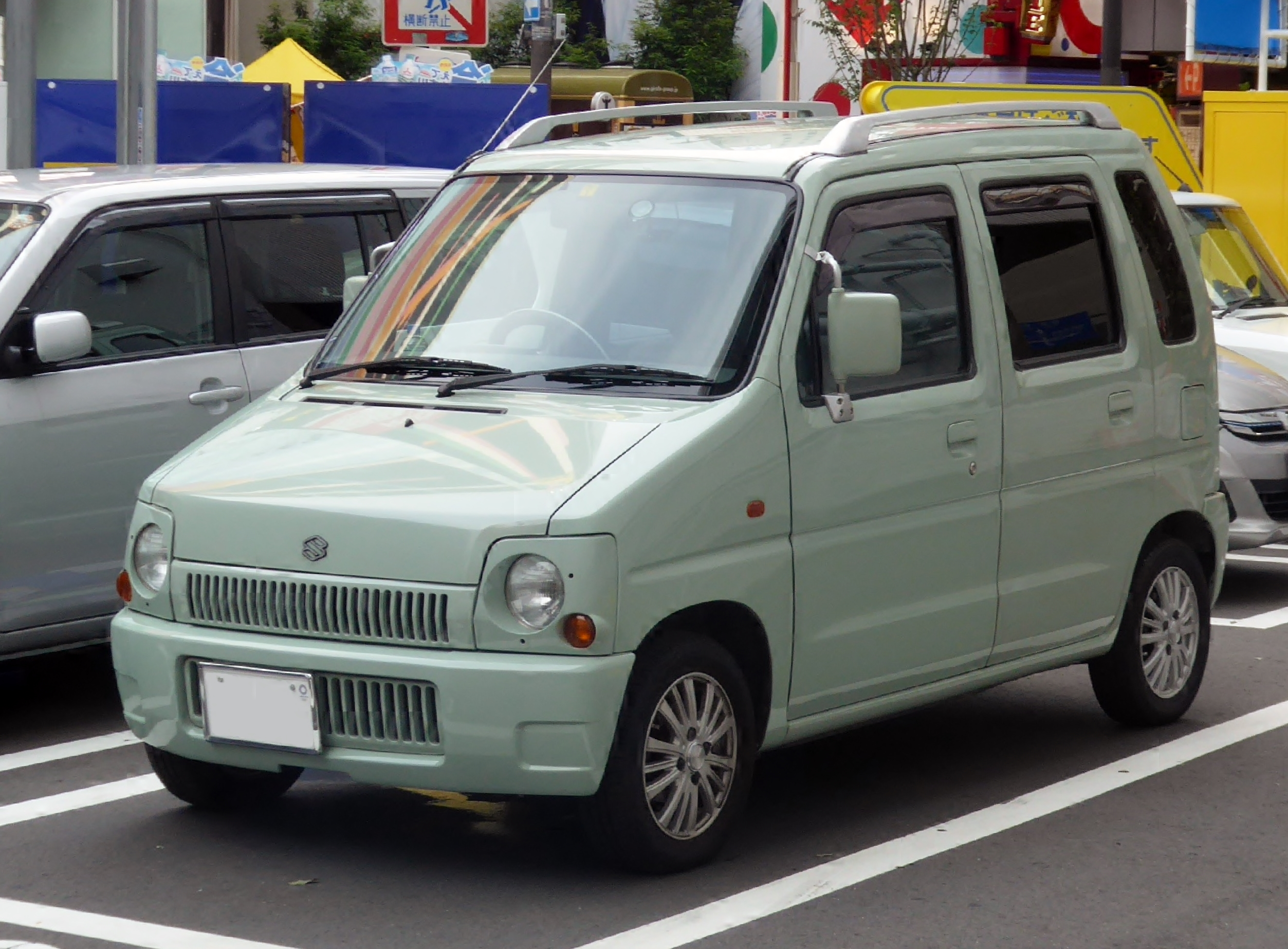
後期型コラム（フロント）

## 2代目 MC21S/11S/22S/12S型（1998年 - 2003年）
スタイルは初代のキープコンセプトながら全体的に多少丸みを帯びる。内装の大幅な質感アップや、最小回転半径を小さくする（4.6 m→4.2 m）など、地道な改良を施した。派生車やOEM車と部品を共用化するため、ステアリングホイール（4型まで）やフルホイールキャップ、エンジンヘッドカバーにスズキのマークが入れられなかった。
スポーティグレードに1+2ドアモデルの「RR」と5ドアモデルの「RR-F」の2グレードが設定され、標準グレードは1+2ドアモデルの「Rc」、「RX」、「RX-T」、5ドアタイプの「FG」、「FX」、「FX-T」の6グレードを設定。「Rc」や「FG（発売当初のみ）」などのエアコンやパワーウィンドウがオプションの仕様以外にタコメーターが標準で装備された。ちなみに前期型に限り、「RX」と「FX」の2WD車に乾式耐熱樹脂ベルトを用いたCVT仕様が存在していた。GM製の燃料電池スタックを搭載してスズキ初の燃料電池自動車が試作されている。RRやその下位グレードほぼ全てにおいてドア数やATシフトレバーの配置を選べたためかそうしたことも含めると選択肢は先代以上のものがあった。またグレードによってはオプションでCIBIE製フォグランプやバックランプ付きリアバンパー等の装備もあった。
先代モデルは全てEPI&プラグコード/ディストリビューター仕様であったが、このモデルからディストリビューターを必要としないダイレクトイグニッションを積極的に導入し、FX-Tに搭載されるF6Aエンジン以外に搭載され燃費向上が図られた。FX-Tには同時期のアルトバンの直3・SOHC・6バルブ・キャブレター仕様のエンジンをベースとしたものを搭載している。なお、F6AエンジンのNA仕様（直3・SOHC12バルブ・EPI）は、アルトのセダン系の売れ筋グレードに採用されていたものとは若干外観やスペックが異なる。見た目もFX系のK6Aエンジンと酷似していたが約1年間しか販売されず、快適装備がほとんど付かないRcやFG（注文装備にて快適装備が付くグレード）のみに搭載されていた。主力のFXには搭載されなかったため、前期型のCVT車と同じく軽のエンジンとしては非常に生産量は少なかった。なお、歴代モデルのRR では当代のみ5速MTを選択できた（ちなみに、初代にもRRは存在するが、あちらの正式名称は「エアロRR」であるため含まない）。

### 年表
- 1998年
  - 10月7日 - MC系ワゴンR登場。キャッチフレーズは標準系が「No.1の大進歩。」で、RRが、先代末期と同じく「GO! WAGON R!」で、CMキャラクターには初代末期から起用されていたレオナルド・ディカプリオが続投された。1型。軽自動車の規格改定に合わせフルモデルチェンジ。型式はK6A車がMC21S型、F6A車がMC11S型となる。
  - 11月12日 - 累計生産台数100万台達成。
- 1999年
  - 2月4日 - 「FX-T」をベースに、2DINサイズのオーディオ、アルミホイール、電動格納式ドアミラー、それに伴いボディ同色ドアノブを装備した特別仕様車「FX-Tリミテッド」を発売。
  - 3月4日 - 1+2ドアタイプをベースにした福祉車両「車椅子送迎車」をフルモデルチェンジ[4]。リアバンパーを3分割し、バンパー中央部にスロープを組み込んだことで、リフトなどを使わなくてもバックドアを開けてバンパー中央部からスロープを引き出すことで車いすごと乗車可能。車体後部床面を専用設計にして車椅子搭載部を低床化。スロープは3段折りたたみ式とすることでスロープ角度を緩やかにし、車椅子搭載部とスロープ幅を初代モデル比40mm拡大した。通常の車いすに加えてスズキの電動車いす「モーターチェア」も一部機種を除いて積載可能である。2WD・3AT車のみの設定だが、2本のベルトを利用して固定する手動固定式と後部フロアに内蔵した4本のフック付ワイヤーと電動モーターを利用してスイッチ操作で固定する電動固定式の2種類を用意するほか、それぞれに車椅子用に加え、高齢者向け電動車両「セニアカー」で搭乗が可能（一部機種を除く）なセニアカー用も設定した。
  - 3月 - 国内累計販売台数100万台達成。4月21日には1,000台の限定で「RR-F」をベースに、本革シートなどの採用や専用ドアトリム、専用エンブレム、専用アルミホイール、ホワイトパールの塗装を施した特別限定車「100万台記念限定車」を発売。
  - 6月21日 - 軽自動車で初めて、燃料に圧縮天然ガス（CNG）を用いた「天然ガス (CNG) 自動車」を発売。
  - 10月7日 - 一部改良。2型へ。NA車には新たに直3・DOHC・12バルブVVTエンジンを搭載し、F6A型エンジンのNA仕様（直3・SOHC12バルブ・EPI）が廃止される。また、ターボ車は4速ATとなる。MT車にはクラッチスタートシステムが装備された。また、グレード体系も整理され、1+2ドアタイプの「Rc」と「RX-T」、5ドアタイプの「FX-T（5速MT車）」を廃止、また1+2ドアタイプの「RX」は3速AT車のみ、「RR」はコラム4速AT車のみとなる。「Rc」が廃止されたため、エアコンやパワーステアリングは全車標準装備となった。ハザードスイッチがコラム上からセンターパネルへ移動した。RR系フォグランプをマルチリフレクター化、RR系アルミホイール14インチ化。RR系コラムシフト車もシートがRR専用デザイン化（ドーナツ型枕）。
  - 11月4日 - 福祉車両「車椅子送迎車」を一部改良[5]。電動固定式タイプに、同年3月に発売された「セニアカー」の4輪仕様車ET-4Aが搭乗できる「セニアカー（四輪）」を追加設定したほか、すべての仕様で内装色とシート内装の変更を行った。
  - 12月8日 - 「RR-F」をベースにオーディオ仕様を見直した特別仕様車「RR-FSリミテッド」、5ドア「FX」をベースにメッキパーツを装備した外装と、上質な内装とした特装車「スペシャル」を発売。RRシリーズはK6A型エンジンのみの設定であったが、「RR-FSリミテッド」ではF6A型エンジンに換装された。なお、「RR-FSリミテッド」は、SOHCエンジン、最高出力60 PS（@7000 rpm）なので、「RR-F」よりは速くはなく、「FX-T」系同様に近距離を重視している。
- 2000年
  - 1月 - インドで1100 cc仕様の「ワゴンR」を発売。
  - 3月 - 発売以来初の月間販売台数3万台を突破。
  - 4月 - 1+2ドア（運転席側1ドア、助手席側2ドア）モデルが廃止され全車5ドア仕様となる。
  - 4月19日 - 福祉車両のラインナップに「助手席リフトアップ車」を追加[6]。助手席に電動昇降式のリフトアップ機構を採用し、車いすに合わせて地表から座面までの高さを調整可能（470 mm〜64 4mm）。リモコンスイッチは助手席側のBピラー内側にセットしてあり、車体に取付できる磁石付とした。助手席側のドア開口角度を77度に広げたほか、助手席シートには跳ね上げ式アームレスト、胸部固定用ベルト、専用ステップを装備。さらに、折り畳み式の車いすを積載・固定できるフックとベルトも標準装備した。
  - 5月18日 - スズキ創立80周年を記念し、「FM」をベースに、エアロパーツをフル装備し、2DINサイズのオーディオなどを装備した特別仕様車「80周年記念車 FMエアロ」を発売。さらに、6月8日には「FX-Tリミテッド」をベースに、スタイリッシュな外観とMD/CD/カセットつきオーディオなどを装備した「80周年記念車 FX-Tエアロ」を発売。この時にFX系はFM系へと名称変更。
  - 7月7日 - 福祉車両のラインナップに「車椅子送迎車リアシート付」を追加[7]。本仕様車は既存の「車椅子送迎車」と同じように車いすごと乗車できるだけでなく、折り畳みや脱着が可能なリアシートをセットすることで、車いすで乗車しない時には通常仕様と同じように4名乗車が可能である。なお、軽ライトバンのエブリイの「後席リフトアップ車」が同時発売され、ワゴンR以外の車種にも福祉車両が設定されたことで、スズキ製の福祉車両は「ウィズシリーズ」として新たにシリーズ化された。
  - 12月5日 - マイナーチェンジで後期型（3型）へ。キャッチフレーズは「楽しい 正しく」に変更された。3型より型式はK6A車がMC22S、F6A車がMC12Sとなる。MC系としては3型となる。フェイスデザイン、ホイールカバーが変更された。ヘッドライトのデザインは変わっていないが、マルチルフレクター化された。標準グレードのFMはグリルが上部メッキ付きブラックグリルとなる。リアデザインは変更なしだが、バックドアハンドルがボディ同色になった。この時テールランプはまだ前期と同一。前期型のバックドア下部に装着されていた横長の取っ手は消滅している。NA車は「優-低排出ガス車（E-LEV(☆☆)）」認定を、ターボ車はF6A、K6Aともに「良-低排出ガス車（G-LEV(☆)）」認定をそれぞれ取得。内装色が濃色グレーになりシート生地変更、メーターデザイン変更、リヤワイパースイッチの場所をインパネからワイパーレバーへ変更。キーレスが電波式に。AT車は全車4速仕様に。「FM」に標準装備されていたタコメーターはこの時に一旦なくなる。また、グレード体系を整理するとともに、「21世紀記念スペシャル FMエアロ」を設定。1＋2ドア車とサンルーフ車は消滅している。ボディに補強を加えて64km/hオフセット前面衝突に対応。RR系はフロントグリル、バンパー、ボンネットエアスクープ（空気取入口）をそれぞれデザイン変更され、バンパーには牽引フックカバーが付く。4灯式ヘッドライト装着車のロービーム（プロジェクター式）にメッキタイプの熱対策リングを装着。クリアータイプのLEDハイマウントストップランプ（RR系のリヤスポイラーに内蔵）、ルーフアンテナ（RR‐Sリミテッド、RRリミテッドに装着）を採用。
  - 12月20日 - 福祉車両「ウィズシリーズ」全車種を一部改良[8]。共通でフロントデザインの刷新やエンジンの変更、ATの4速仕様化を行ったほか、「車椅子送迎車」は1+2ドア車の廃止に伴い5ドア化され、「セニアカー」へはオプションの固定用アタッチメントを装着することで対応できるようになった為、ラインナップを手動固定式、手動固定式リアシート付、電動固定式の3種類に整理。「助手席リフトアップ車」にはヒーテッドドアミラーと運転席シートヒーターを備えた4WD車を新たに設定した（4WD車は2001年1月下旬販売開始）。
- 2001年
  - 2月7日 - 買い得グレード「FM-G」とスポーティな外観を持つ「FM-Tリミテッドエアロ」を追加。
  - 5月 - 国内累計販売台数150万台達成。
  - 5月16日 - FMをベースにレトロ調の意匠が特徴の「C2」を追加。これは先代「コラム」の後継であるが、コラムシフトが一般グレードにも拡大採用されたため、名称が変更された。また、「RRリミテッド」には「サイドエアバッグ装着車」を設定。
  - 6月5日 - 国内累計販売150万台達成を記念し、お買い得グレード「FM-G」をベースに、上級仕様の装備をしながらベース車よりも安く抑えた特別仕様車「FM-Gリミテッド」を発売。FM-Gリミテッドは、4型N-1と同様に上部メッキ付きボディー同色グリルとなる。6月20日には3,000台限定で「RRリミテッド（コラム4速AT車）」をベースに、MD/CDオーディオ、4スピーカー+スーパーウーハー、ウッド本革コンビステアリング、専用シート&専用ドアトリム、メッキインナードアハンドル、専用色インパネを装備した特別限定車「150万台記念車」を発売。また、この3,000台のうち150台限定で、ボディー色に「マジョーラサファイア」を設定。マジョーラサファイアは見る角度によって色が変わる特別な色（マジョーラカラー）で、この塗装色を施した車両は12万円高であった。
  - 11月14日 - マイナーチェンジで4型へ。オプション設定となっていた運転席・助手席SRSエアバッグが標準装備化、タコメーターが再び標準で装備、リアサスペンションのショックアブソーバーの取り付け位置がリアフェンダー内側前方からリアフェンダー内側後方に変更、エクステリアではデザインの変更はないが、テールランプがマルチリフレクター化されたこと、サイドウインカーレンズがクリア化されたことが特徴（4灯式ヘッドライト装着車であるFMエアロ、FTエアロ、RR系のみサイドウインカーはオレンジのまま）。F6AのMC12S、CVT、フロアATが消滅。AT車は全てコラム4速ATとなる。グレード体系が整理され、標準グレードはお買い得グレードの「N-1」、レトロ調デザインの「C2」、エアロパーツを装備した「FMエアロ」、新開発のDOHC Mターボエンジンを搭載した「FTエアロ」の4グレード、RR系はRRリミテッド、RR-Sリミテッドおよび、RR系の5MTが消滅しATの「RR」とディスチャージヘッドランプなどを装備した「RR-SWT」の2グレードとなった。N-1はFMの後継となるモデルで、グリルはFMと同じ形状でボディ同色となる（FM系リミテッドと同じ）。ノーマルグレードは全車ボディ同色グリルとなる。F6Aのターボエンジンを積む「FM-T」が販売終了となり、Mターボが出たためエンジンは全車K6A＆DI化となった。長年スズキ車に採用され続けていた透明のオーディオハーネスがホンダと同じブースター/オートアンテナ対応の青色ハーネスに変更される。4灯式HIDヘッドライト装着車には艶消しブラックタイプの熱対策リングが装着される。
- 2002年
  - 2月5日 - ヤングファミリー向けに「ミキハウス」とタイアップした特別限定車「ミキハウスバージョン」を発売。（限定3,000台）
  - 2月12日 - 「助手席回転シート車」を発売（本仕様車は同日にMRワゴンとコンパクトカーのエリオにも設定された）[9]（ベルアートによる受注生産）。助手席が90度回転するほか、助手席下部に折り畳み式フットレストを備え、アシストグリップも設定した。メーカーオプションとして車椅子を荷室に積載できる車椅子収納装置（電動クレーン）を設定しており、このオプションを装着した場合は消費税が非課税となる。
  - 9月3日 - マイナーチェンジで5型へ。全車リアシートスライド機構を追加。フロア変更によるリアサスペンション変更に伴い、足周りが後のMH21S前期と共通となった。また「N-1」をベースに、DOHC Mターボエンジンを搭載した「N-1ターボ」を追加。なお、これにより「C2」は廃止。ステアリングデザインが変更され、ホーンボタン中央にスズキのマークが印刷されるようになった（MC型でステアリングにエンブレムがデザインされるのは発売4年目にして初めて）。N-1のグリルデザインが変更、メッキ部分は消滅。スチールホイール装着車用の樹脂製フルホイールカバーのデザインが変更される（スズキのマークは入らず）。ボンネットのスズキのマークがより立体的で横長のものに変更（断面は台形から、▲型になっている）。エンプティランプ（燃料残量警告灯）追加、シート色変更。オーディオ上・エアコン下にインパネデザイン変更。内外気循環切り替えがマニュアルエアコンでも電気式に変更。
  - 10月8日 - 福祉車両「ウィズシリーズ」の「助手席リフトアップ車」と「助手席回転シート車」を一部改良[10]。標準車同様にリアシートスライド機構を追加し、ステアリングホイール・メーターパネル・インストルメントパネルのデザインを変更し、AM/FMラジオ付CDプレーヤーを標準装備。また、「助手席回転シート車」にメーカーオプション設定されている車椅子収納装置（電動クレーン）を「助手席リフトアップ車」にもメーカーオプション設定した。
- 2003年
  - 1月14日 - 軽自動車販売台数30年連続No.1達成を記念し、ディスチャージヘッドランプやスマートキーレスシステムなどを装備した特別仕様車「RR バージョンV」を発売。特別仕様車などに搭載されることが多かった2DINオーディオのMD/CD/カセットは廃止された。
  - 2月20日 - 福祉車両「ウィズシリーズ」の「車椅子送迎車」を一部改良[11]。AM/FMラジオ付CDチューナー、電動格納式リモコンドアミラー、リヤワイパー&ウォッシャー、スモークガラス（リヤドア、クォーター、バックドア）などの快適装備を新たに装備したうえで、手動固定式リアシート付で5万円、電動固定式で10万円値下げ。また、リアサイドトレーを新たに設定し、トランスミッションをコラムシフト式4ATに変更した。さらに、リアシート付を電動固定式にも設定するとともに、手動固定式をリアシート付のみの設定に集約した。
  - 4月10日 - マイナーチェンジで6型へ。5型と外見上の差異は無い。MC系の最終モデルである。シート色変更、前席ドアの把手、RR系のドーナツ型ヘッドレスト、防眩ルームミラーが消滅。運転席・助手席SRSエアバッグ、パワーステアリング、パワードアロック、キーレスエントリーシステムなど充実の装備内容ながら83万円からの価格設定とした「B」を発売。同年5月には「B」から装備内容の一部を簡素化したことで75万円からの価格設定とした「A」を追加。RRはベースグレードが消滅しRR-SWTのみの販売へ。
  - 8月[12] - 生産終了。在庫対応分のみの販売となる。
  - 9月 - 3代目と入れ替わる形で販売終了。

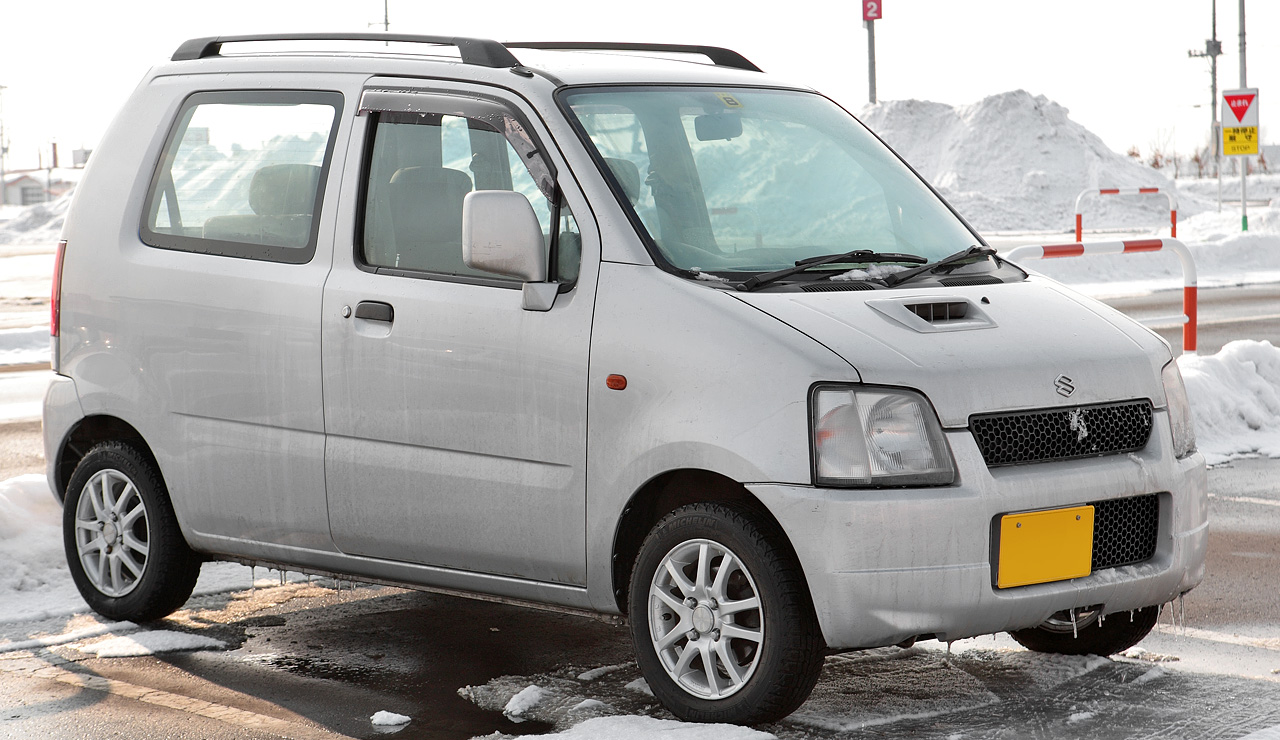
前期型4ドアRX
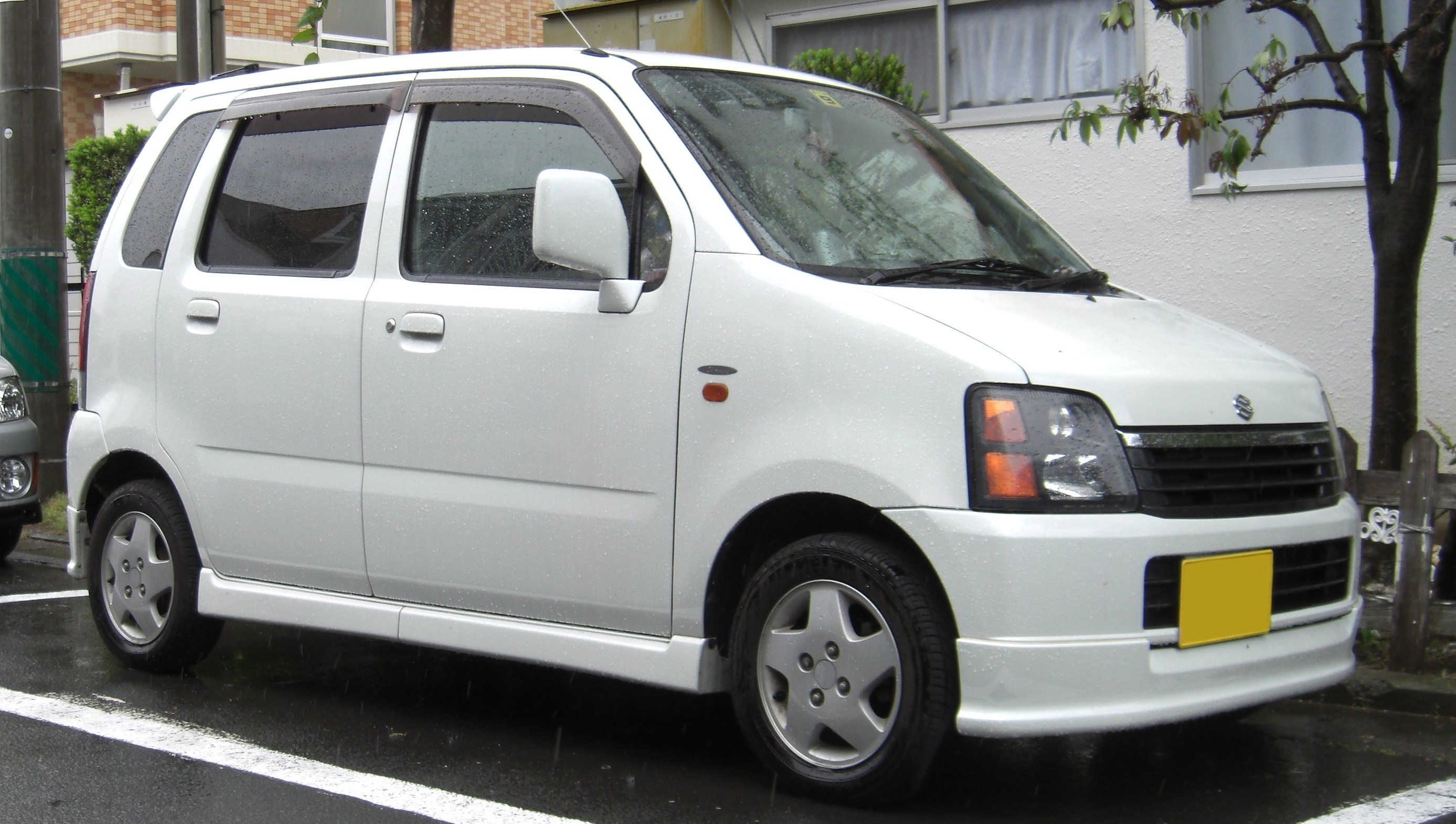
後期型FMエアロ（フロント）
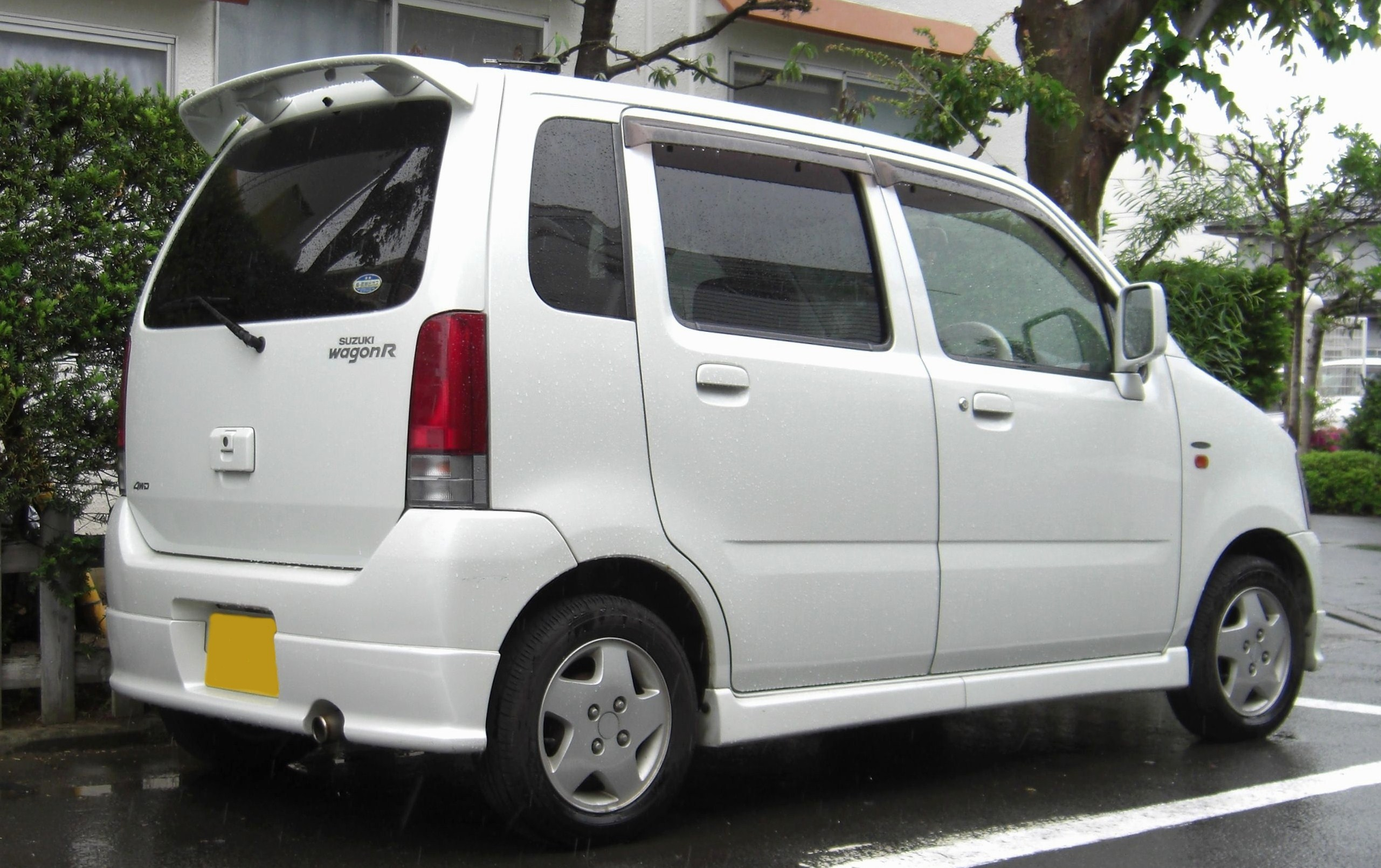
後期型FMエアロ（リア）
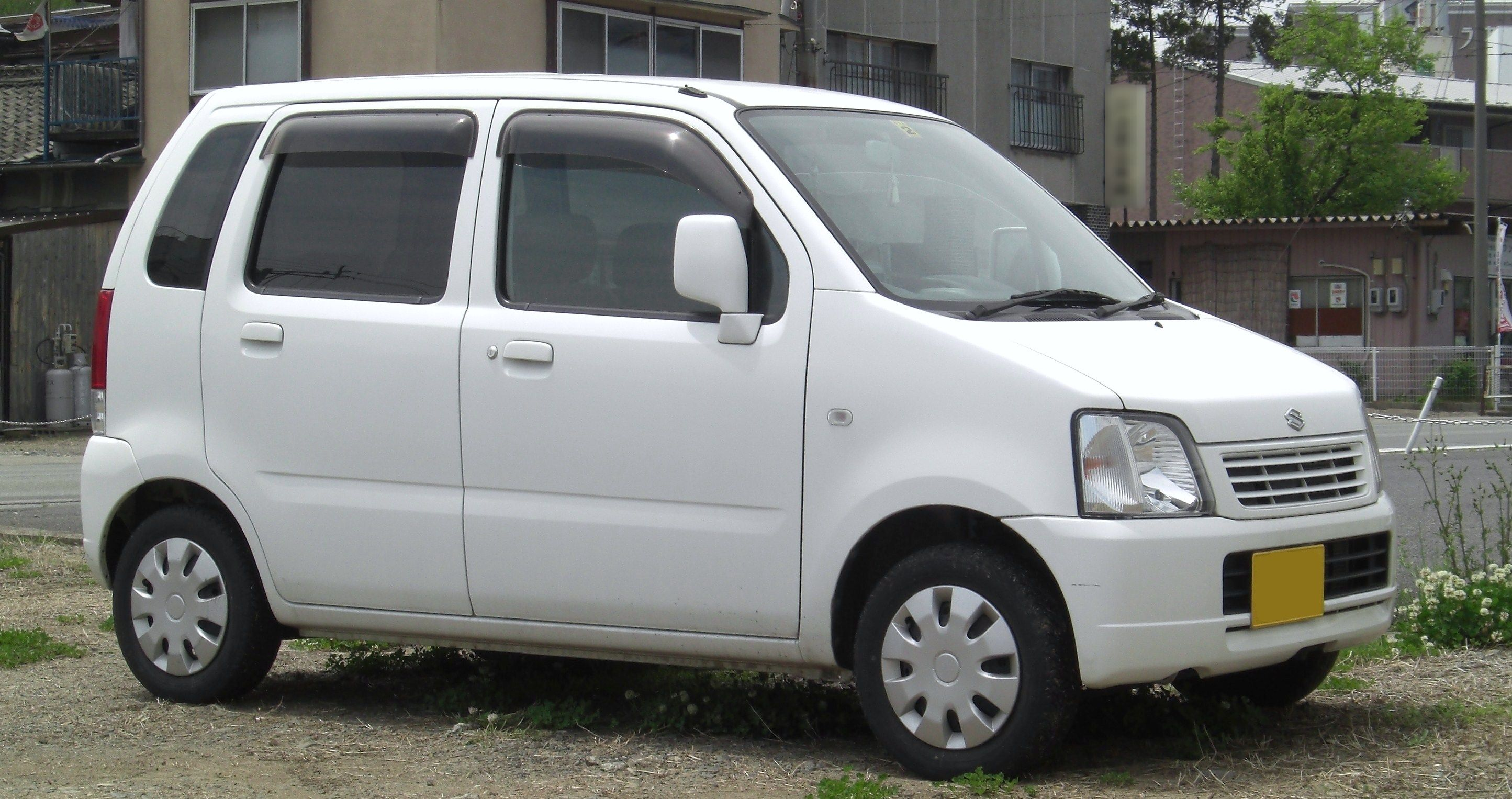
後期型N‐1
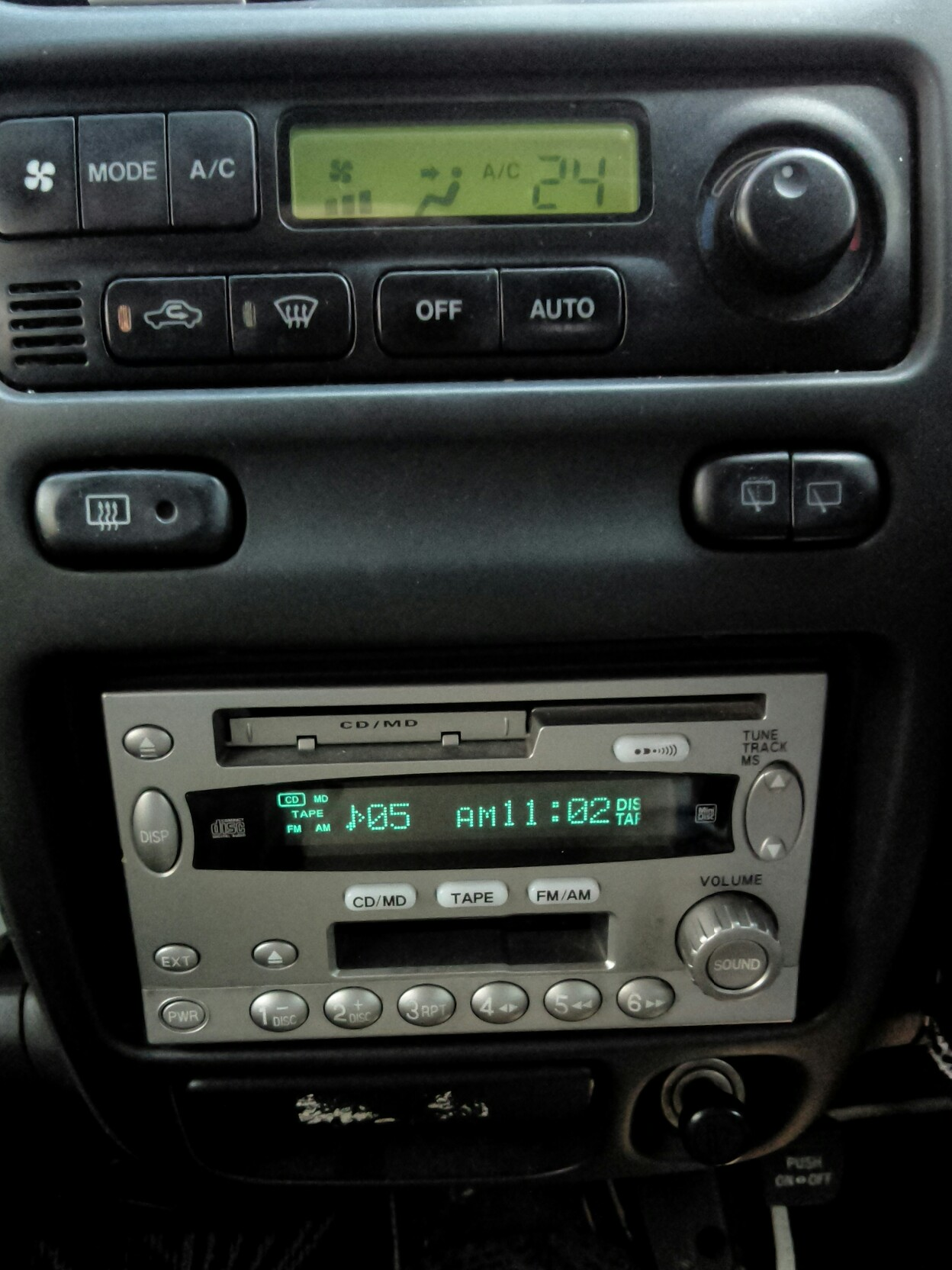
主に特別仕様車に装備されていたMD/CD/カセットオーディオ
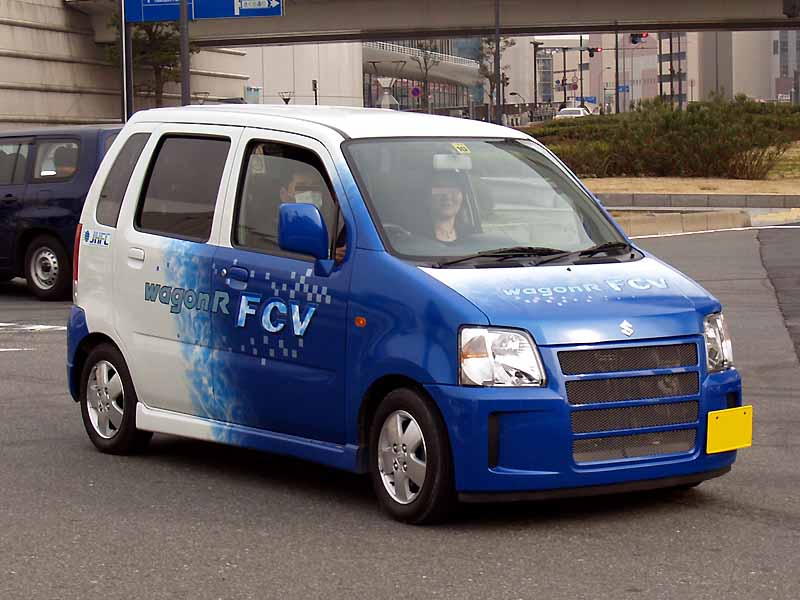
FCV（燃料電池車）

- 前期型RR（フロント）
- 後期型RRリミテッド（リア）
- 後期型C2（フロント）
- 後期型C2（リア）

## 3代目 MH21S/22S型（2003年 - 2008年）
初代に立ち返り再びスクエアデザインとなった。プラットフォームを刷新し、富士重工業（現・SUBARU）との共同開発によるフロントサスペンションを採用。スポーツグレードの「RR-DI」には軽市販車初の直接噴射式ターボエンジンが搭載された。歴代モデルで唯一、全グレードにタコメーターを標準装備する。
当初のグレード体系は、標準モデルが「FA」・「FX」・「FT」・「FS」、スポーツモデルが「RR」と「RR-DI」であった。
この代からエンブレムが社章の「Sマーク」をデフォルメしたものから「Sマーク」そのものとなり、リアにも装着される。併せて、リアの車名ロゴが2代目までのデカールから「Sマーク」と同じメッキエンブレムに変更されている。
全グレードに電動アクチュエーター式集中ドアロックを標準装備、FA以外のグレードにはキーレスエントリーシステムなども付く。助手席とバックドアのアウタードアハンドルにあった鍵穴を廃止し、ハンドル形状を変更した。2003年（平成15年）当時、同じくGM系列であった富士重工業（現・SUBARU）との共同開発による、フロントサスペション用L字形ロアアームを採用している。
ターボ車は、空冷式インタークーラーの小型高効率タイプへの変更と、フロントグリルからインタークーラーへの専用エアーインテーク／ダクトを設置したことにより、2代目モデルまでエンジンフードにあったインタークーラー冷却用のエアーインレットがなくなり、先代同様「TURBO」デカールも存在しないため、この代からターボ搭載車と一目で分かる要素は消滅した。「RR-DI」および「スティングレー　DI」のインタークーラーも上部に設置されているが、他のターボにある専用エアーインテーク／ダクトは存在せず、従来どおりにも見えるがこれもインテークはボンネットに存在せずスズキの乗用車としては珍しい方法であった。

### 年表
- 2003年
  - 9月30日 - フルモデルチェンジ。キャッチコピーは「サラブレッドの子は、サラブレッド。」
  - 12月 - 国内累計販売台数200万台達成。
- 2004年
  - 1月26日 - 14インチアルミホイールやエアロパーツ、CD/MDオーディオや革巻きステアリングホイールを装備して価格をベース車両の税別6万円アップに抑えた特別仕様車「FXリミテッド」を発売。後にボディ色を増やし、7月6日にはターボ車「FT」に特別仕様車「FTリミテッド」を発売したこともあり、この年の年間軽自動車販売台数でダイハツ・ムーヴから首位を奪還した。
  - 2月4日 - 「車椅子送迎車」を3代目にモデルチェンジし、「車いす移動車」に改名[15]。車いすの乗車部分を超低床フロアに改造し、床の形状変更などによりフロアとスロープの傾斜角を大幅に緩くし、突起を無くした。また、車いすでの乗降時に意図しない後退を防ぐ後退防止ベルトに車いすの前部を固定する機構を新たに採用。テールゲートはスプリングアシスト機構の採用による操作力の低減、操作ノブの取付け位置の改良、スロープのワンタッチ固定によって操作方法を改善。リアシート付車は折りたたんだリアシートの取付を改良することで車いす乗員の足元スペースを拡大した。車両本体価格はすべての仕様で2代目に比べて10万円以上の大幅値下げを行った。
  - 7月 - 「天然ガス (CNG) 自動車」を3代目にモデルチェンジ。
  - 12月15日 - 一部改良。NA車でエンジンの環境性能（4WD・4AT車は平成17年排出ガス基準75%低減レベル（SU-LEV(☆☆☆☆)）認定を取得）や内装の質感が向上したほか、特別仕様車「FX-Sリミテッド」は「FX」をベースに、前照灯をブルーリフレクター、車幅灯をブルーレンズとし、Mターボエンジンを搭載する特別仕様車「FT-Sリミテッド」には「FT」をベースに「FX-Sリミテッド」の装備に加え、専用のフロントグリルが与えられた他、RRと同様のフロントフォグランプを装備、価格がベース車両の税込6.3万円アップから税込8.4万円アップになった。なお、「FS」はこの変更で廃止となった。また、リアのエンブレム配置が変わり、左上に配置していた「SUZUKI」ロゴを廃止し、「WAGON R」の車名ロゴは右上から右下に変更した。
- 2005年
  - 9月2日 - マイナーチェンジ、キャッチコピーを「あれもできる、これもできる」に変更。フロントグリルやホイールキャップ、リヤコンビランプのデザインを変更。内装は、夜間発光させるとブラックと化すホワイトメーターを廃止して自発光式メーターの新採用や、インストルメントパネルの改良などが挙げられる。さらに法改正による電動アクチュエーター式前照灯光軸調整機能（マニュアルレベリング機構）を全車に追加。また、2WD・5速MT車を除く全てのグレードにおける燃費向上、「FT」、「FT-Sリミテッド」は排ガス性能向上（平成17年排出ガス基準50%低減レベル（U-LEV(☆☆☆)）認定取得）しNA車同等となった。
- 2006年
  - 3月 - 国内累計販売台数250万台達成。同年5月11日にHDDナビゲーションシステムを装備した250万台達成記念特別仕様車「250X」、「250T」を発売。
  - 9月4日 - ドレスアップモデル「RR」にMターボエンジンを搭載した特別仕様車「RR-Sリミテッド」を発売。
  - 9月12日 - 特別仕様車の「FX-Sリミテッド」にCVT搭載車を設定。
  - 10月19日 - HDDナビゲーションシステム、フルオートエアコンなどを装備した特別仕様車「ナビスペシャル」、「ナビスペシャルターボ」を発売。
- 2007年
  - 2月5日 - 「クールフェイス ワゴンR」をデザインコンセプトとした新シリーズ「ワゴンRスティングレー（WAGON R STINGRAY）」を発売。キャッチコピーは「顔で戦え。目で挑め。」。横長のシースルーフロントグリル（ガーニッシュ）とディスチャージヘッドランプや、先端を高くしたボンネット、クリアタイプのリアランプ（前期タイプ）など、従来のモデルとは全く印象の異なるエクステリア、および、黒色基調で統一されたインテリアが特徴。エクステリアに関しては全車にエアロパーツとアルミホイールが標準装備となる。ラインアップは、DOHC VVTエンジンを搭載する「X」、DOHC Mターボエンジンを搭載する「T」、直噴ターボエンジンを搭載する「DI」の3グレード・6バリエーション。なお、リアに配置の車名ロゴは前期の初期型同様、右上に配置されている。型式はこの時点ではスティングレーのみMH22Sとなる。
  - 5月11日 - 一部改良。一部グレードのシート・ドアトリム表皮を変更し、さらに、ドアロックの開錠・施錠、エンジン始動を容易にするキーレススタートシステムを「FC」、「スティングレー（全グレード）」、「FX-Sリミテッド/FT-Sリミテッド」、「RR-DI、RR-Sリミテッド」に搭載。FX-Sリミテッド、FT-Sリミテッドのホイールは意匠変更された。FT-Sリミテッドはフロントグリルの意匠も変更される。CVT搭載車（CVTはJatco製）を追加（標準グレードは新グレードの「FC」に設定、「スティングレー」は既存の「X」に追加で設定）。型式は全グレードでMH22Sに統一される。

- 2008年
  - 6月4日 - 2003-2007年度の国内軽自動車車名別新車新規届出台数ナンバーワンと国内累計販売台数300万台達成を記念して、FT-Sリミテッドのフロントグリル、RR系のアルミホイール、アルカンターラを使用したシートやドアトリム、メッシュ調インパネセンターガーニッシュなどを装備した特別仕様車「リミテッド」・「スティングレー リミテッド」を発売。特別色として「ノクターンブルーパール」が設定されている。販売期間は約3ヶ月と非常に短い設定であった。
  - 8月[16] - 生産終了。在庫対応分のみの販売となる。
  - 9月 - 4代目と入れ替わる形で販売終了。

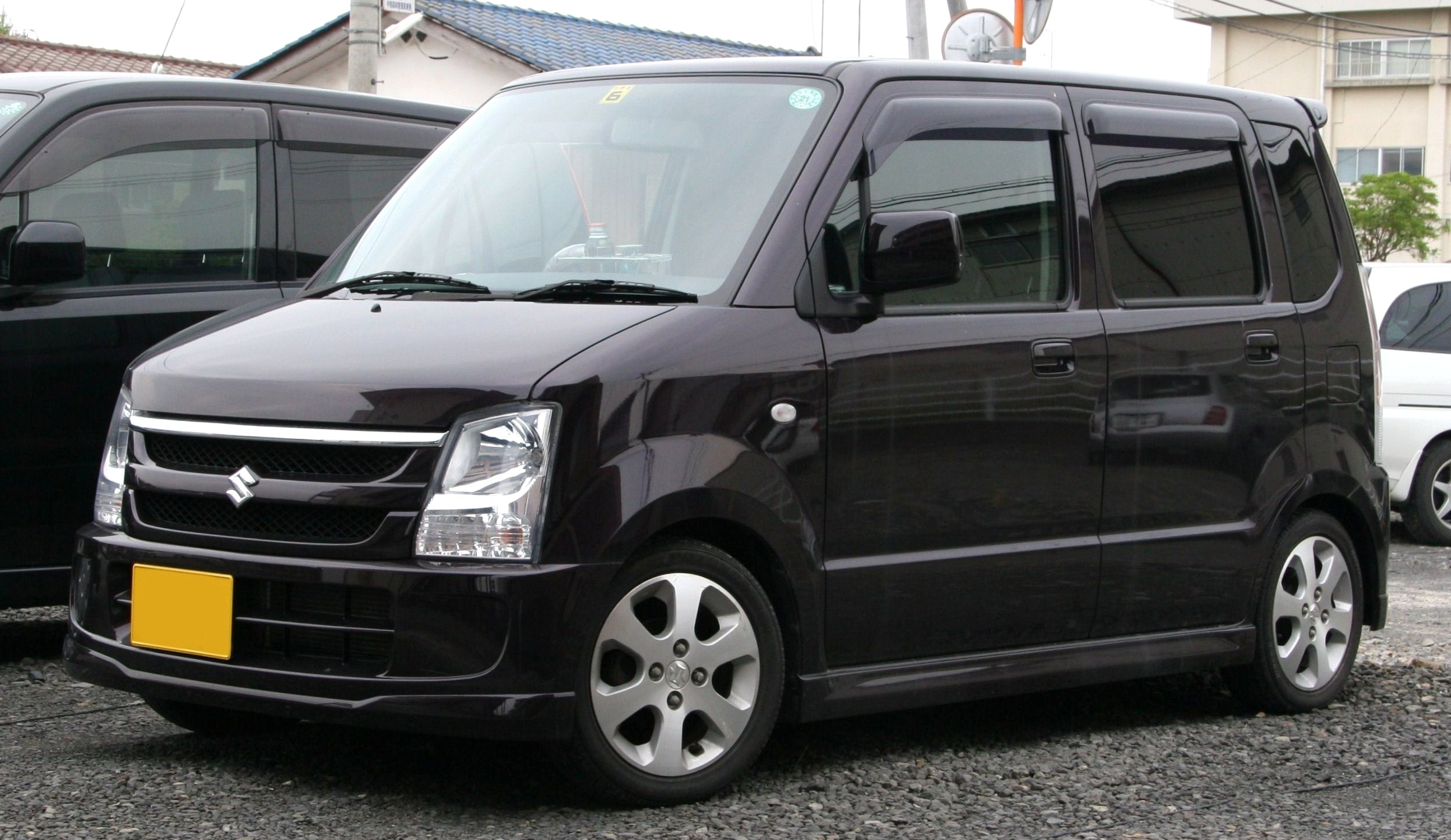
後期型FX-Sリミテッド（フロント）
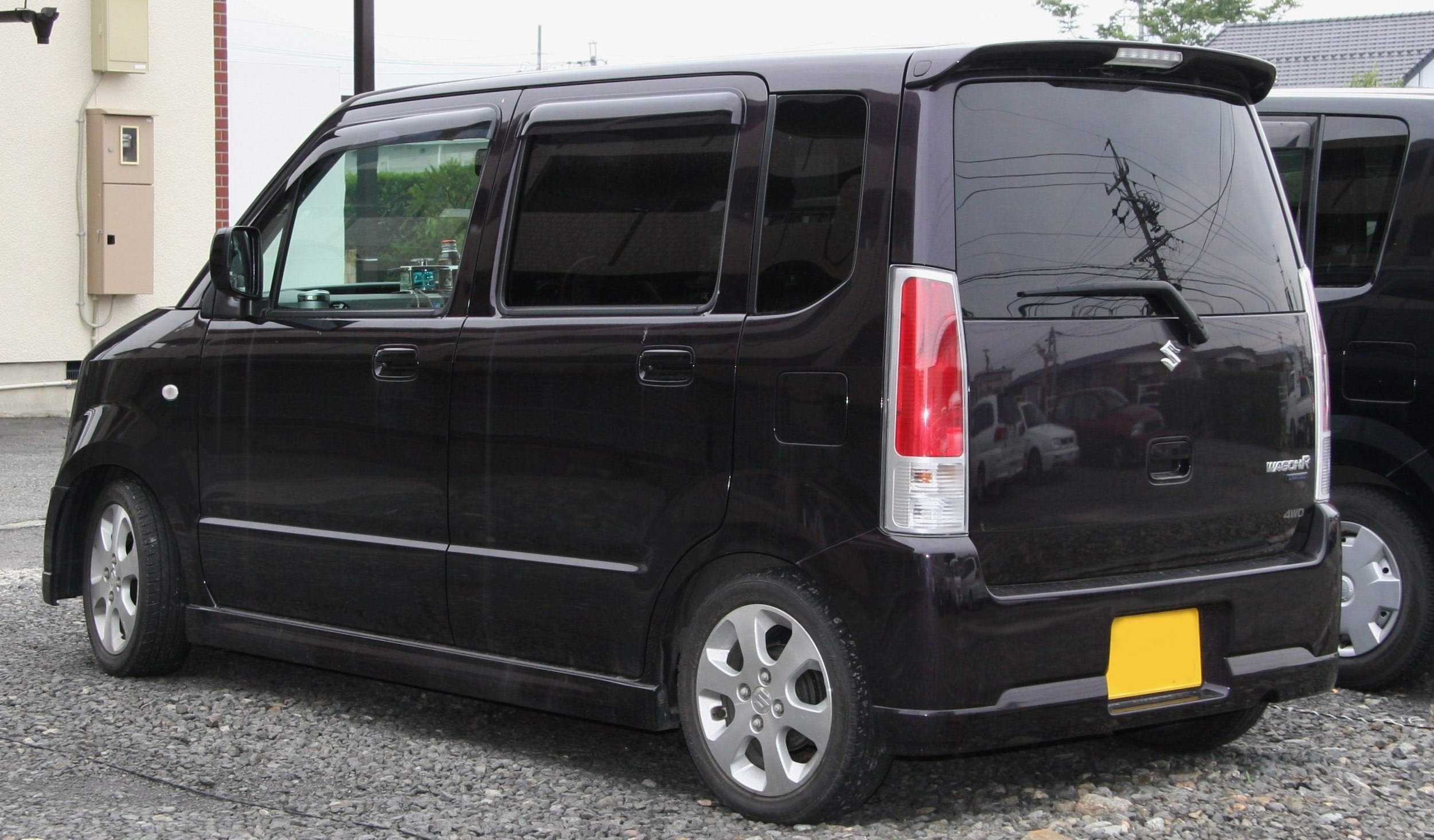
後期型FX-Sリミテッド（リア）
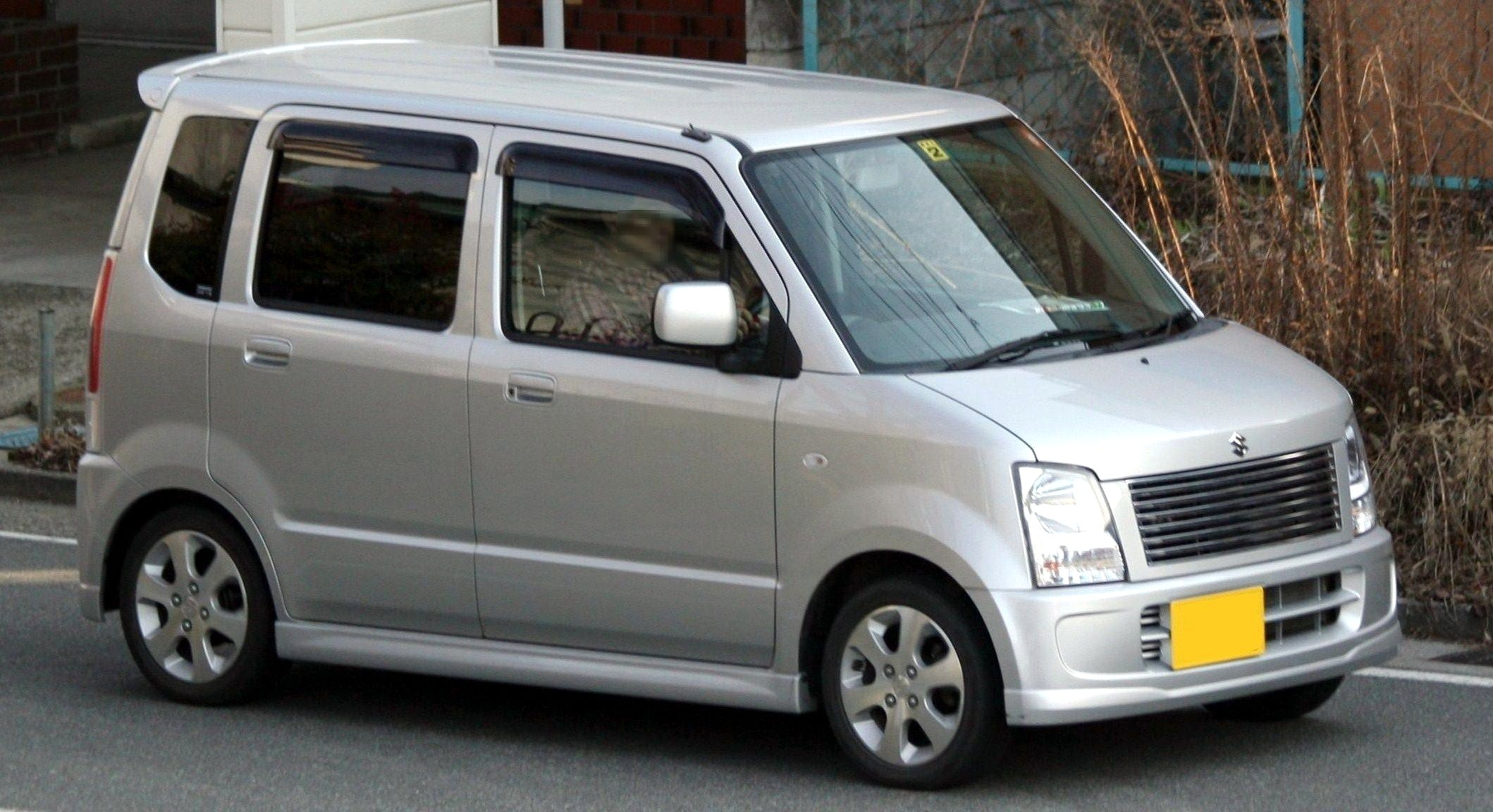
後期型FT-Sリミテッド

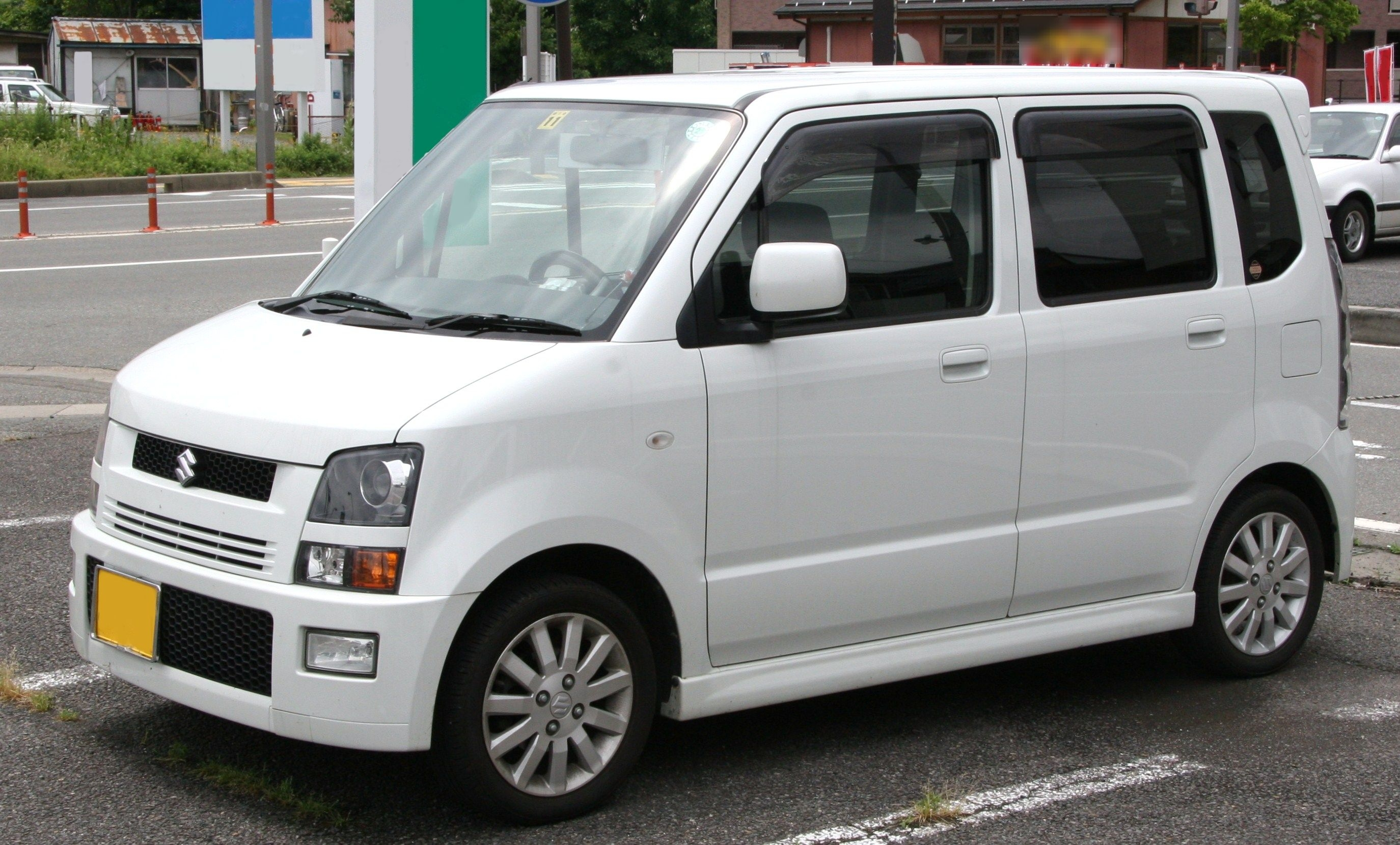
前期型RR（フロント）
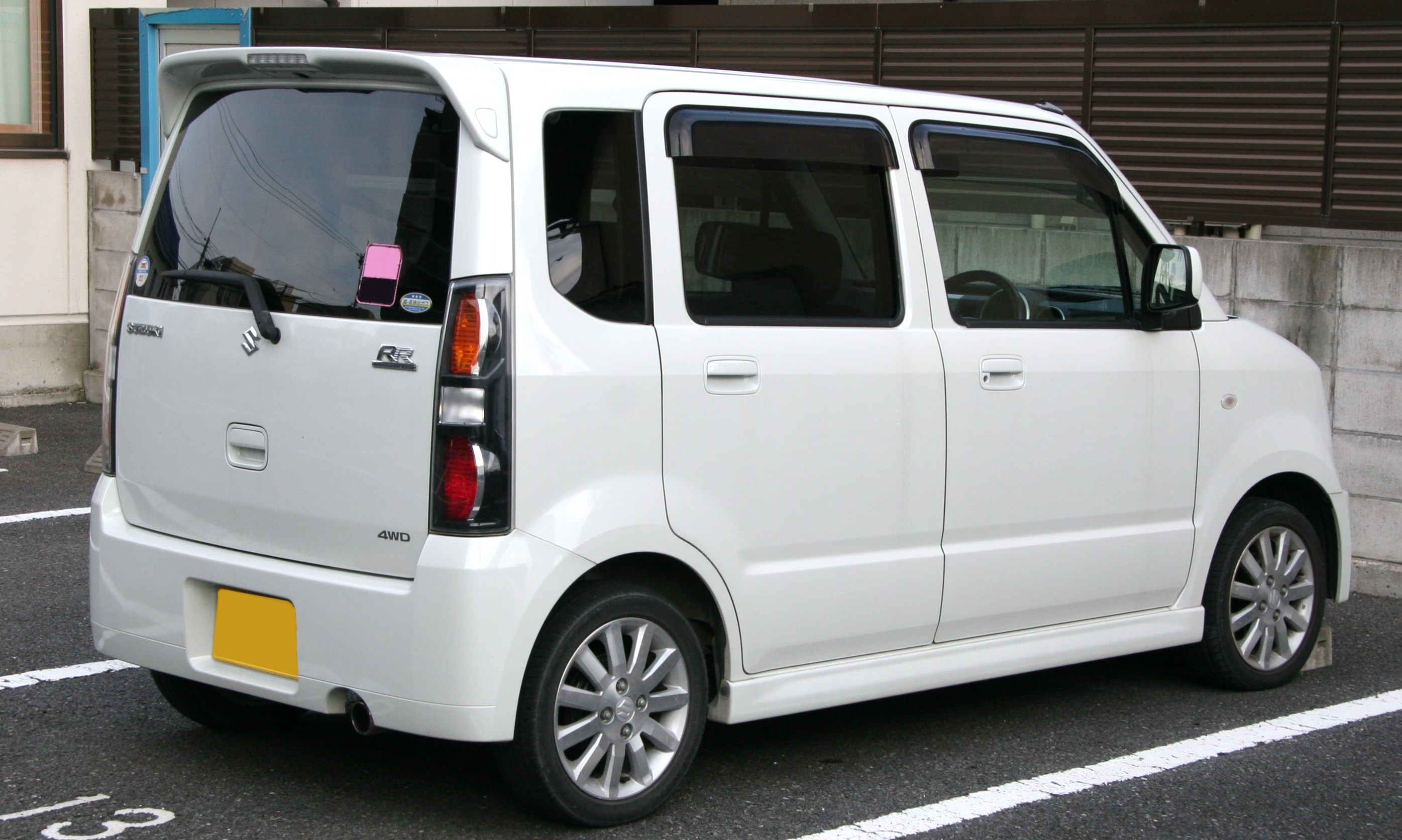
前期型RR（リア）
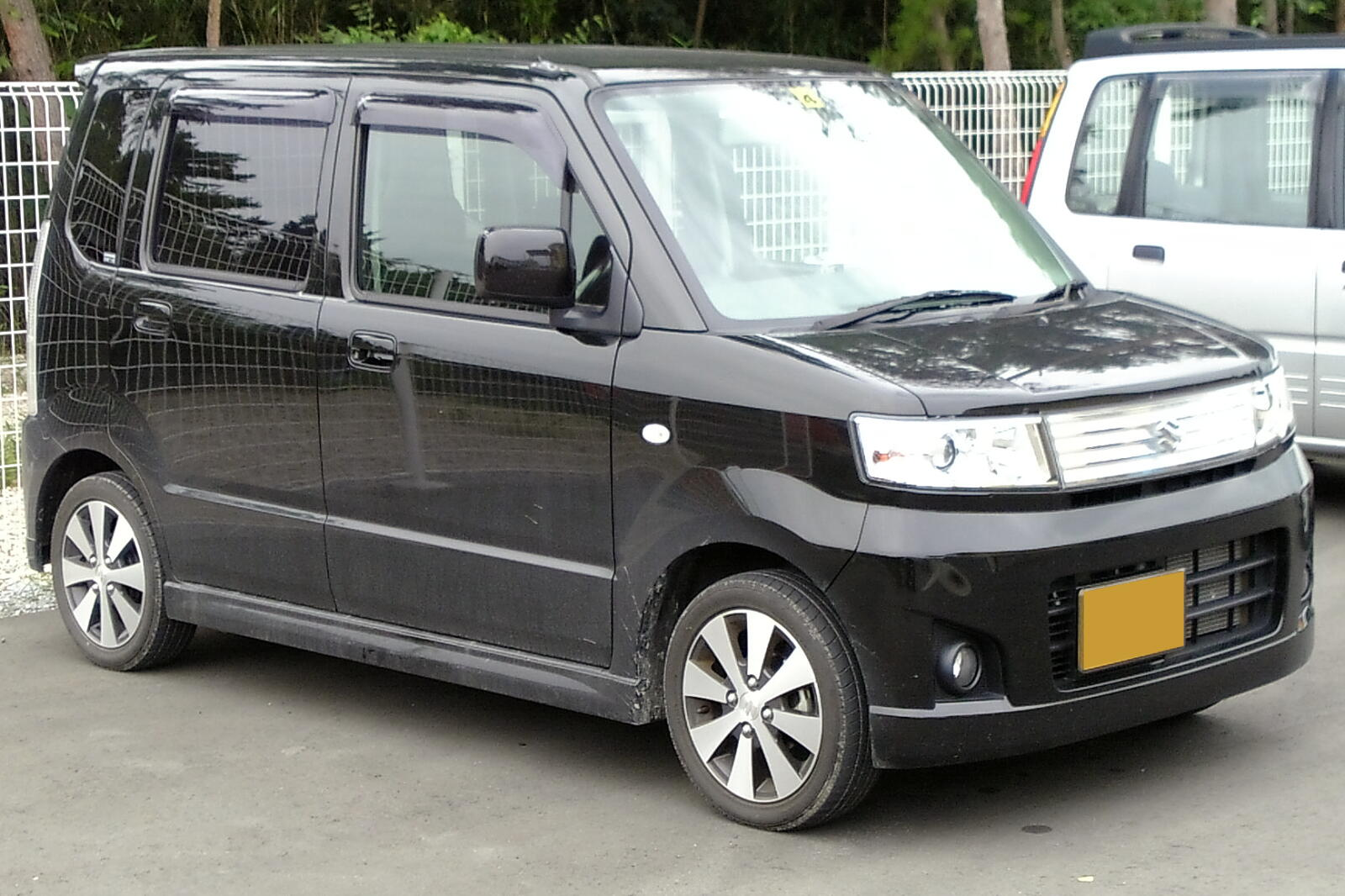
後期型スティングレー（フロント）
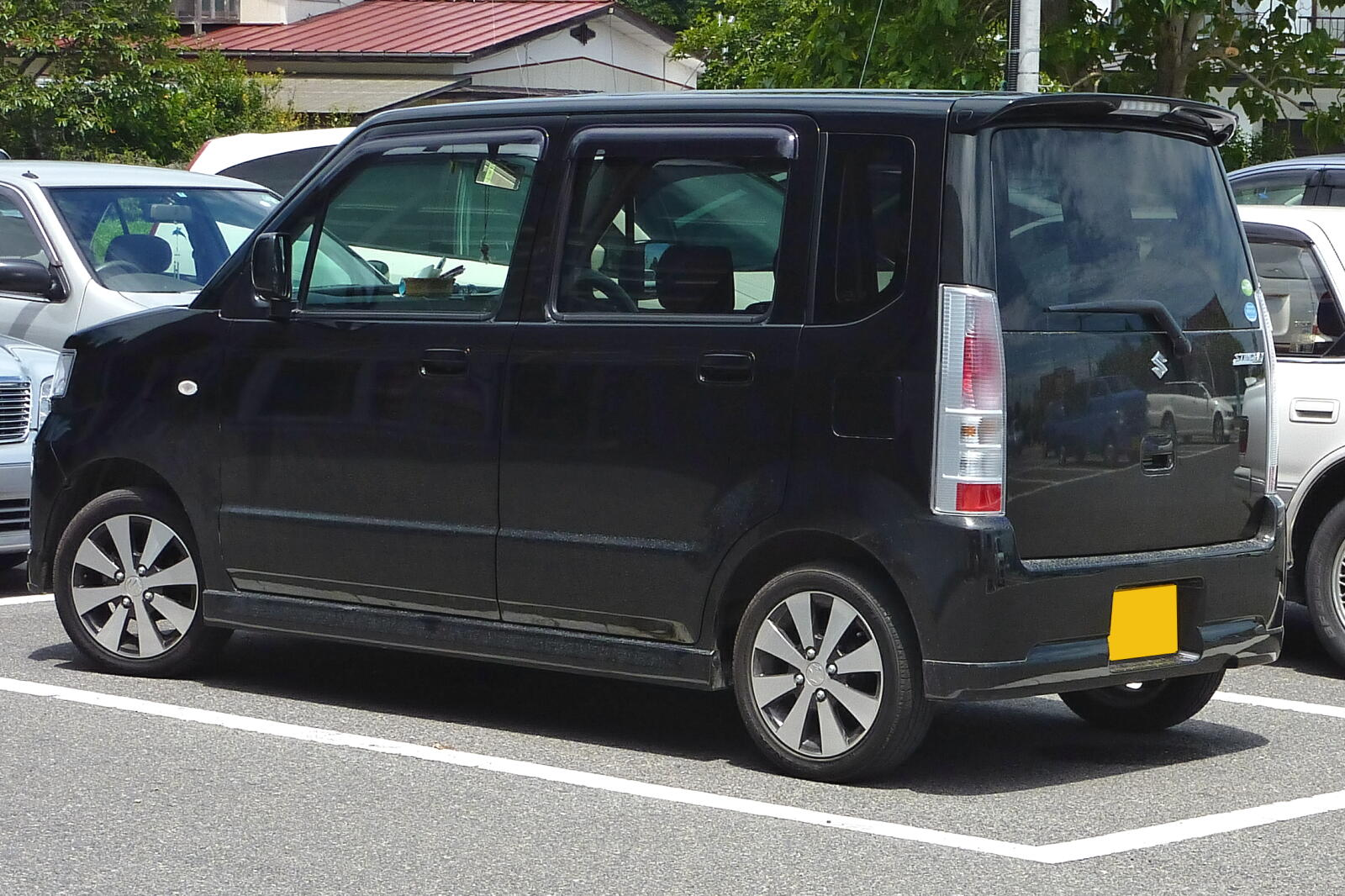
後期型スティングレー（リア）

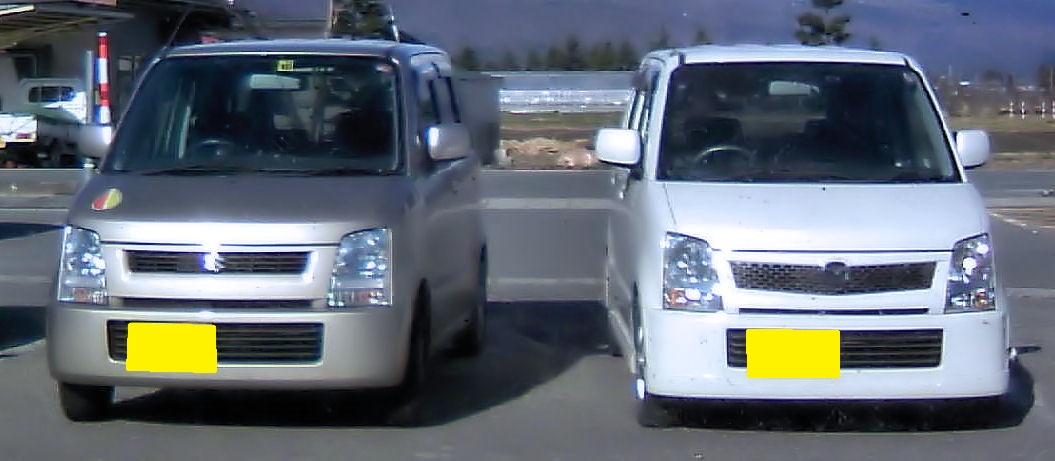
前期型FXと同型のＡＺワゴンとの比較

## 4代目 MH23S型（2008年 - 2012年）
基本的にはキープコンセプトだが若干路線変更し、いかにもスペース重視の箱型から、スペースとデザインを両立させたスタイリッシュな外観になった。初代から継承されていたCピラー部のクォーターウインドウが廃止され、リアドアの開口幅の拡大によって乗降性を向上させている。シフトレバーは、2代目MRワゴンと同様、従来のコラムシフトからインパネシフトに変更された。居住空間を大幅に拡大したため、荷室スペースは旧型よりも狭くなっているが、今回から全車に最大160mmまで前後にスライド可能なリアシートスライド機構が新たに標準装備となり、シートアレンジの自由度や日常での使い勝手が一層向上している。また、4代目にはスペアタイヤが装備されておらず、代わりに全車パンク修理キットが装備されている。4輪のラジアルタイヤそのものも従来のサイズから変更されダイハツ車などと同様の13インチは扁平率80シリーズ、14インチは65シリーズとなるなど燃費と乗り心地を重視する近代的なサイズとなった。計器類はパレットのものと共通となりノーマル（オリジナル）シリーズは全車大型スピードメーターを備えるシンプルな自発光式単眼メーターを、スティングレーシリーズは全車タコメーター付の自発光式3眼メーターをそれぞれ採用している。
エンジンも改良され、燃費性能が向上し、ターボ車とノンターボ車のCVT仕様のエンジンにはワゴンRでは初めて電子制御スロットルが採用された。4WD車の一部にも今回からCVTが設定され、ターボ車は全車CVT仕様となった。ラインアップも見直され、「FXリミテッド」、「FTリミテッド」、「TS」をカタロググレードに新設。ドレスアップモデルは、初代から3代目までのRRが廃止されて「スティングレー」に統一された。スティングレーの「TS」には、ワゴンR初となるESP（車両安定装置）がメーカーオプションに設定された。

### 年表
- 2008年
  - 9月25日 - フルモデルチェンジ。「スティングレー」も同時にフルモデルチェンジ。キャッチフレーズは標準系は「挑戦するNo.1。」、スティングレーは「その走りに、街が目覚める。」。
  - 10月8日 - 4代目ワゴンR・ワゴンRスティングレーともに、2008年度グッドデザイン賞受賞。さらに、同年11月18日には、2009年次RJCカーオブザイヤーも受賞した。
- 2009年
  - 1月15日 - 福祉車両「ウィズシリーズ」にラインナップされている「車いす移動車」を4代目にモデルチェンジ[18]。バックドア開口部の高さを1,385mmに、床面幅を710mmにそれぞれ拡大。また、低床設計を継承し、スロープの傾斜角を10度から9度に落としてより緩やかになった。さらに、車いす乗員用3点式シートベルトを新採用し、3代目では一部仕様にオプション設定だった車いす乗員用手すりを全仕様に拡大して標準装備した。
  - 4月23日 - 自動車の安全性能を比較評価する平成20年度自動車アセスメントにおいて、新型軽自動車での乗員保護性能試験で最高評価（運転席：5☆・助手席：6☆）を獲得。
  - 5月14日 - 2009年次RJCカーオブザイヤーの受賞を記念し、「FXリミテッド」をベースに、専用フロントグリル・LEDサイドターンランプ付ドアミラー・フルオートエアコン・タコメーター付メーターパネル（スティングレー用と同一品）・6スピーカー付CDオーディオ・本革巻ステアリング・メッキインサイドドアハンドル等装備を充実させた特別仕様車「FXリミテッドII」を発売。ボディ色はベース車に未設定の「ミステリアスバイオレットパール」と「ルナグレーパールメタリック」を含む全6色を設定。
  - 10月1日 - 仕様変更。ノーマルタイプのグレード体系が見直され、「FA」・「FXリミテッド」・「FTリミテッド」を廃止し、替わって特別仕様車で好評だった「FXリミテッドII」がカタロググレードに格上げされた。また、ボディ色の見直しも行われ、ノーマルタイプの「FX」に設定されていた「ジュエルパープル・メタリック」・「アンティークローズ・メタリック」・「クリアベージュ・メタリック」、スティングレーに設定されていた「クラッシーレッド・パール」・「ノクターンブルー・パール」の全5色を廃止した。なお、「ノクターンブルー・パール」のみ、6代目に設定される特別仕様車「25周年記念車」で復活設定されている。
  - 10月9日 - 2009年度グッドデザイン・ロングライフデザイン賞を受賞。2008年度のジムニー受賞に続き、スズキ車では2年連続の「ロングライフデザイン賞」受賞となった。
- 2010年
  - 1月21日 - スズキ四輪車国内累計販売台数2,000万台達成を記念し、「FXリミテッドII」をベースに、ディスチャージヘッドランプ（ロービーム、オートレベリング機構付）、オートライトシステム、マルチリフレクターフロントフォグランプ、ルーフアンテナを装備した特別仕様車「FX-Sリミテッド」を発売。
  - 5月1日 - 仕様変更。ノーマルタイプは既に標準装備されている「FXリミテッドII」のCVT車を除く全車で従来メーカーオプション設定となっていたEBD付4輪ABSとブレーキアシストを標準装備化。「スティングレー」はグレード体系を整理し、「X」の4WD・4AT車と「TS」を廃止した。また、「T」はオーディオレス仕様となったため、車両本体価格が2.1万円値下げされた。この改良により、ESPのオプション設定を廃止した。
  - 8月20日 - 一部改良（2型）。CVT車はパレットや7代目アルトに採用されている副変速機構付CVTを採用し、燃費と発進加速を向上。これにより、4WD・CVT車は「平成22年度燃費基準+25%」を達成（「平成27年度燃費基準」にも達成）し、5MT車を除く全グレードにエコドライブインジゲーターを追加した。ノーマルタイプはCVTとアイドリングストップシステムを装備し、25.0km/L（10・15モード）の低燃費を達成した「FX アイドリングストップ」を新設するとともに、従来の「FXリミテッドII」はフロントメッキグリルのデザイン変更とランフラットタイヤのメーカーオプション設定（2WD車のみ）を受け、「FXリミテッド」に名称を戻した。インテリアはシート表皮に光沢糸を縫込み、洗練された印象となった。ボディ色の入れ替えが行われ、「FX」は「ブリーズブルーメタリック」と「ブルームピンクメタリック」を廃止する替わりに、パレットにも設定されている「アクアベールブルーメタリック」を追加（「FX アイドリングストップ」は「FX」のボディ色に準じる）。「FXリミテッド」は「パールメタリックカシミールブルー」を追加した。「スティングレー」はシート表皮・ドアトリム表皮を変更し、ボディ色の「スパークブラックパール」を廃止。ターボ車の「T」は15インチアルミホイールを採用するとともに、2WD車は排出ガスのクリーン化により、「平成17年度排出ガス基準75%低減レベル（☆☆☆☆）」を取得するとともに、ノーマルタイプの「FXリミテッド」と同様にランフラットタイヤのメーカーオプション設定を追加した。
  - 11月25日 - 国内累計販売台数が2011年1月で350万台を達成することを記念し、特別仕様車「リミテッド」、「スティングレー リミテッド」を発売。前者は「FXリミテッド」をベースに、オートライトシステム付ディスチャージヘッドランプ、ガンメタリック塗装の14インチアルミホイールを装備し、内装をブラックで統一。後者はスティングレー「X」をベースに、スケルトンタイプのフロントグリルとヘッドランプをブラックメッキに、14インチアルミホイールはガンメタリック塗装の新デザインにそれぞれ変更。さらに、LEDサイドターンランプ付ドアミラー、青色LEDイルミネーション（インパネ、フロントドアトリム、フロントスピーカー）、オートライトシステム等を装備。ボディ色は専用色の「バタフライバイオレッドメタリック」を含む6色を設定。なお、両仕様ともにバックモニター付CDプレーヤーをメーカーオプションに設定した。
- 2011年
  - 1月11日 - 2010年12月時点で国内累計販売台数350万台を達成したことを発表[19]。
  - 7月 - 「スティングレー」を仕様変更し、「X」の2WD・4AT車が廃止。これにより、「スティングレー」は全車CVT仕様となった。
  - 11月15日 - アイドリングストップ搭載グレードを拡充し、新たに「FXリミテッド アイドリングストップ」と「スティングレーX アイドリングストップ」を追加。2グレードには3代目スイフトのアイドリングストップシステム搭載車より採用している「IDLING STOP」エンブレムをバックドアに装着しており、既存の「FX アイドリングストップ」も仕様変更により「IDLING STOP」エンブレムをバックドアに装着した。
  - 11月21日 - 特別仕様車「リミテッドII」・「スティングレー リミテッドII」を発売。2010年10月に発売された特別仕様車のバージョンアップ仕様で、両仕様共通の特別装備してリクエストスイッチかリモコンキーで施錠すると自動でドアミラーが格納するリモート格納ミラーを装備するとともに、シート表皮にはセーレンの「ラックススエード」を採用。さらに、前者は従来の「リミテッド」の特別装備に加えてオートライトシステムを追加装備するとともに、フロントグリルとヘッドランプをブラックメッキ化。後者は従来の「スティングレー リミテッド」の特別装備を備えるとともに、ガンメタリック塗装アルミホイールは15インチにサイズアップ。ボディ色は2010年8月の一部改良で廃止されていた「スパークブラックパール」を特別設定色として復活した。
- 2012年
  - 1月26日 - 一部改良。「FX」・「FXリミテッド」の2WD・4AT車において、エンジン制御の見直しによって燃料カット時間を長くしたほか、変速機のロックアップ領域を拡大し燃料消費を抑えたことで、JC08モードにおける燃費を0.6km/L向上（20.4km/L→21.0km/L）した。これにより、「平成27年度燃費基準」を達成している。
  - 5月31日 - 一部改良（3型）。2012年7月からのシートおよびシートベルトに関する保安基準の改正に対応するため、フロントシートはヘッドレスト大型化が、リアシートについては、ヘッドレストの大型の鞍型タイプへの変更、チャイルドシート固定用テザーアンカーとISOFIX対応チャイルドシート固定用アンカー（いずれも左右2席分）の設置が行われた。後述の5代目発売のため、販売期間はわずか3か月間であった。
  - 8月[20] - 生産終了。在庫対応分のみの販売となる。
  - 9月6日 - フルモデルチェンジに伴い、福祉車両「ウィズシリーズ」の車いす移動車（電動固定・リアシート付）のみとなる。
  - 11月27日 - 福祉車両「ウィズシリーズ」に5代目ベースの乗降シート車が設定されたことに伴い、本代をベースとした車いす移動車（電動固定・リアシート付）の販売終了。これにより、4代目の生産・販売がすべて終了となった。

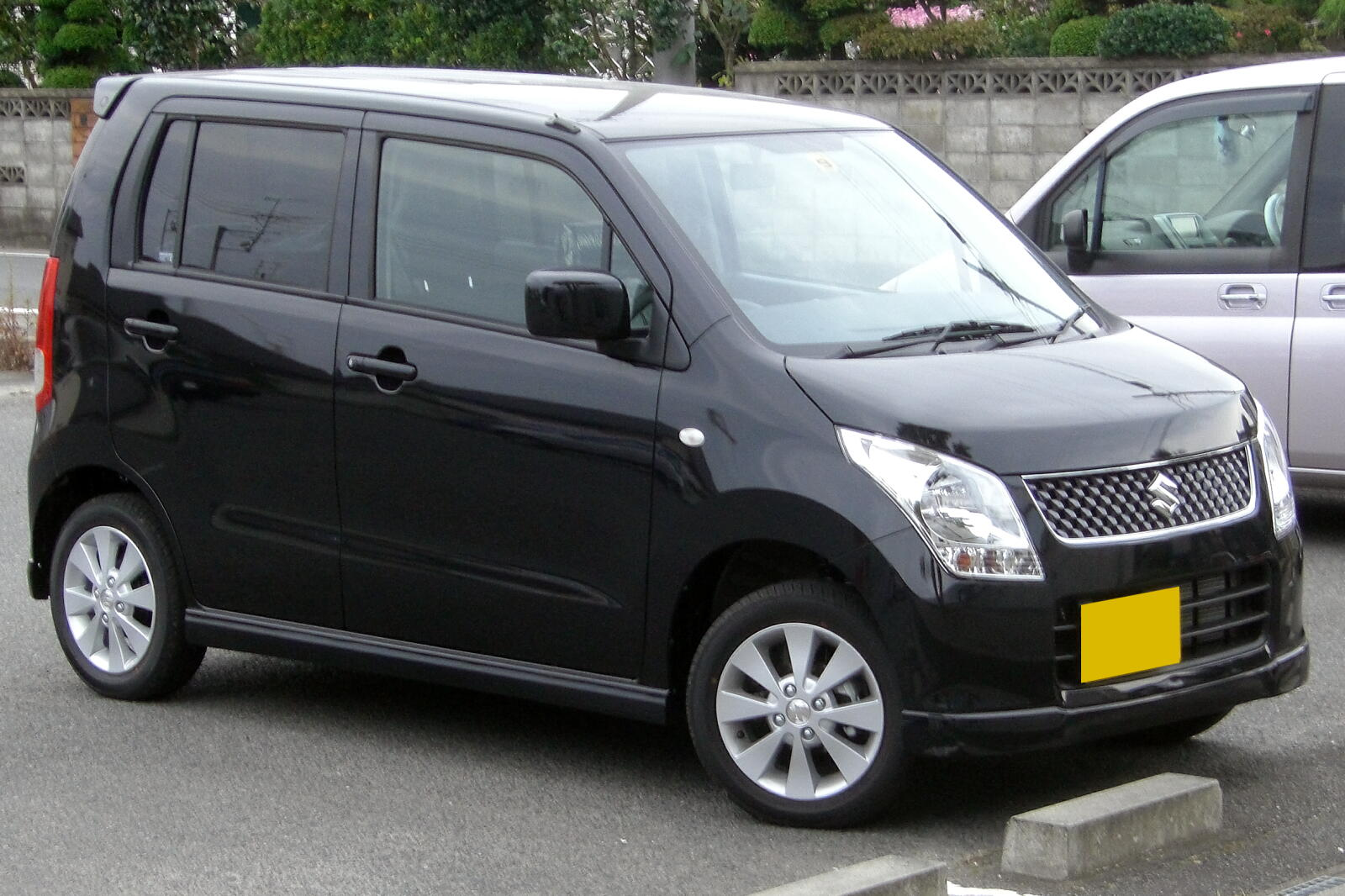
前期型FXリミテッド（フロント）
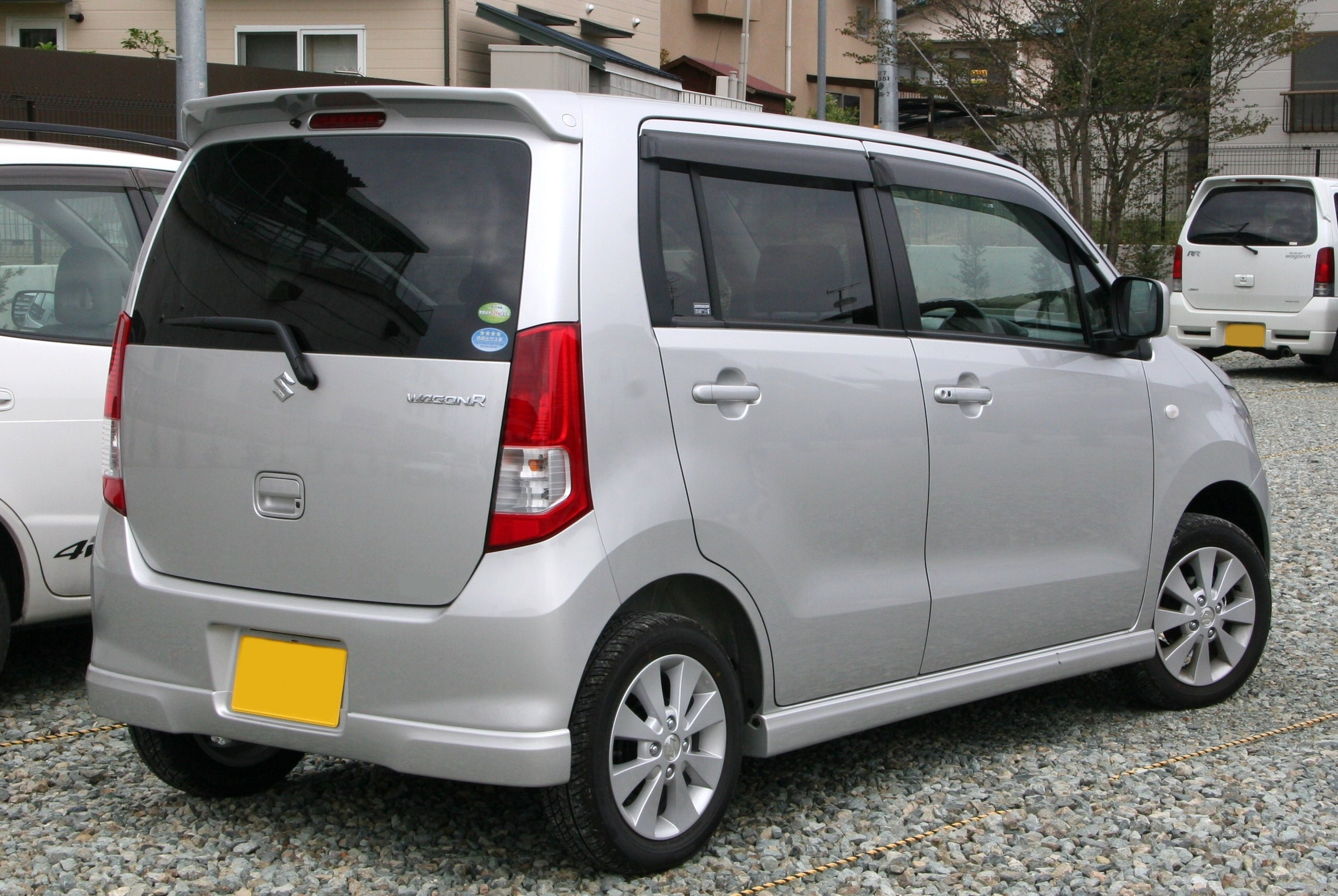
前期型FXリミテッド（リア）
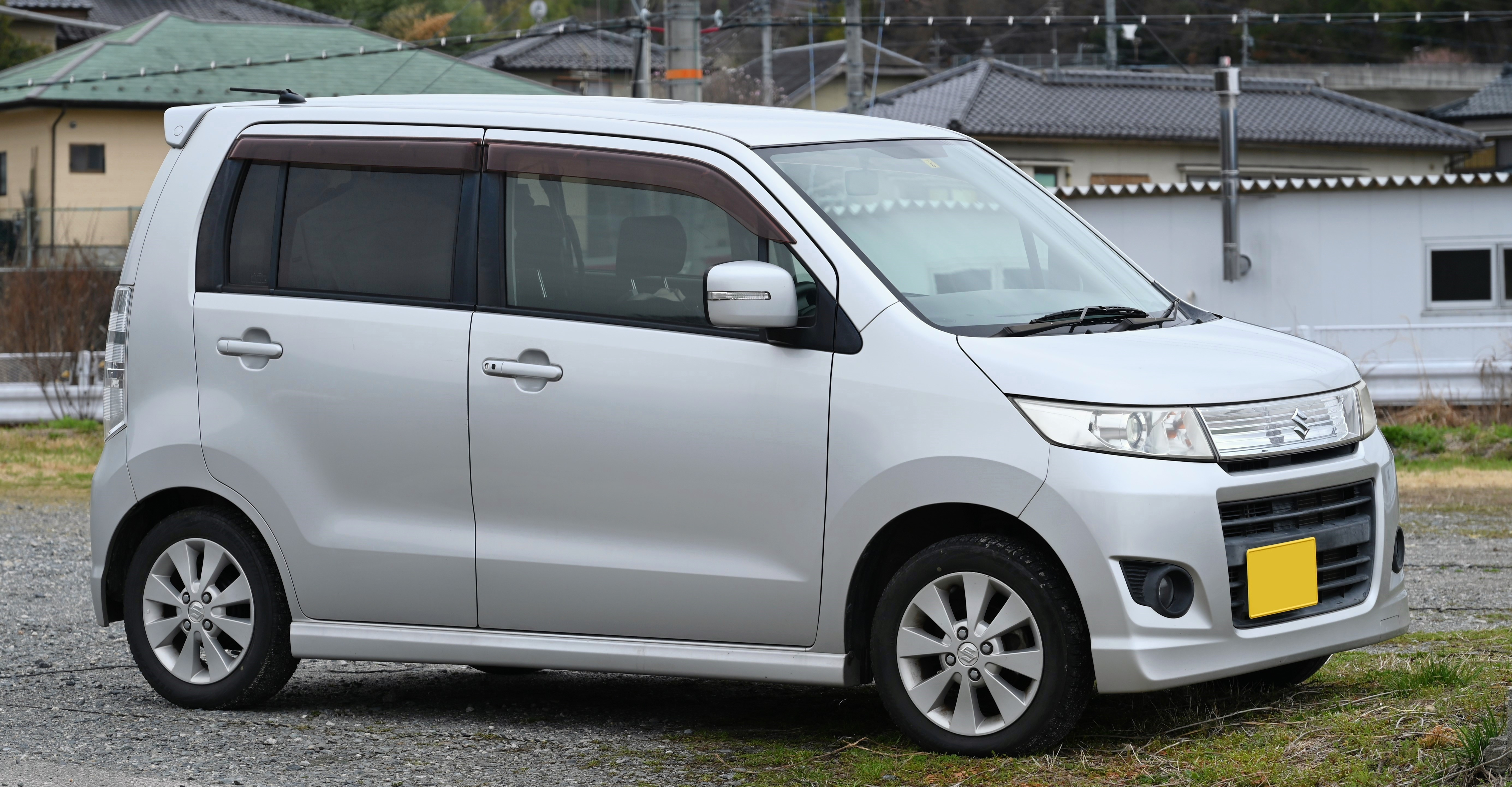
前期型スティングレーT（フロント）
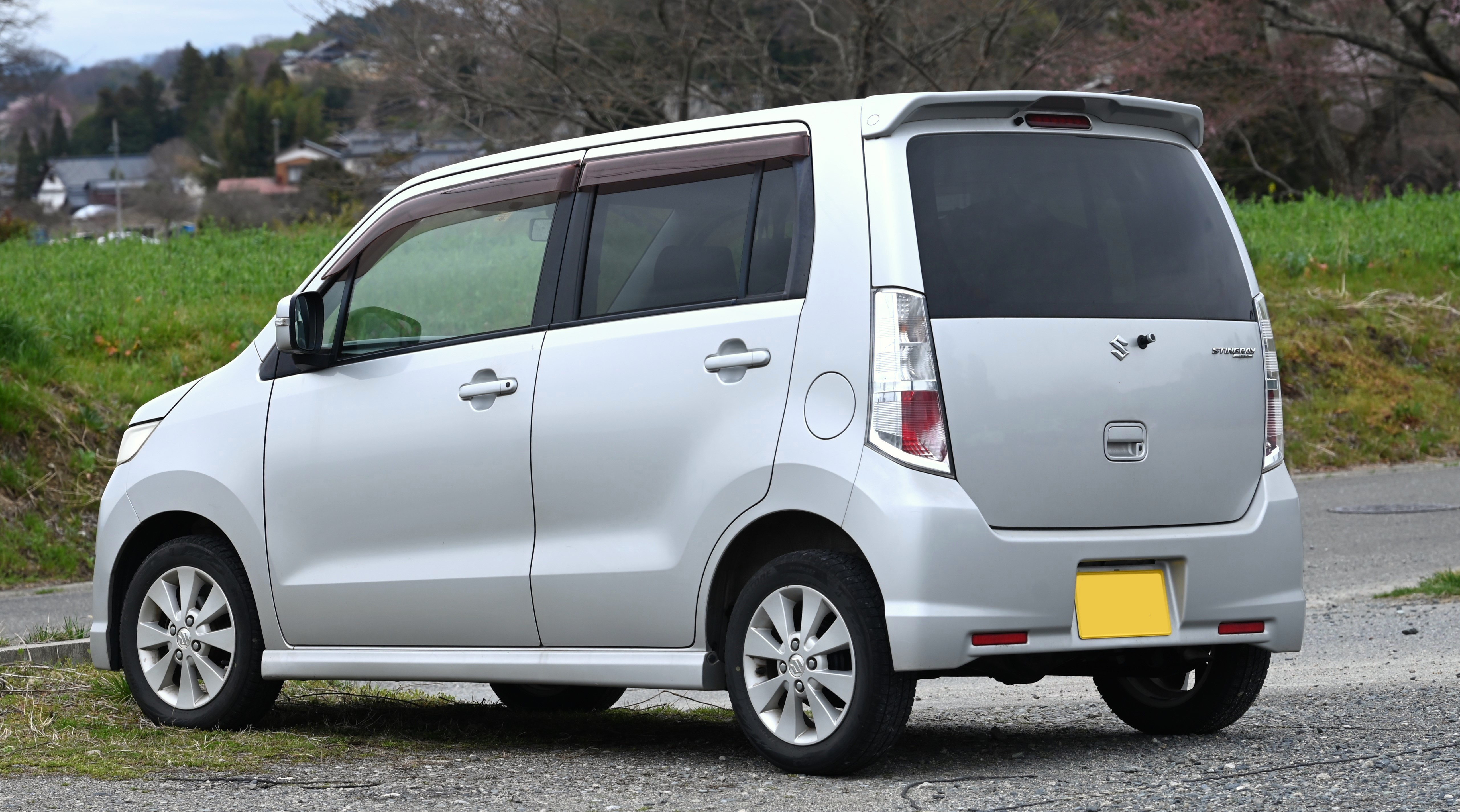
前期型スティングレーT（リア）
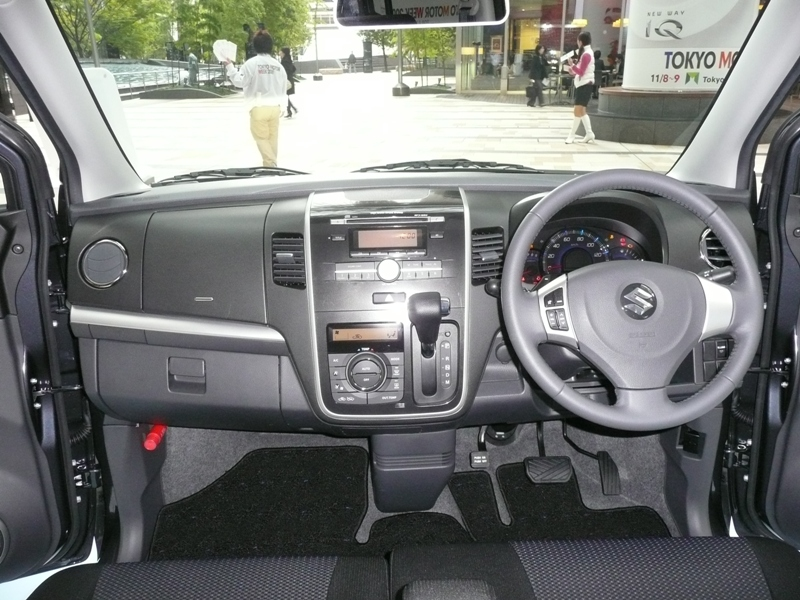
前期型スティングレーX（インテリア）
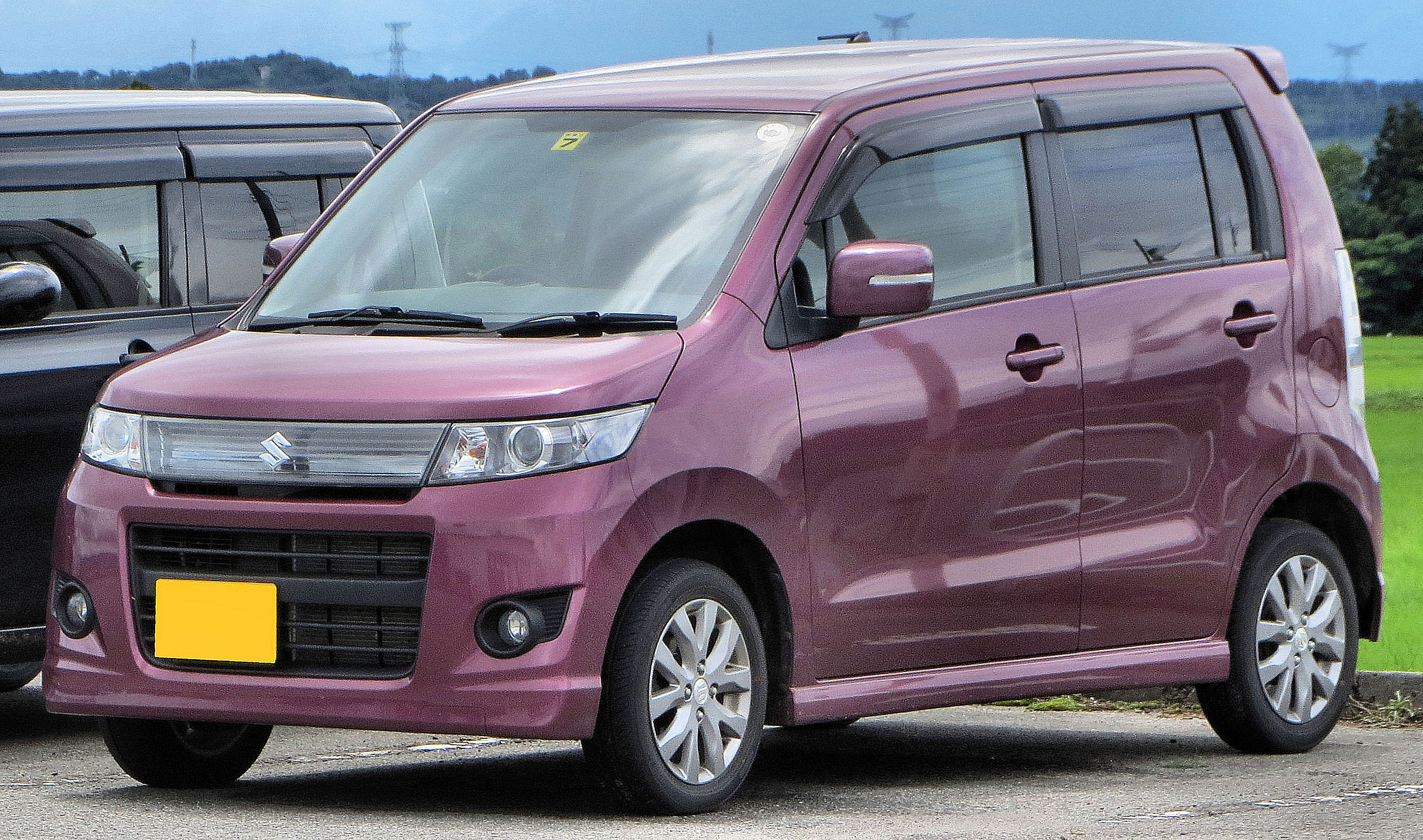
後期型スティングレーリミテッド（フロント）
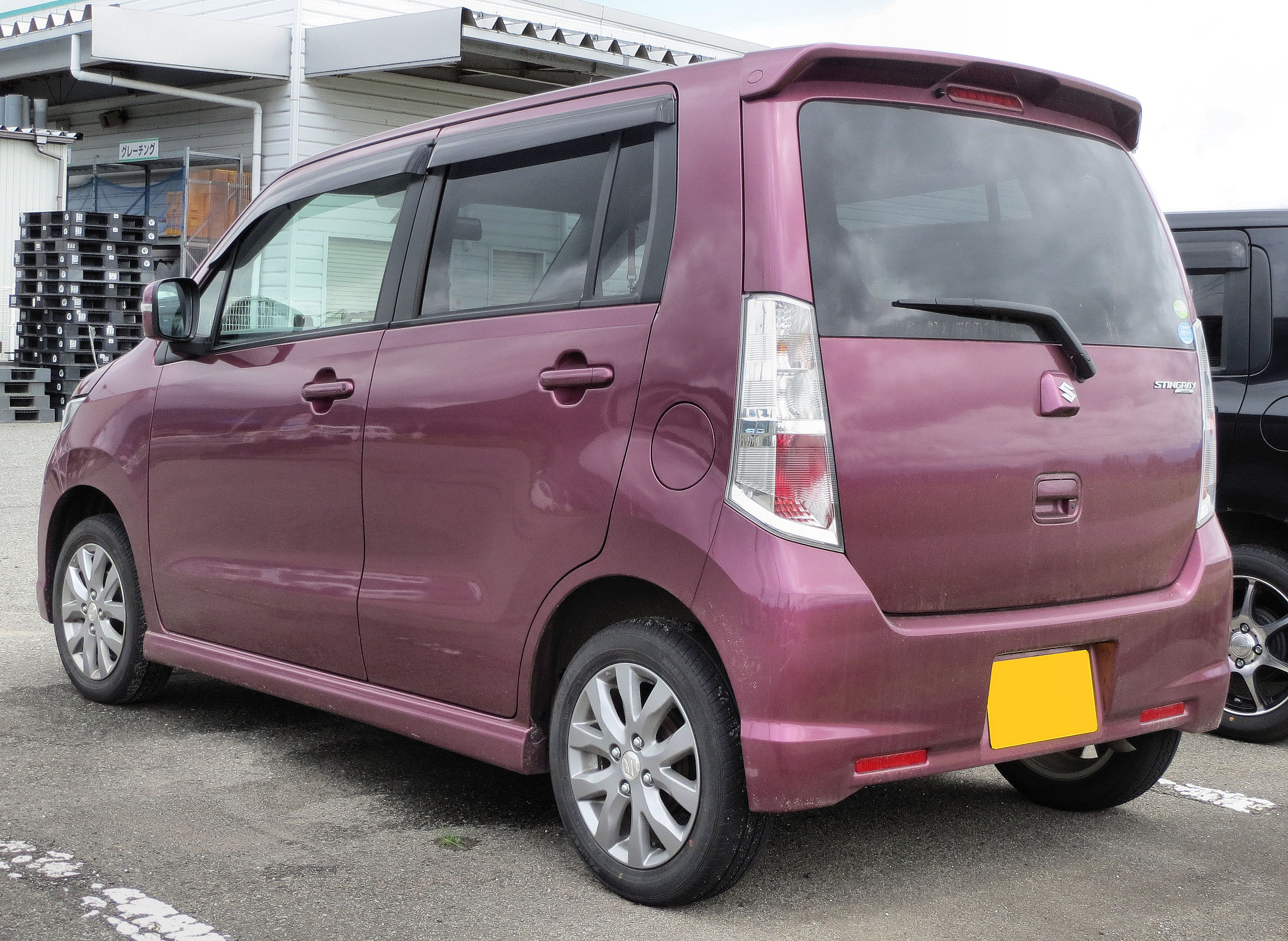
後期型スティングレーリミテッド（リヤ）
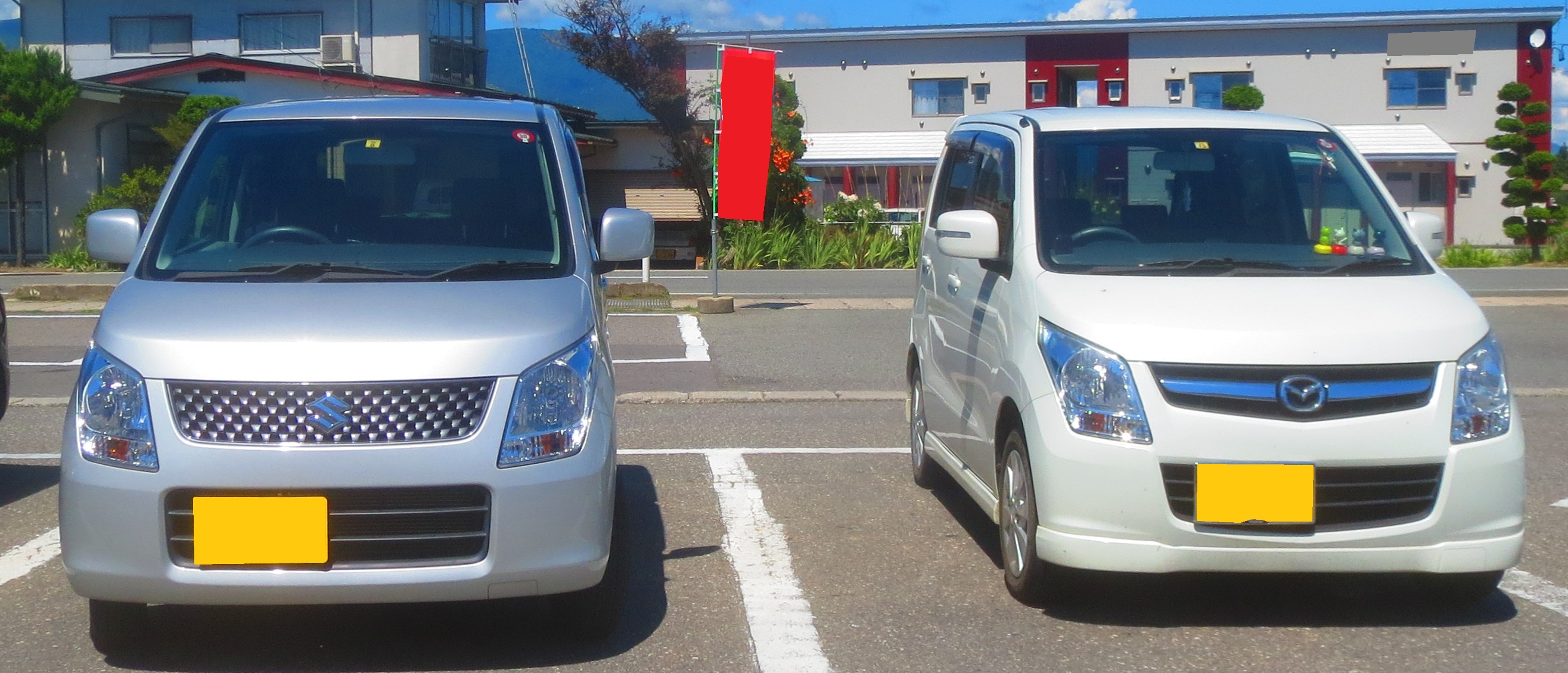
4代目AZワゴンとの比較

## 5代目 MH34S/44S型（2012年 - 2017年）
当代では「ENE-CHARGE（エネチャージ）」や「ECO-COOL（エコクール）」など、低燃費化技術や軽量化技術などが盛り込まれた次世代環境技術「SUZUKI GREEN Technology（スズキグリーンテクノロジー）」の第1弾の車種として開発された。外観はキープコンセプト。
エネチャージは元々アイドリングストップ車専用に搭載されていた鉛バッテリーに高効率のリチウムイオンバッテリー（電気自動車用バッテリーとして導入実績がある東芝製「SCiB（高入出力タイプ・3Ahセル）」を採用）を追加するとともに、オルタネーターを高効率・高出力化。減速時に発電・充電を行ってバッテリーに蓄え、蓄えられた電力をオーディオやメーターなどの電装品に供給することで発電に使用していたガソリンの使用量を最小限に減らすとともに、エンジン負荷を軽減。エコクールはアイドリングストップが作動してエアコンが送風運転に切り替わった時に搭載された蓄冷材を通した冷風を送ることで室内の温度上昇を抑え、エンジン再始動を抑制する。アイドリングストップシステムは改良を行い、停止前の減速時、アクセルを離したときから燃料をカットするとともに、エンジン自動停止のタイミングを13km/h以下に早めた。
また、フロントピラーに新日本製鐵（現・日本製鉄）が新たに開発したプレス工法「NSafe-FORM-LT」を採用した強度980MPaのハイテン鋼を軽自動車で初めて採用するとともに、外板、内装、足回りなどの素材を見直すことで最大70kgの軽量化を達成。「FX」の2WD車は全高1,550mm以上の軽トールワゴンでは最軽量となる780kgを実現した。さらに、エンジンをR06A型へ置換するとともに、副変速機構付CVTの改良、走行抵抗の低減を行ったことで、JC08モード燃費でNA・2WD車は28.8km/L、ターボ・2WD車は26.8km/Lの低燃費を実現し、「平成27年度燃費基準+20%」を達成した。このスズキグリーンテクノロジーは同年11月13日にスズキ初となる「2013年次 RJCテクノロジーオブザイヤー」を受賞している。
プラットフォームの一新により、ホイールベースは2,425mmに拡大した一方、最小回転半径を4.4mに抑えて取り回しの良さを継承。フロントマスクはより力強く、上質なデザインとなっており、「ワゴンR」は縦型ヘッドランプを外側に張り出させてワイド感を強調し、メッキグリルを「FX」にも採用。「ワゴンR スティングレー」はボンネットの厚みが増し、ヘッドランプとスケルトングリルを横一文字に配置し、スモールランプに連動して点灯するLEDイルミネーションを採用した。ボディ色は全9色。メーターは「ワゴンR」もタコメーター付の3眼メーターに戻され、エコドライブアシスト照明とエコスコア（採点機能）を追加した。装備面ではフルオートエアコン（カテキン・エアフィルター付）とヒルホールドコントロールを全車標準装備するとともに、スティングレー「T」はリモート格納ミラーやパドルシフト（7速マニュアルモード付）も装備。さらに、「スティングレー」は先代でも設定されていたESPのメーカーオプション設定を復活した。全車オーディオレス仕様となり、CDプレーヤーをメーカーオプションに設定した。
後期型では、既存のエネチャージで培ってきたエネルギーマネジメント技術を更に進化させ、新たにスターターモーター機能とモーターアシスト機能を兼ねるモーター機能付発電機（ISG: Integrated Starter Generator）を搭載した。走行中はモーターアシストによってエンジン負荷がさらに軽減され、静かでスムーズなエンジン再始動が可能となった。リチウムイオンバッテリーは回路などの見直しにより大電流に対応し、よりスムーズな充電・給電が可能となった改良版の「S-ENE CHARGE（S-エネチャージ）」を一部グレードに採用したことで、JC08モード燃費を32.4km/Lに向上した。なお、S-エネチャージ搭載グレードの車両型式は「MH34S」から「MH44S」に変わった。排ガス記号はハイブリッドカーを示す「DAA」となり、諸元表の主要燃費向上対策にも「ハイブリッドシステム」が記載される。当初、S-エネチャージ搭載車はワゴンRハイブリッドとして販売予定であり、予告カタログでもハイブリッドの名称とHYBRIDエンブレムが使用されていたが発表直前になって急遽名称をS-エネチャージに変更した経緯がある。6代目では正式にハイブリッド（マイルドハイブリッドシステム）の名称が使用されている。スズキの軽自動車でハイブリッドシステムが用いられたのは、2シーター軽セダン「ツイン」のハイブリッド車以来となる。「スターターモーターの出力を上げてアシスト機能を持たせる」というハイブリッド化の手法は、ミニバンのランディおよびOEM元である日産自動車のセレナの一部グレードに搭載されている「S-HYBRID」に似ている（「S-エネチャージ」と「S-HYBRID」では搭載するバッテリーが異なる「S-エネチャージ」は大電流に対応するためにリチウムイオンバッテリーが用いられている）。

### 年表
- 2012年
  - 8月9日 - フルモデルチェンジ公式発表に先立ち、減速時エネルギー回生機構「ENE-CHARGE（エネチャージ）」とエアコン空調ユニット内に搭載した蓄冷材により、アイドリングストップ中でも冷風を送れる「ECO-COOL（エコクール）」を新型ワゴンRに導入することを発表[25]。
  - 9月6日 - フルモデルチェンジを公式発表。キャッチフレーズは標準系は「日本が待ってた、エコカーです。」、スティングレーは「SPARKLING LED EYES」で、標準系のCMキャラクターは、渡辺謙、スティングレーは山田優、冨永愛、道端ジェシカを起用。（「ワゴンR」は同日より販売開始、「ワゴンR スティングレー」は少し遅れて9月19日より販売開始）[26]。グレード体系は簡素化され、当初、「ワゴンR」は「FX」と「FXリミテッド」、「ワゴンRスティングレー」はNA車の「X」とターボ車の「T」の各2グレードを設定。当初はトランスミッションはCVTのみの設定であった。
  - 9月7日 - 左リアドアのリアドアラッチの製造不良により、ドアラッチ内部の樹脂部品が破損しているものがあり、最悪の場合、走行中にドアが開く恐れがあることから、発売前日までに製造された2,476台を対象にリコールの届出を発表[27]。発売翌日のリコール届出は過去最短となった。
  - 10月1日 - 2012年度グッドデザイン賞を受賞。同賞の受賞は1993年・2008年に次いで3度目となった[28]。
  - 10月25日 - マツダ向けのOEM車種がフルモデルチェンジ。本代から車種名をマツダ・フレアに改名した。
  - 11月14日 - ワゴンRで採用された、スズキの次世代環境技術「スズキグリーン テクノロジー」が「2013年次 RJC テクノロジー・オブ・ザ・イヤー」を受賞[24]。
  - 11月27日 - 福祉車両「ウィズシリーズ」の新たなラインナップとして5代目ベースの「乗降シート車」を追加[29]。本仕様では標準装備されているワイヤレスリモコンや助手席足元の両側に配置しているスイッチを操作することでシートが乗降し、連動で背もたれが自動リクライニングすることでスムーズな乗り降りが可能。さらに、乗降時に使用する胸部固定用ベルト、助手席フロントピラーアシストグリップ、左右アームレスト、専用フットレストを標準装備している。また、ラゲッジスペースには折りたたみ式車いすを収納する際にバンパーを保護するバンパーカバーや固定する際に使用するラゲッジフックとラッシングベルトも標準装備した。ボディ色は「スペリアホワイト」と「シルキーシルバーメタリック」の2色を設定する。なお、助手席が電動で昇降する機構を備えた福祉車両は2代目の「助手席リフトアップ車」以来の設定となる。
  - 12月19日 - フルモデルチェンジ時に廃止していた「FX」の5MT車を追加設定により復活[30]。新機能として、エンスト時にシフト位置をニュートラルに戻し、クラッチを踏み込むだけでエンジンを再始動できるエンジンリスタート機能を搭載。また、インパネシフトからフロアシフトに変更されたため、インパネシフトの位置にインパネセンターポケットが追加装備されたほか、パーキングブレーキは手動式に、フロントシートはセパレートタイプにそれぞれ変更。さらに、ヒルホールドコントロール、エコドライブアシスト照明、タコメーター、センターロアポケット（ペットボトルホルダー付）、「ENE-CHARGE」が非装備となる。なお、アイドリングストップシステム[注釈 10]と「ECO-COOL」は標準装備となっているため、JC08モード燃費で2WD車は25.6km/L、4WD車は24.0km/Lの低燃費を実現し、2WD車はCVT車同様に「平成27年度燃費基準+20%」を、4WD車は「平成27年度燃費基準+10%」をそれぞれ達成した。
- 2013年
  - 7月16日 - 一部改良（2型）[31]。
  - エンジンのタイミングチェーンの細幅化やVVTなどのエンジン制御の最適化を行うとともに、CVT車はCVT制御の最適化やディファレンシャルケースの軽量化を行い、さらに、NA・2WD・CVT車はエンジンアンダーカバーを追加したことで空気抵抗を低減したことで、全グレードで燃費を向上。特に、NAエンジンの2WD・CVT車はJC08モード燃費を30.0km/Lに向上した。
  - また、CVT車は安全性能も強化し、車内のフロントガラス上部に設置した赤外線レーザーレーダーにより、低速走行（約5km/h〜約30km/h）中に衝突を回避できないと判断した場合に自動ブレーキが作動して衝突回避あるいは衝突時の被害軽減を図る「レーダーブレーキサポート（衝突被害軽減ブレーキ）」や前方約4m以内の障害物を検知し、停車または徐行中（約10km/h以下）に障害物があるにもかかわらずアクセルを大きく踏み込んだときにエンジン出力を抑えることで急発進や急加速を抑制する「誤発進抑制機能」、高速走行（約55km/h以上）中に急ブレーキを行った場合にハザードランプを自動で高速点滅することで後続車に注意を促す「エマージェンシーストップシグナル」、タイヤがスリップしそうになると必要に応じて車輪に自動ブレーキをかけたり、エンジン出力をコントロールすることで車両の安定走行に貢献する「ESP（車両走行安定補助システム）」の4点（「FX」のCVT車は運転席シートリフターとチルトステアリングを加えた6点）をセットオプションとして設定した。
  - ボディ色は「アーバンブラウンパールメタリック（ワゴンR専用色）」と「スチールシルバーメタリック（スティングレー専用のオプション色、スペーシアカスタム採用色）」を追加するとともに、「ルナグレーパールメタリック」と「ミステリアスバイオレッドパール（オプション色）」が「FX」にも、「イノセントピンクパールメタリック」が「FXリミテッド」にも拡大設定された。なお、「シルキーシルバーメタリック」はワゴンR専用色に移行した。
  - 併せて、初代モデルの発売から20年を迎えたのを記念した特別仕様車「20周年記念車」を発売。「FXリミテッド」をベースに、専用デザインに変更したフロントメッキグリルやヘッドランプにブラックメッキを施し、バックドアを除くカラードドアハンドルはスチールシルバーメタリックに変更し、15インチアルミホイールを装備。左右フェンダーには記念車の証として「20th Anniversary」の専用エンブレムを装着。リアバンパーやLEDストップランプ内蔵のリアコンビネーションランプはスティングレー仕様とした。内装はブラックで統一し、インサイドドアハンドルをメッキ化。装備面も充実し、ベース車ではセットオプション設定となるレーダーブレーキサポート、誤発進抑制機能、エマージェンシーストップシグナル、ESPを標準装備するほか、オートライト付ディスチャージヘッドランプ、運転席シートヒーター（2WD車のみ、4WD車はベース車に標準装備）、バニティーミラー（運転席・助手席）、フロントスタビライザーも装備した。ボディ色はスティングレー専用色である「スチールシルバーメタリック（オプション色）」や「フェニックスレッドパール」を含めた6色を設定した。
  - 9月3日 - 発売20年を迎えた同年9月に国内累計販売台数が400万台に達成する見込みであることを発表。発売開始から20年での国内累計販売400万台達成はアルトを抜き、スズキ歴代最速での達成となった[32]。
  - 12月 - ワゴンRに廉価グレード「FX-E」を追加。「FX」のCVT車からエネチャージ・アイドリングストップシステム・エコクールを非装備化することで価格を抑え、レーダーブレーキサポートのオプションを非設定にしている。ボディ色は「スペリアホワイト」、「シルキーシルバーメタリック」、「ブルーイッシュブラックパール3」の3色のみを設定する。なお、本グレードは通常版のカタログ（Webカタログを含む）には掲載されていなかった。
- 2014年
  - 5月 - 仕様変更。ボディ色の「ルナグレーパールメタリック」を廃止。
  - 8月25日 - マイナーチェンジ（3型）[33]。CMキャラクターは標準系は渡辺謙が続投、スティングレーは水原希子を起用。前期型の「FXリミテッド」から改名した「FZ」と「スティングレーX」に、スターターモーター機能とモーターアシスト機能を兼ねるモーター機能付発電機（ISG）を用いた簡易型ハイブリッド（マイルドハイブリッド）システム「S-エネチャージ」を搭載。15〜85km/hの加速時に、減速時に蓄えられた電力をモーターアシストに用いることでエンジン負担を軽減し、加速時の燃料消費を抑制。さらに、スターターモーター機能により静かでスムーズなエンジン再始動を実現するとともに、再アイドリングストップ可能な速度を引き下げてアイドリングストップの頻度を増やしたことで燃費向上に貢献。また、アイドリングストップシステムにブレーキストロークセンサーを新たに搭載したことで意図しないエンジン再起動を抑え、R06A型エンジンはエンジン圧縮比の向上・燃焼改善・摩擦抵抗低減・パワートレイン制御最適化を行った改良型を搭載し、ISGの搭載に合わせて補強ベルトシステムなどを変更した。併せて、ヘッドランプとリアコンビランプにブルー加飾を施し、青く点灯するLEDイルミネーションランプを装備。14インチアルミホイールは細く立体的なスポーク形状に変更した。
  - デザインはすべてのグレードで変更を施し、ノーマルタイプは従来の「FX-E」から改名し、カタロググレードに昇格したCVT専用のエントリーグレード「FA」と既存の「FX」・「乗降シート車」はフロントグリルをブラック基調に変更してサイドと下部にメッキが配され、フロントバンパーはシンプルな造形のデザインに変え、内装色はダーク系を採用。「FZ」はフロントデザイン（メッキグリル・バンパー・ロアグリル）が刷新され、内装色はグレー系を採用した。スティングレーはスケルトングリル下にメッキを施し、フロントバンパーとフロントロアグリルは形状を変え、バックドアメッキガーニッシュを追加。「T」はフォグランプ外側にLEDイルミネーションランプを装備した。また、内装はブラック基調にシルバー加飾を施した。ボディ色は「FZ」とスティングレーに新色の「クリスタルホワイトパール（オプション色）」を追加し、既存の「パールホワイト（オプション色）」は「FX」専用色に変更。「FA」は「FX-E」から継続設定の3色に加え、「イノセントピンクパールメタリック」、「アーバンブラウンパールメタリック」、「フィズブルーパールメタリック」の3色を加え、6色展開となった。バックドアドア右下に装着されている「IDLING STOP」エンブレムも変更となり、「FZ」と「スティングレーX」は「S-ENE CHARGE」エンブレムに、「FX」のCVT車と「スティングレーT」は「ENE-CHARGE」エンブレムにそれぞれ変更。「FX」の5MT車は「IDLING STOP」エンブレムを非装着化した。
  - 装備面ではスティングレーのスマートフォン連携ナビゲーション装着車に、軽自動車では初の機能を備えたバックアイカメラを追加。この機能は後退時にバックアイカメラを用いて移動物を検知し、左右から車両後方に車や歩行者などの移動物が近づいてくるとモニター内の左右サポート表示の点滅とブザーで運転者に知らせる後退時左右確認サポート機能と白線のある駐車場で後退する際、停車位置が近づくとモニターに表示されるバックアイカメラの映像を上から見下ろしたような俯瞰映像に自動で切りかえる自動俯瞰機能を備えており、駐車時での車の出し入れを支援する。そのほか、「スティングレーT」にはクルーズコントロールシステムを装備し、「FA」の2WD車を除くCVT車はヒーター性能を向上。運転席シートヒーターを「FA」の2WD車を除く全車に標準装備し、「FA」を除く4WD・CVT車には助手席シートヒーターも装備した。
  - なお、「FZ」とスティングレーはこれまでセットオプション設定だったレーダーブレーキサポート、誤発進抑制機能、エマージェンシーストップシグナル、ESPを標準装備化し、「FX」のレーダーブレーキサポート装着車にはディスチャージヘッドランプ、オートライトシステム、キーレスプッシュスタートシステムのセットオプションが追加された。
  - 12月18日 - 特別仕様車「スティングレー J STYLE」を発売[34]。
  - 「スティングレーX」をベースに、外観はLEDサイドターンランプ付ドアミラーとアウタードアハンドルをゴールドに、バックドアガーニッシュとスケルトンタイプのフロントグリルをゴールドメッキに変更し、J STYLEエンブレムを左右フロントフェンダーに装着。内装はドアアームレスト・ステアリングガーニッシュ・ステアリングステッチ・メーターリング・オーディオガーニッシュ・エアコンルーバーリング・インパネオーナメント・ドアトリムオーナメント・スピーカーガーニッシュにゴールド加飾を施し、ファブリックシート表皮はブラックを基調に金箔をイメージした模様があしらわれた。また、専用デカール（ボンネット・ボディーサイド）、シート表皮と同じデザインとした専用フロアマット、「J STYLE」ロゴ入りの黒の専用携帯リモコンカバーを同梱した（販売会社にて装着）。装備面では、LEDフロントフォグランプ、プレミアムUV&IRカットガラス（フロントドア）、リモート格納ミラー、15インチアルミホイールを特別装備し、既装備のLEDイルミネーション（ヘッドランプ・フロントグリル）はブルーからホワイトに変更し、採用範囲をフロントバンパーにも拡大。運転席・助手席バニティミラー（チケットホルダー付）には照明を追加。2WD車は4WD車に標準装備されている助手席シートヒーターも特別装備。さらに、本来は「スティングレーT」に設定されているバックアイカメラを特別にオプション設定した（使用の際は、バックアイカメラ対応の純正ナビゲーションと電源ボックスが別途必要）。ボディ色は4色を設定する。
- 2015年
  - 4月1日 - 仕様変更。新たに設けられた「平成32年度燃費基準」を「FX」の4WD・5MT車を除く全グレードで達成。特に、「FX」の2WD・CVT車、「FZ」、「スティングレーX」、特別仕様車「スティングレー J STYLE」は「平成32年度燃費基準+20%」を、「FX」の4WD・CVT車と「スティングレーT」の2WD車は「平成32年度燃費基準+10%」をそれぞれ達成した。
  - 8月18日 - 一部改良[35]（4型[注釈 11]）。
  - 特に「S-エネチャージ」を搭載する「FZ」と「スティングレーX」、「エネチャージ」を搭載する「FX」のCVT車と乗降シート車においてエンジンの改良を行い、圧縮比を11.5に向上し、EGRシステムを新たに採用したほか、吸気・排気系の見直しを行ったことで、低中速の動力性能を高め、燃費を向上。併せて、シリンダーヘッドをエキゾーストマニホールドと一体化させ、触媒ケースの簡素化を行うなど軽量・コンパクト化された。さらに、「FZ」と「スティングレーX」はISGの改良も行い、モーターアシスト時間を従来の最長約6秒間から最長約30秒間、モーターアシストの速度域を従来の15km/h〜85km/hから発進後〜約85km/hまでにそれぞれ拡大し、モーターアシストの頻度を向上させたことで燃費を向上し、「FZ」と「スティングレーX」の2WD車はJC08モード燃費を33.0km/Lに向上した。併せて、ターボ車の「スティングレーT」はこれまでの「エネチャージ」から「S-エネチャージ」に置換[注釈 12]したことで燃費を向上し、4WD車は2015年4月の仕様変更で適応済みの2WD車同様に「平成32年度燃費基準+10%」を達成した。
  - そのほか、ボディ色（オプション色）の一部入れ替えも行い、「FX」・「FZ」およびスティングレー専用色である「ミステリアスバイオレットパール」を3代目エブリイワゴン採用色である「ムーンライトバイオレットパールメタリック」に入れ替え、「クリスタルホワイトパール」を「FX」にも拡大適応したことで「パールホワイト」を廃止。装備面ではスティングレーはフォグランプをLED化するとともに、「スティングレーT」は「スティングレーX」同様にヘッドランプ・フロントグリル・リアコンビネーションランプをブルーメッキ化し、ヘッドランプとフロントグリルのLEDイルミネーションをブルーに変更。「FX」はCVT車のレーダーブレーキサポート装着車のセットオプションの内容を一部変更し、ディスチャージヘッドランプとオートライトシステムを廃止する替わりに14インチアルミホイールを追加した。
  - 12月21日 - 特別仕様車「FXリミテッド」発売[36]。
  - 「FX」のCVT車をベースに、ノーマルタイプのカタロググレードでは「FZ」に採用されている「S-エネチャージ」を搭載[注釈 13]したほか、ベース車ではレーダーブレーキサポート装着車限定でオプション設定されている14インチアルミホイールとキーレスプッシュスタートシステムを標準装備し、LEDサイドターンランプ付ドアミラー、ルーフエンドスポイラー、ステアリングオーディオスイッチ、運転席シートリフター、チルトステアリングを特別装備。さらに、専用ファブリックシート表皮・インパネ・オーディオガーニッシュ・ドアトリム・ドアトリムクロス）をブラックで統一し、インサイドドアハンドル・エアコンルーバーリングにシルバーを採用。ウレタンステアリングホイールにも一部シルバー塗装を施した。ボディ色は「スペリアホワイト」・「ムーンライトバイオレットパールメタリック（オプション色）」・「シルキーシルバーメタリック」・「イノセントピンクパールメタリック」が設定できない代わりに、スティングレー専用色の「フェニックスレッドパール」と「スチールシルバーメタリック（オプション色）」、新色の「シフォンアイボリーメタリック」と「フレンチミントパールメタリック」の4色が特別設定される。
- 2017年
  - 1月[37] - 翌月のフルモデルチェンジに伴い生産終了。在庫対応分のみの販売となる。
  - 2月 - 6代目と入れ替わる形で販売終了。 ただし、福祉車両「ウィズシリーズ」の「乗降シート車」は在庫販売継続となる。
  - 4月20日 - 福祉車両「ウィズシリーズ」の「乗降シート車」がフルモデルチェンジされたことで5代目の販売を全て終了。

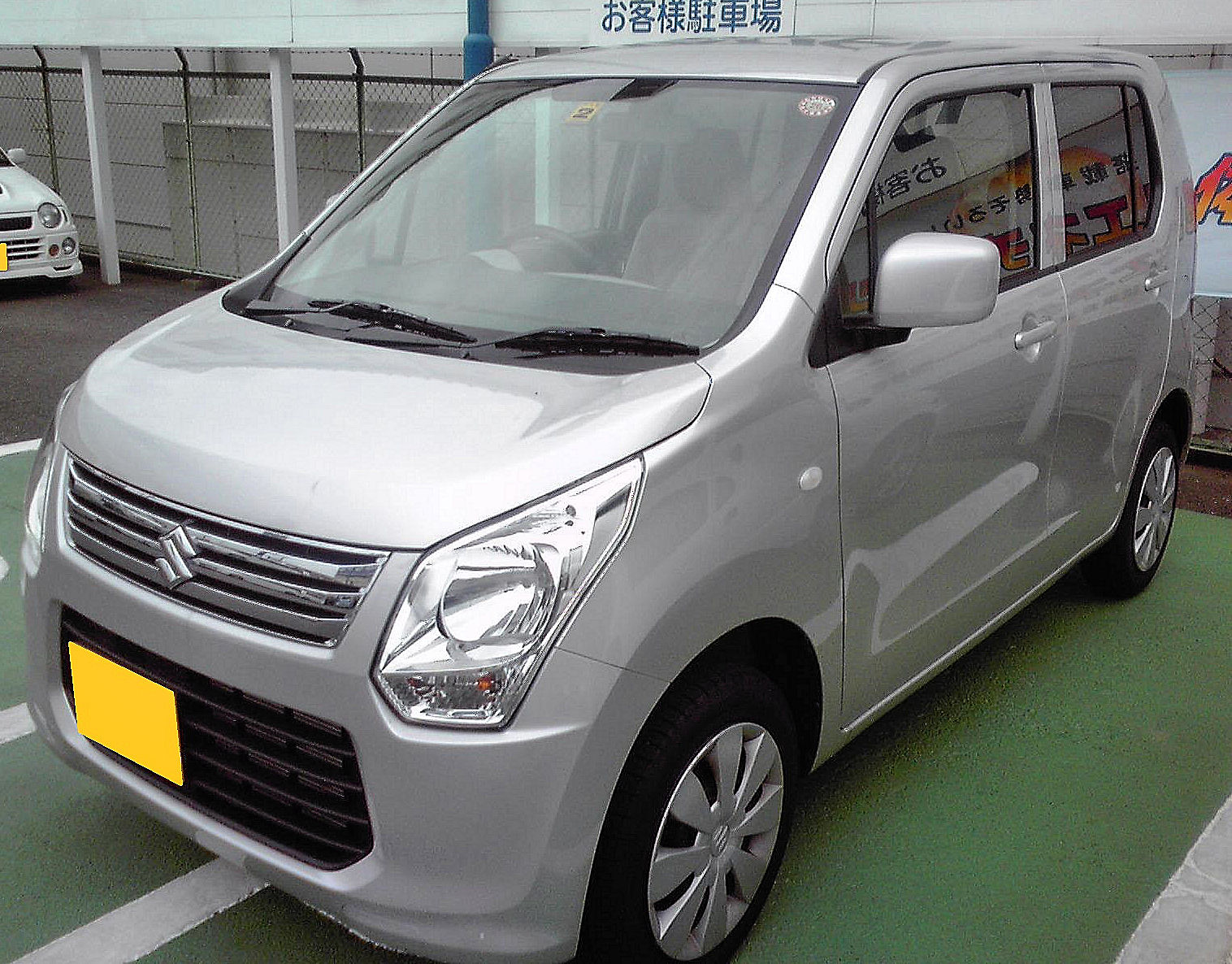
前期型 FX
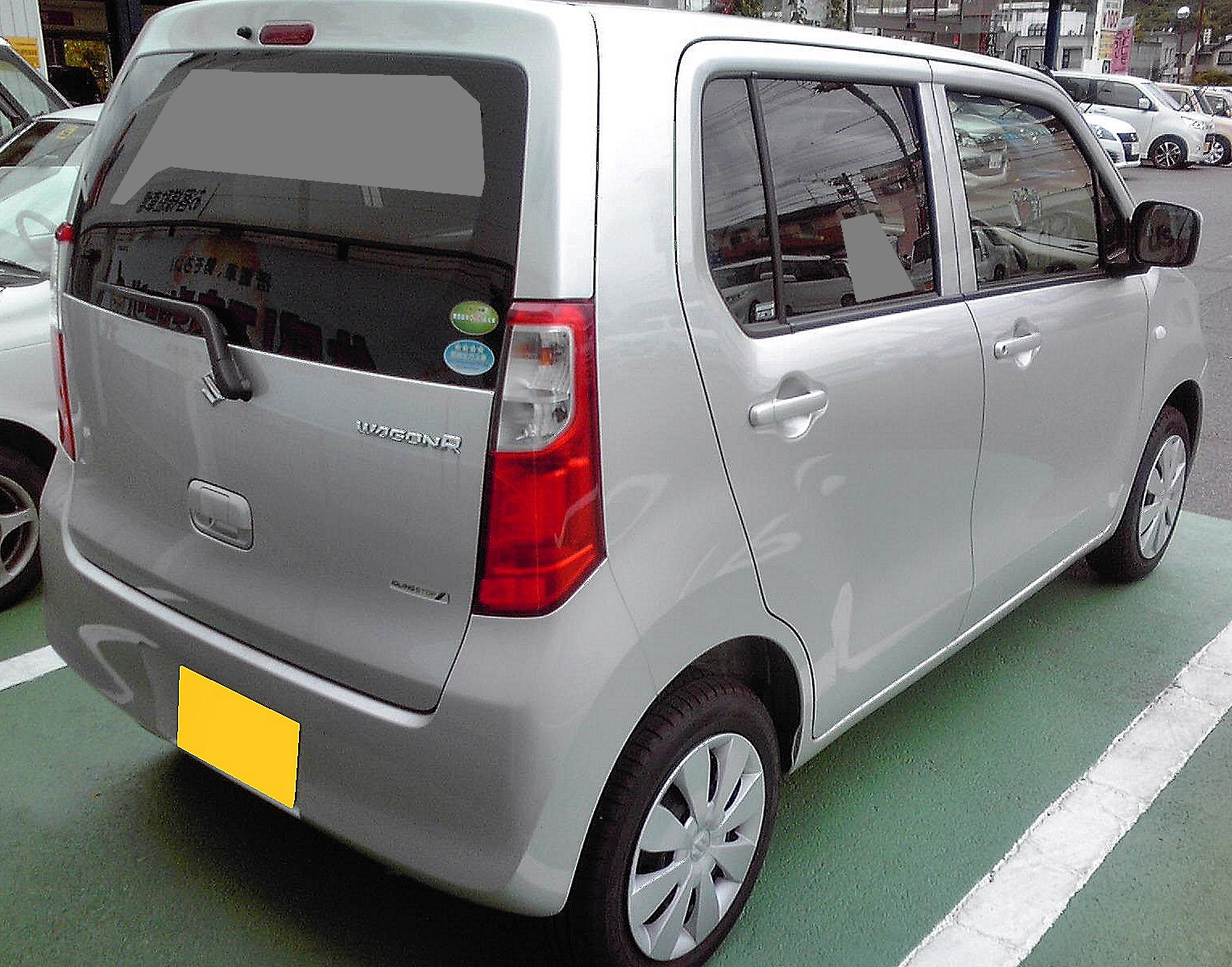
前期型 FX リヤ
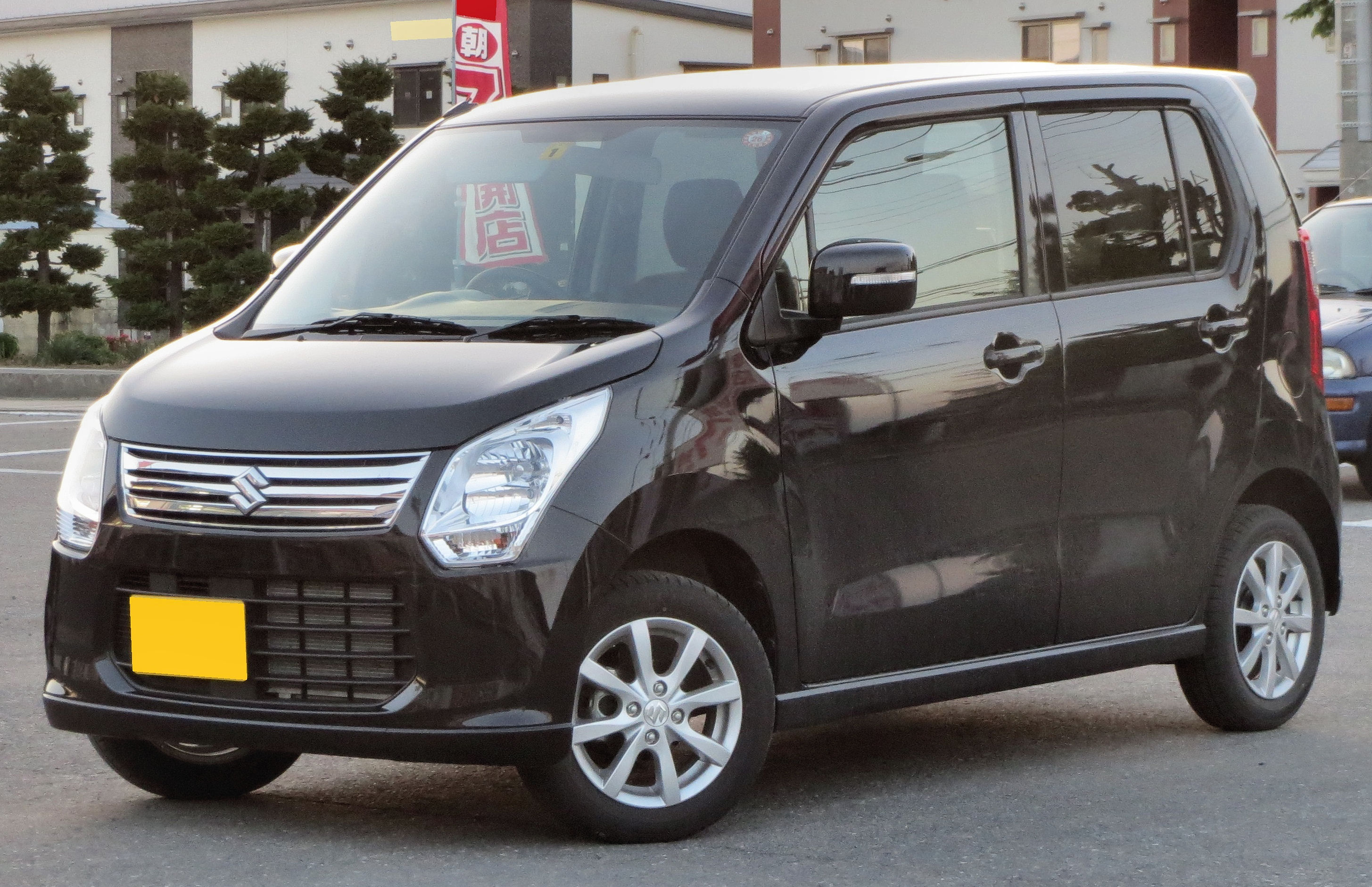
前期型 FXリミテッド
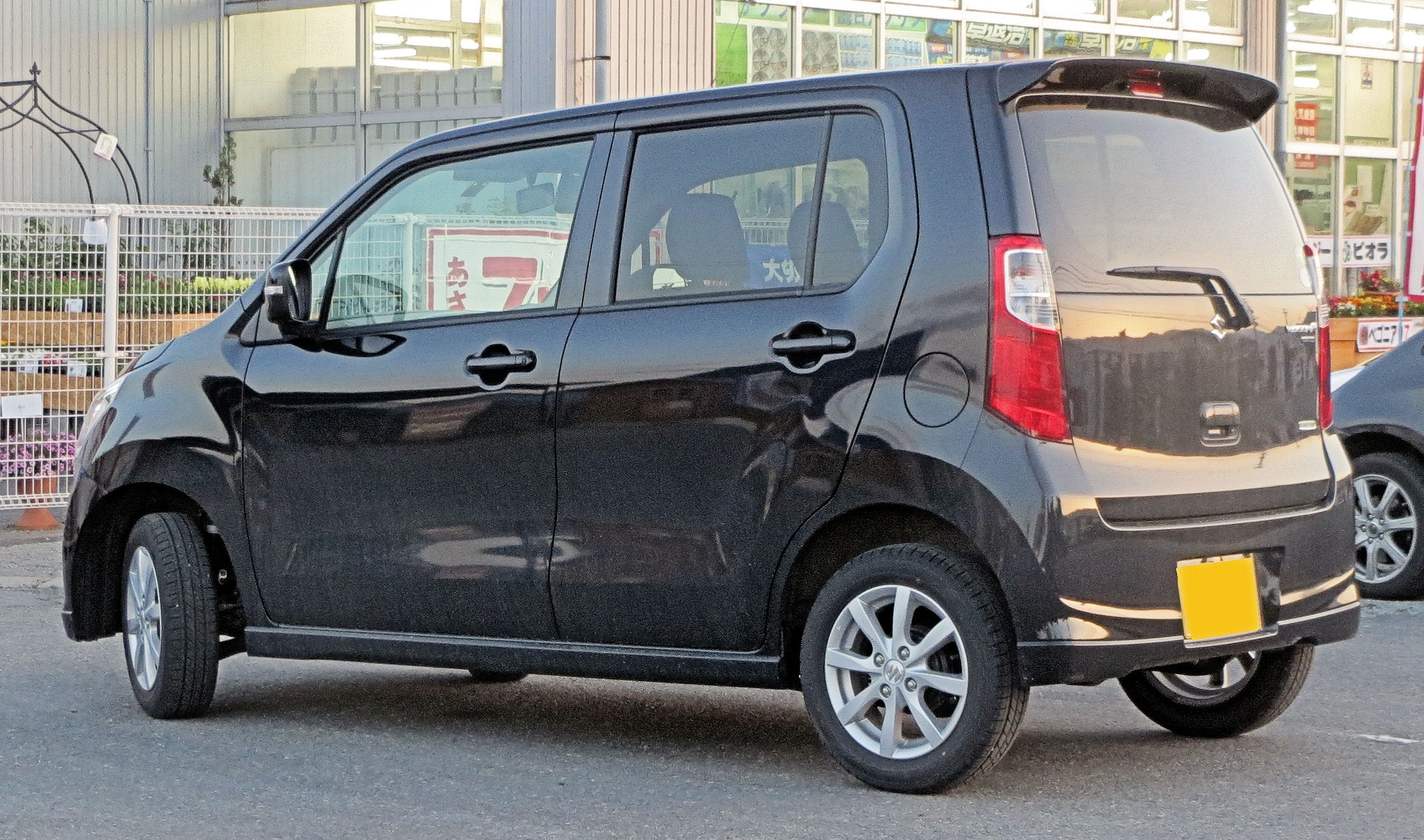
前期型 FXリミテッド リヤ
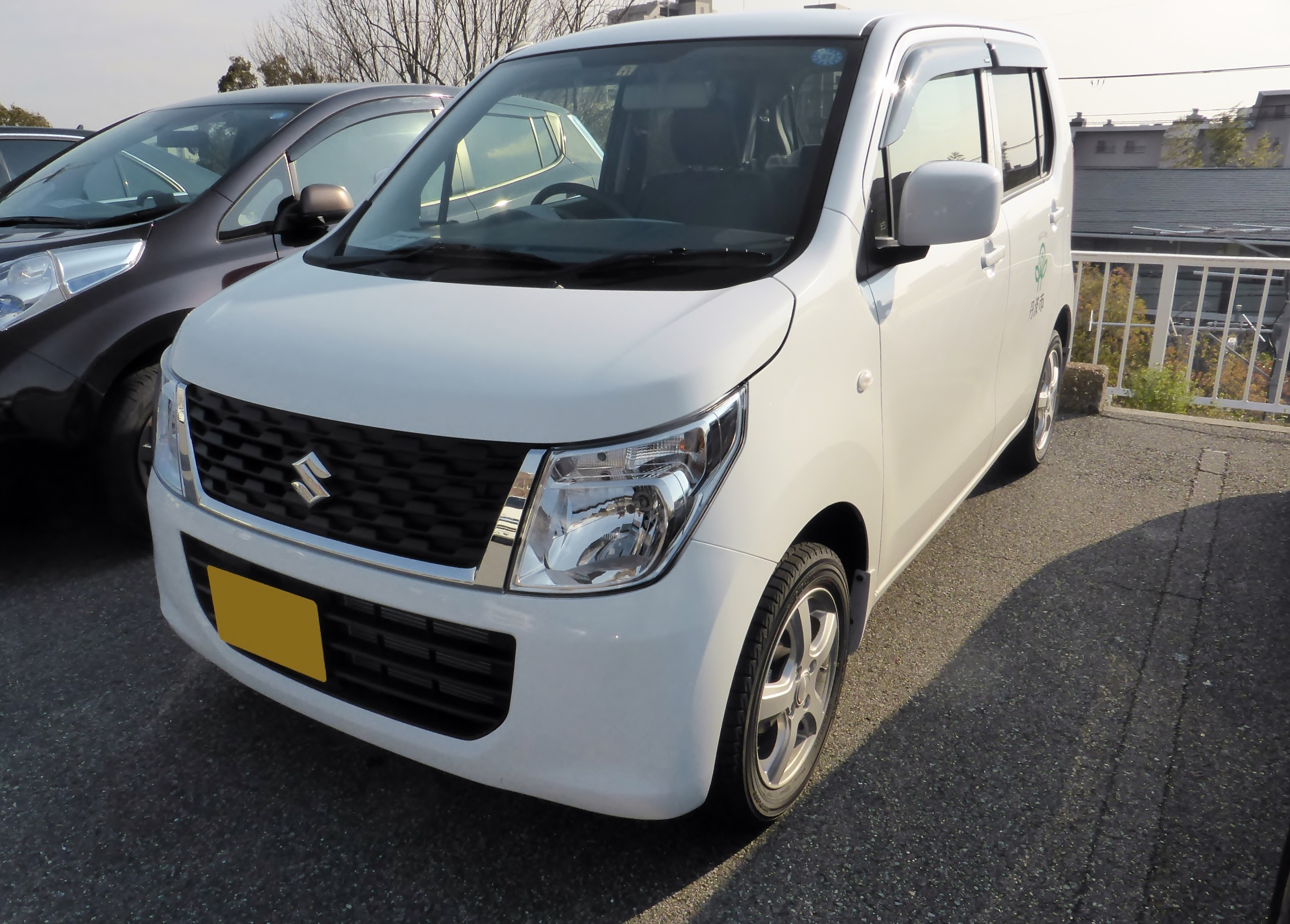
後期型 FX
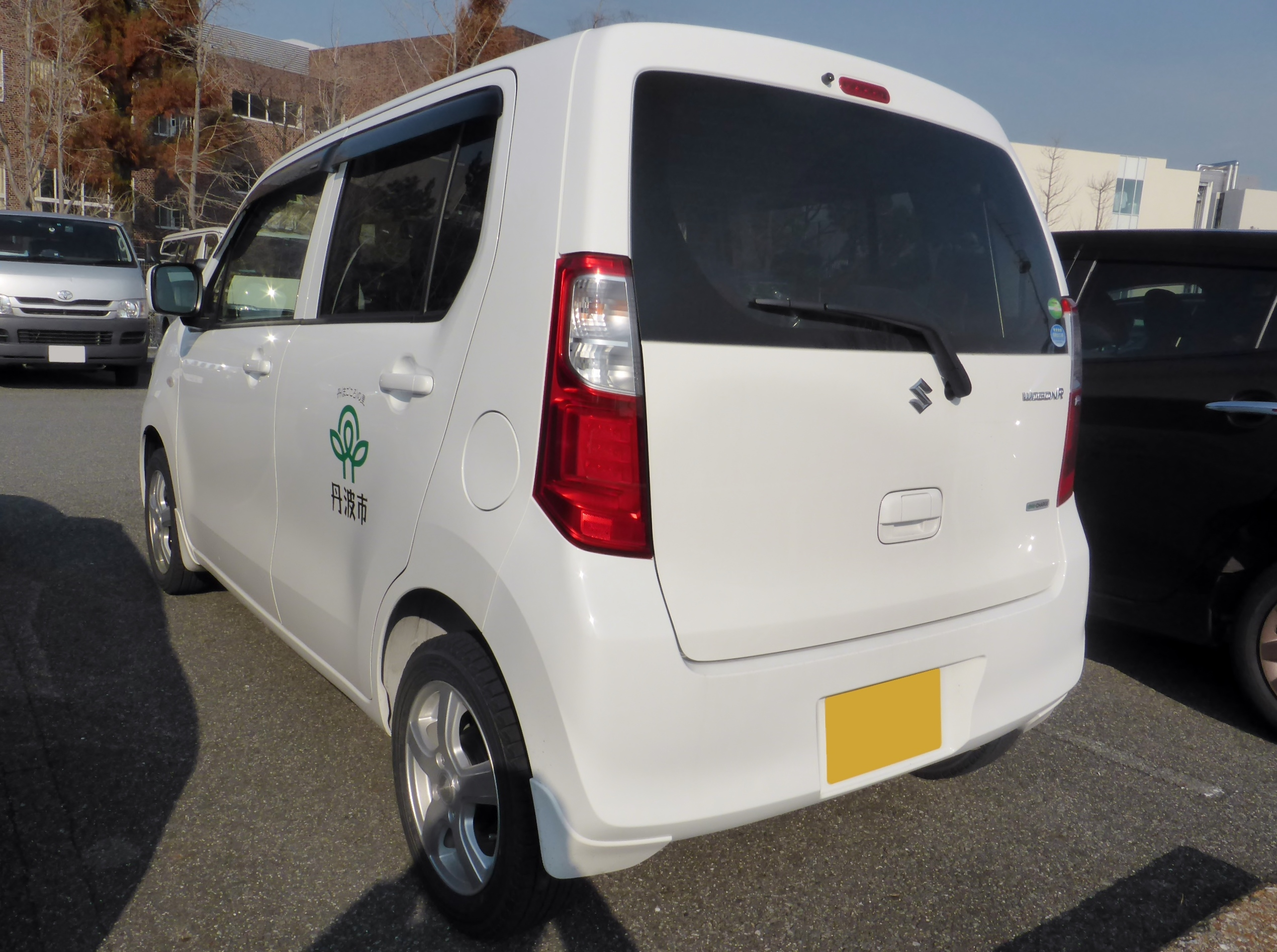
後期型 FX リヤ
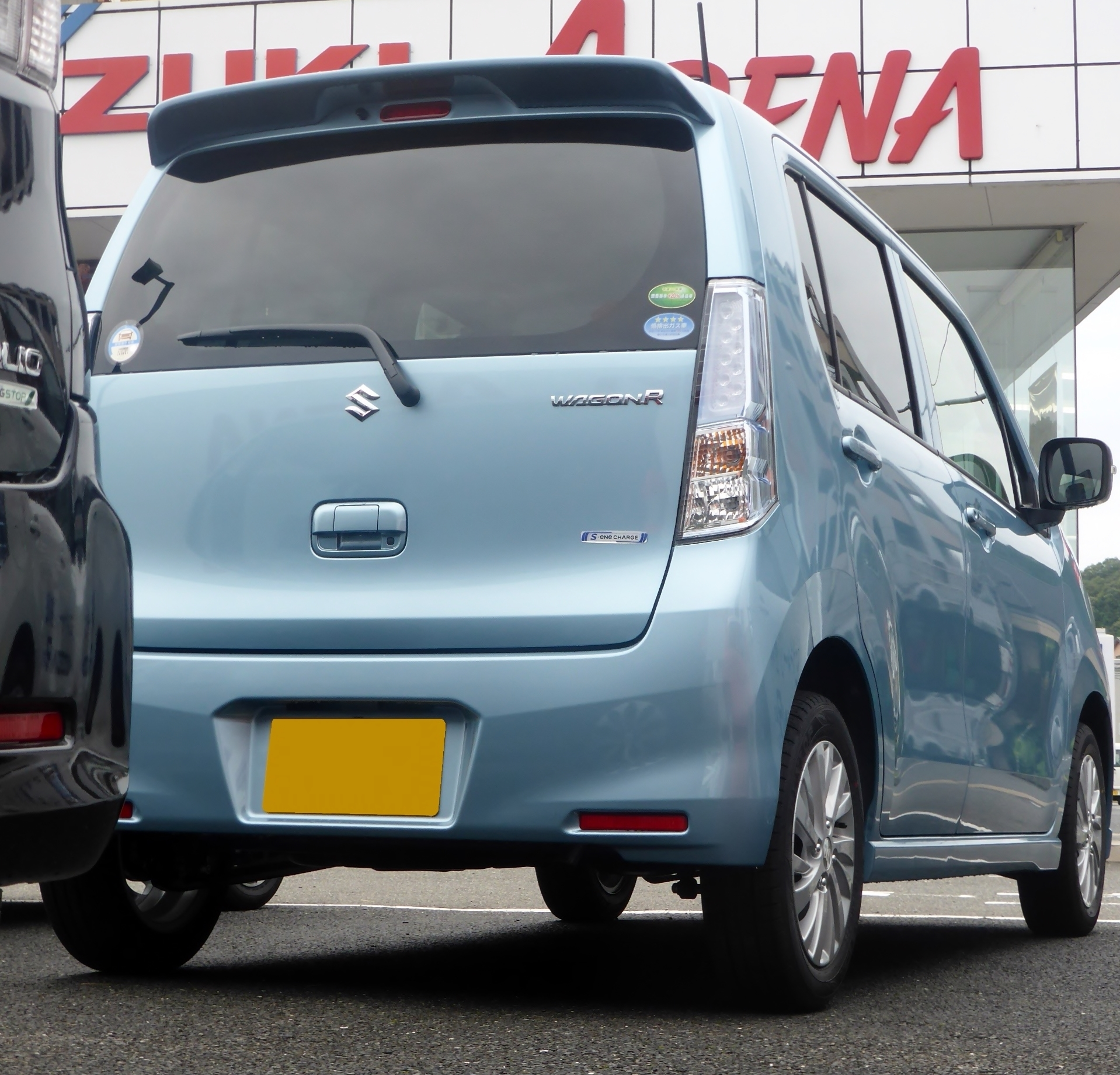
FZ リヤ
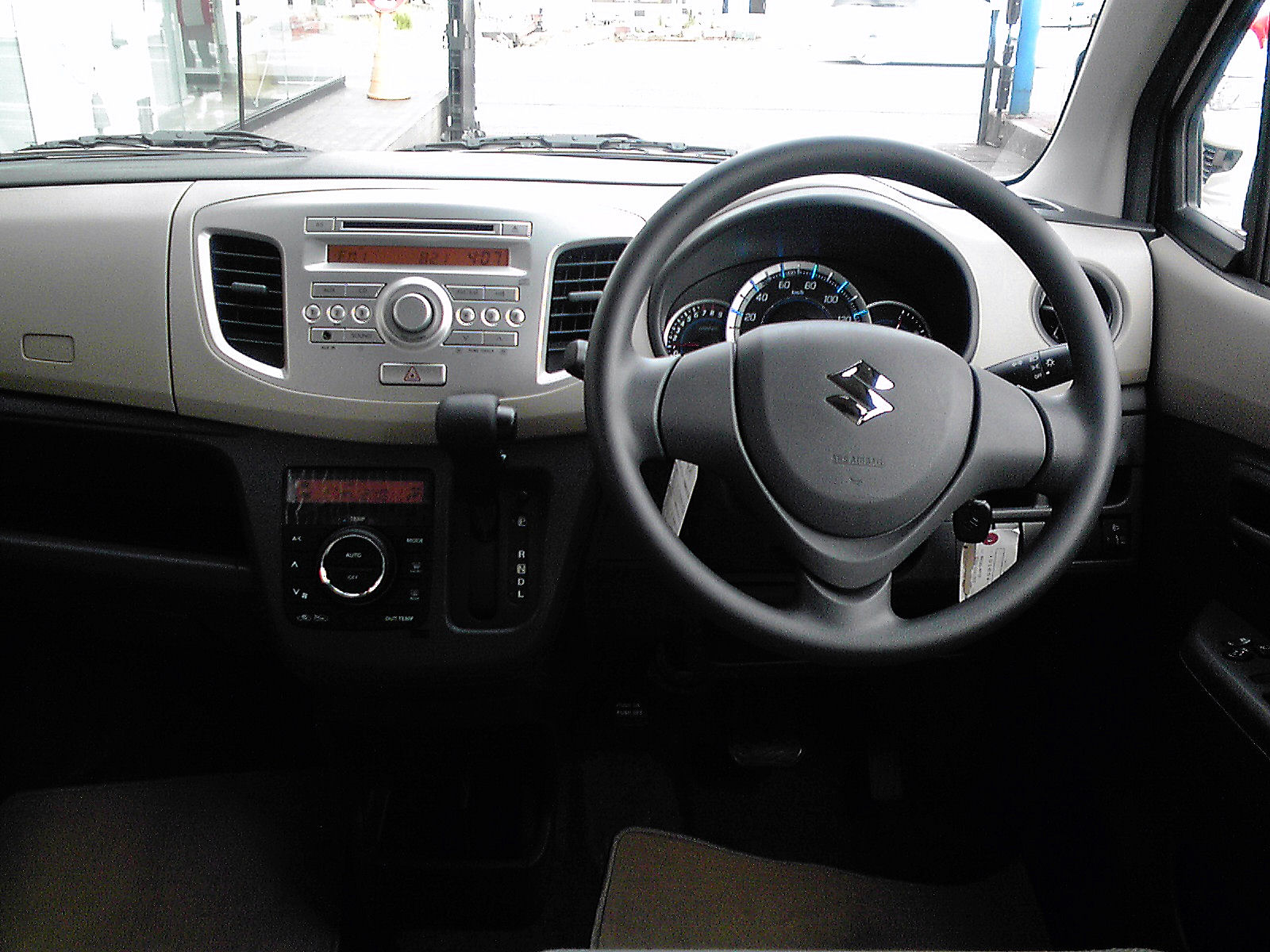
前期型 FX CVT 車内
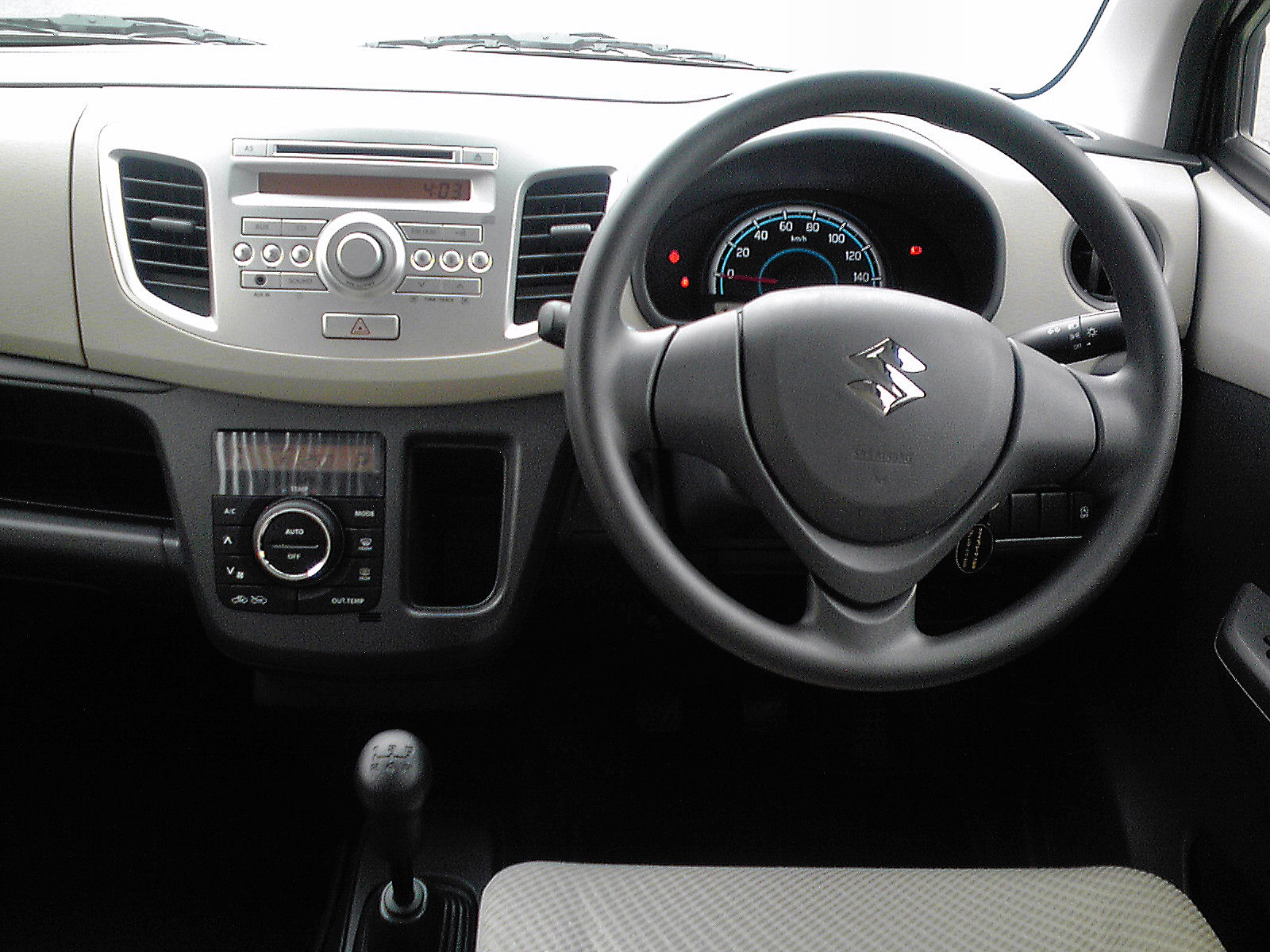
前期型 FX 5MT 車内

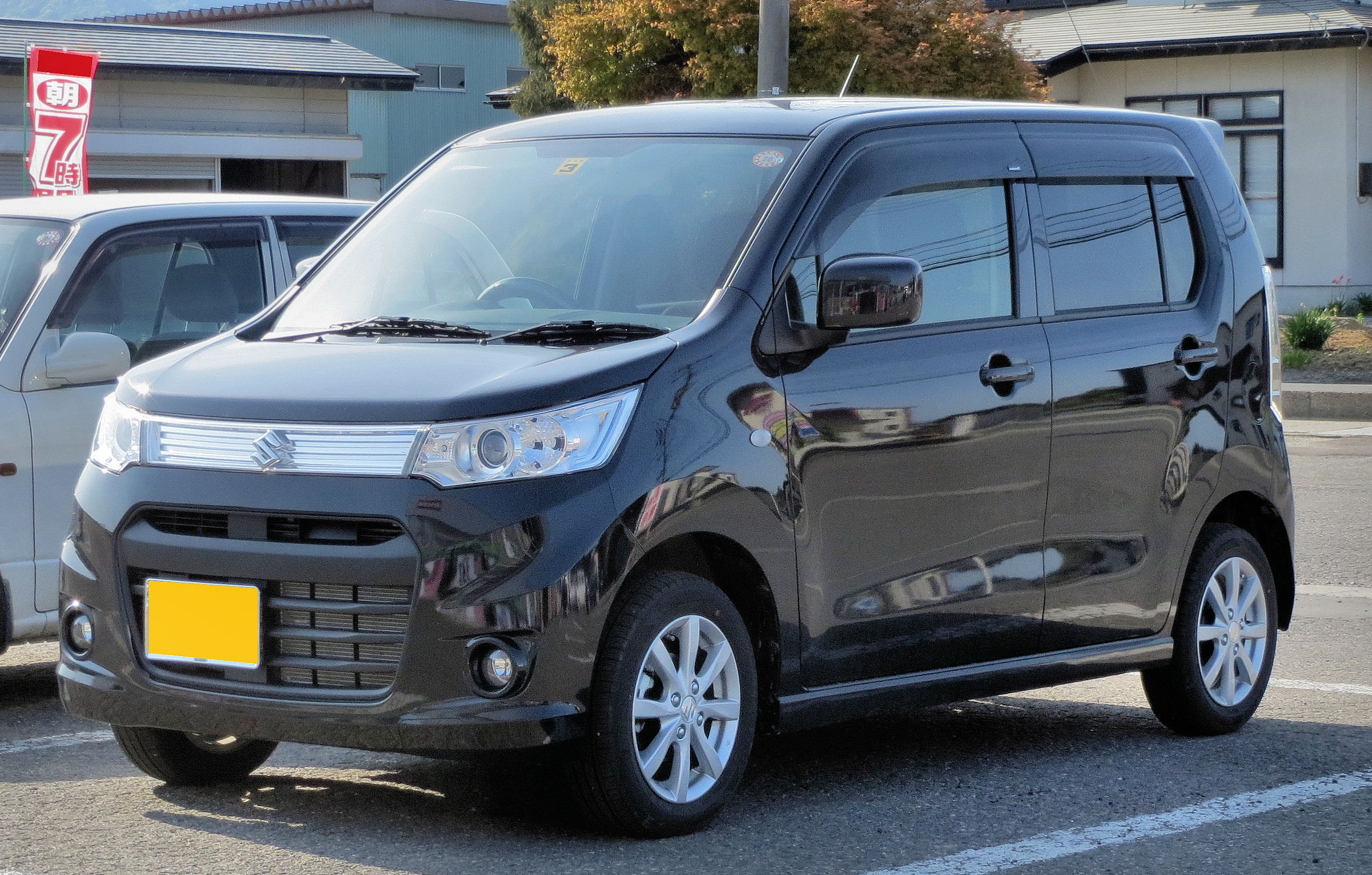
前期型 スティングレー X (2012年9月-2013年7月)
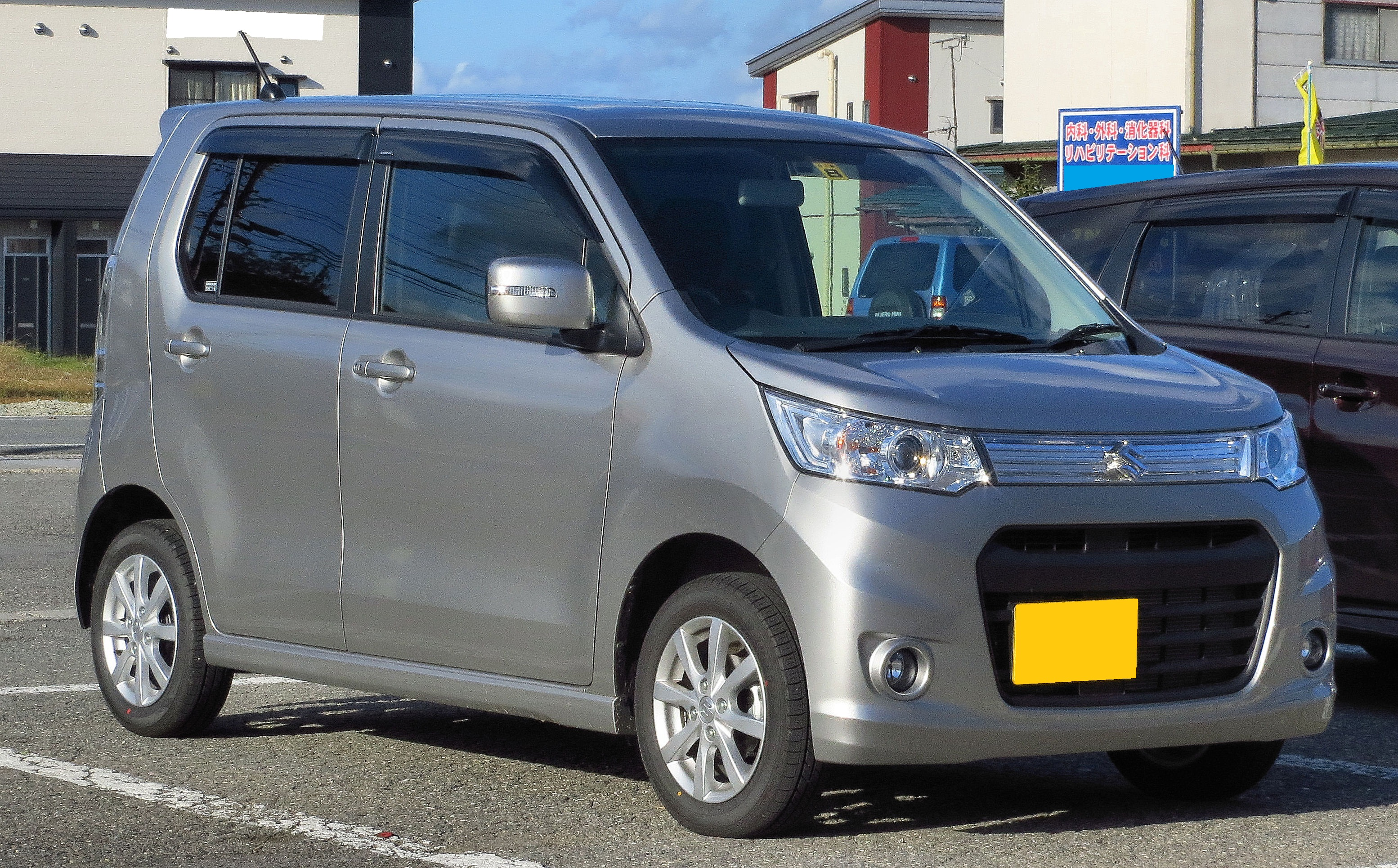
中期型 スティングレー X (2013年7月-2014年8月)
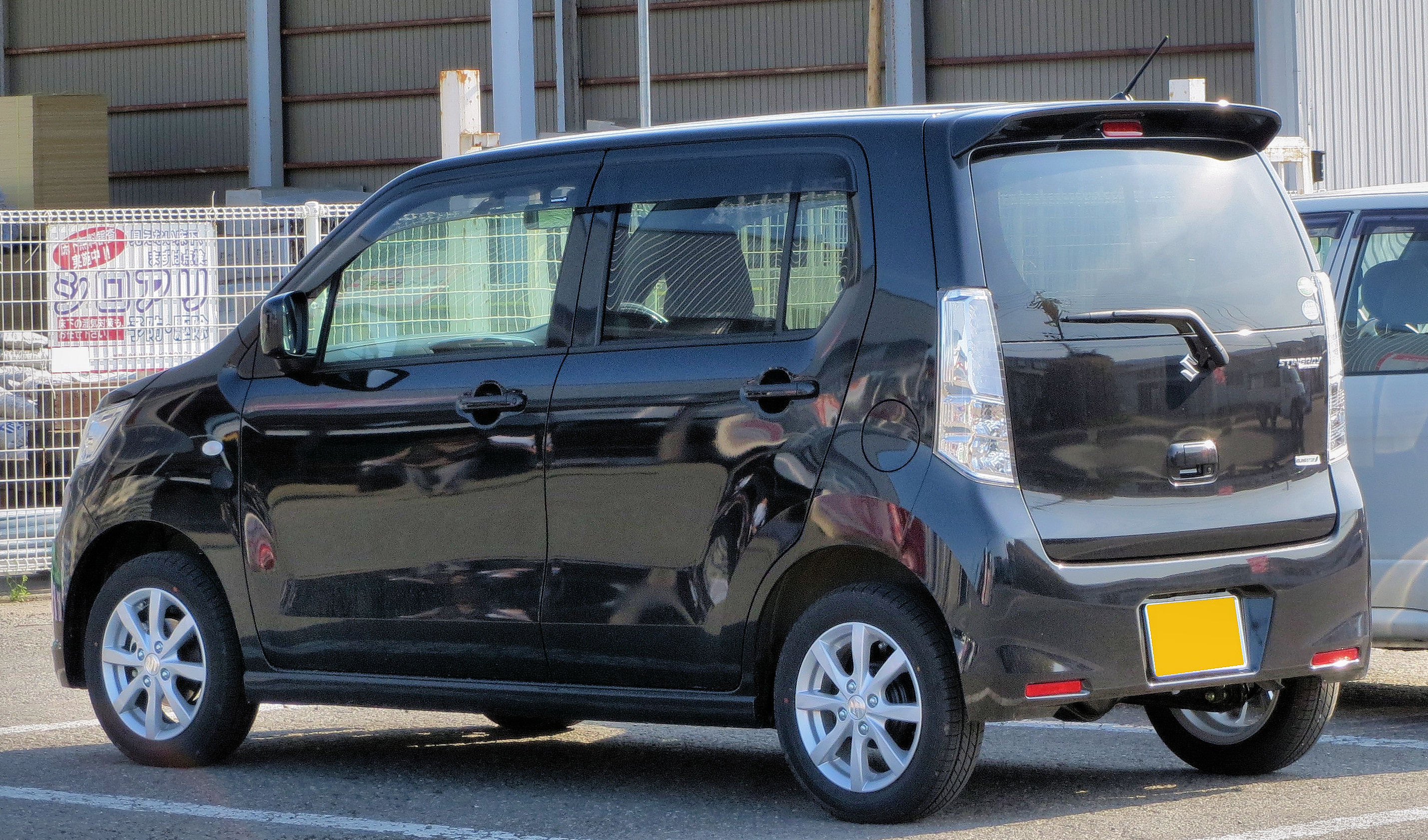
前期型 スティングレーX リヤ
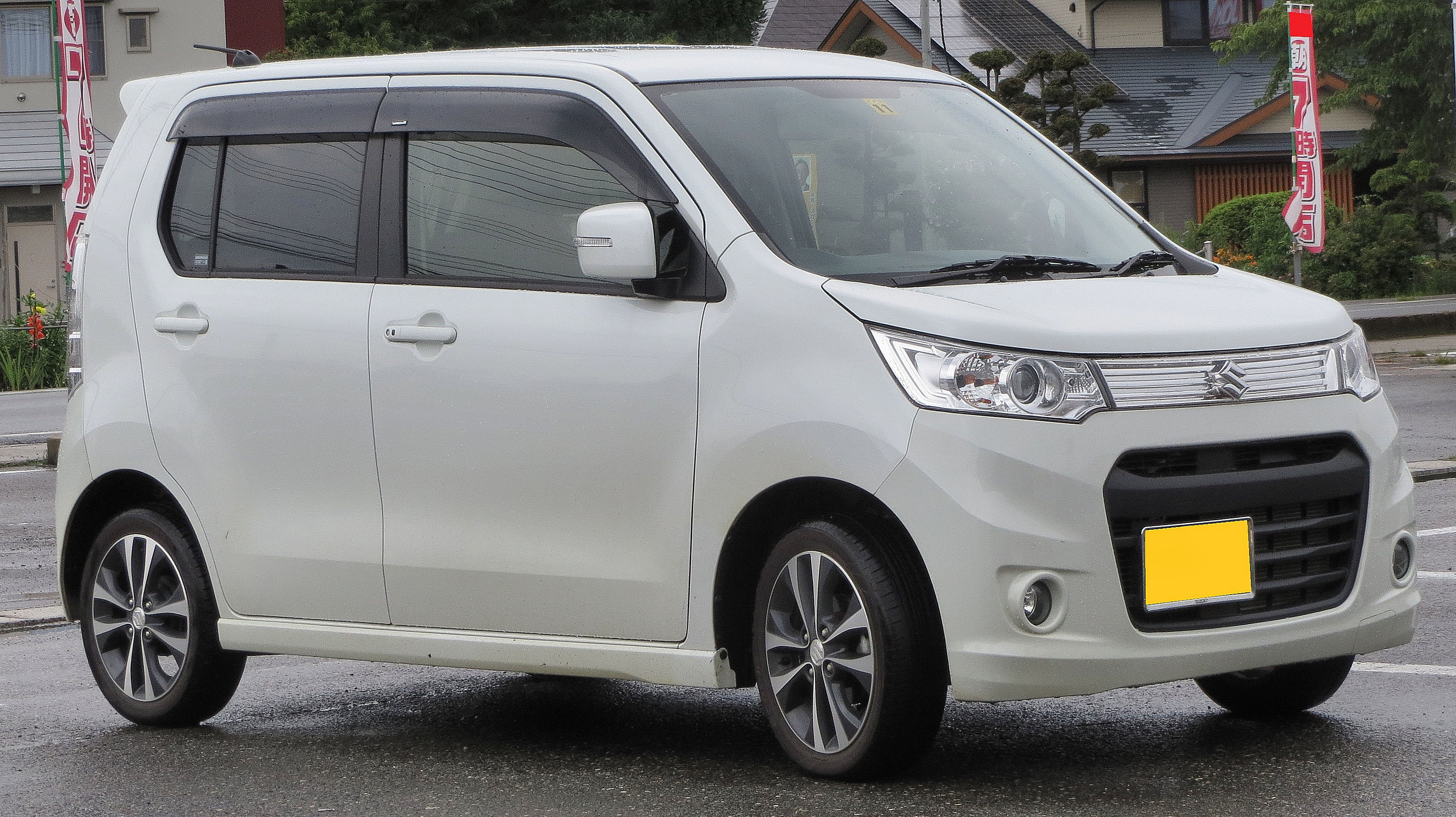
前期型 スティングレーT
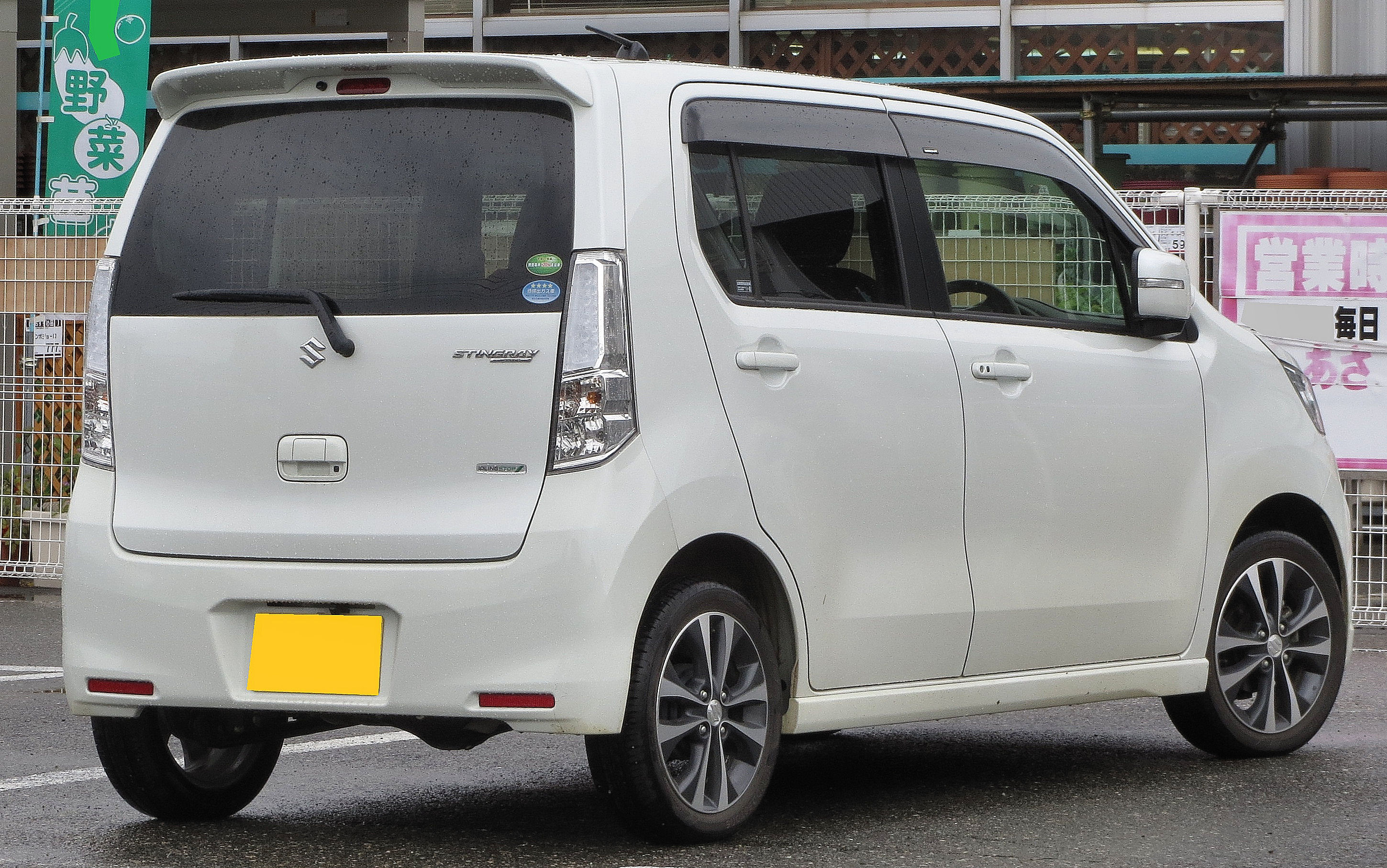
前期型 スティングレーT リヤ
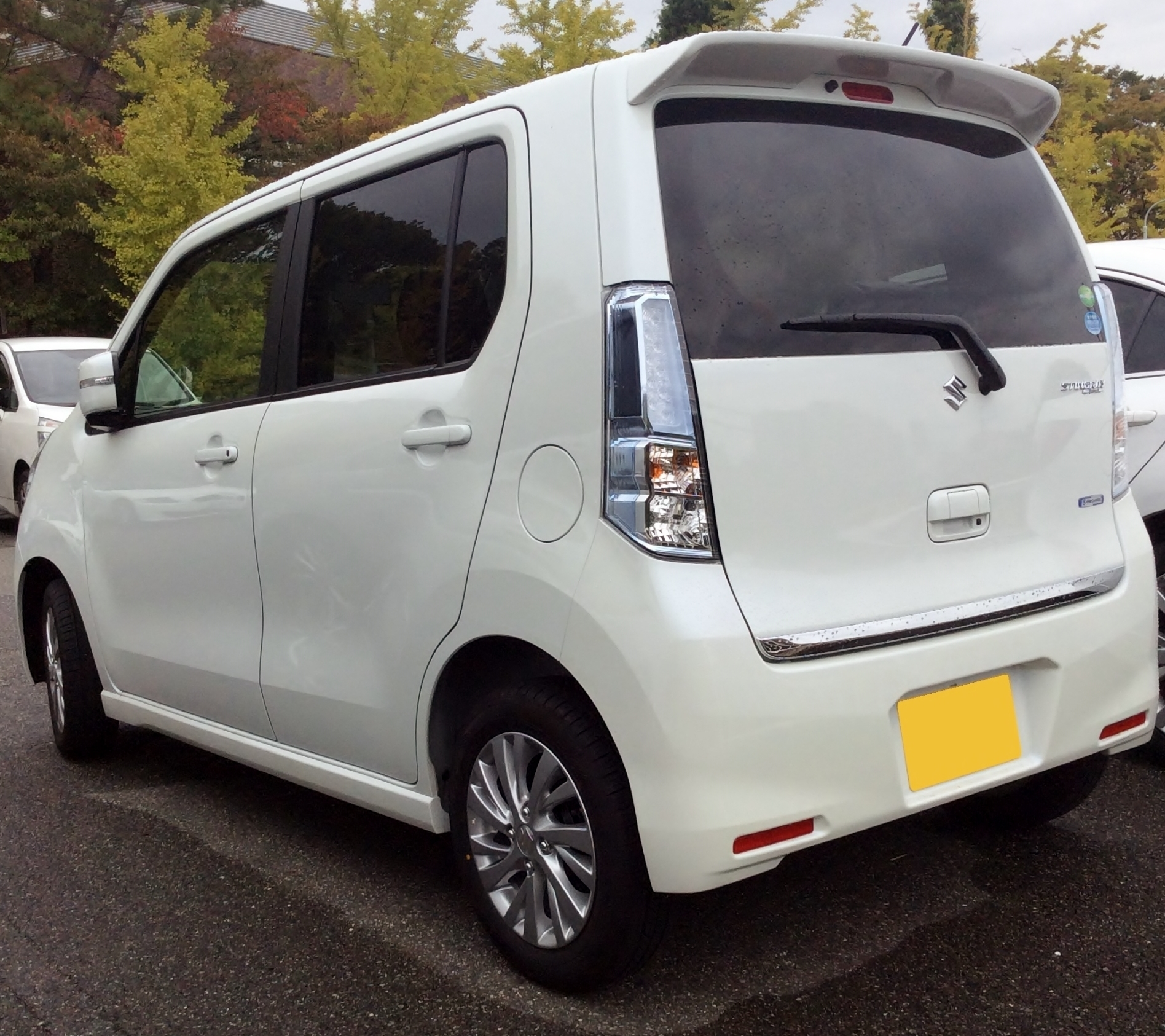
後期型 スティングレーX リヤ

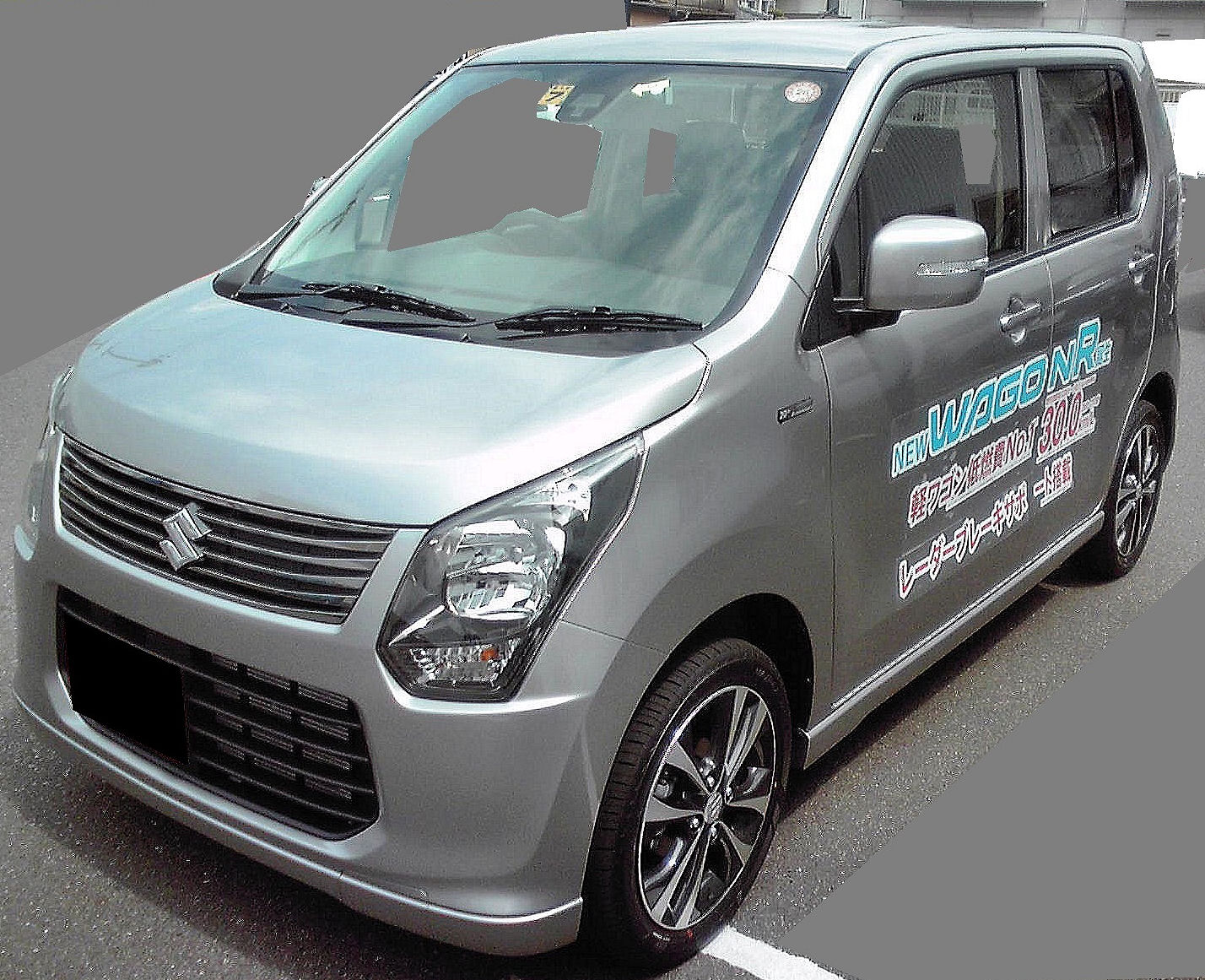
20周年記念車
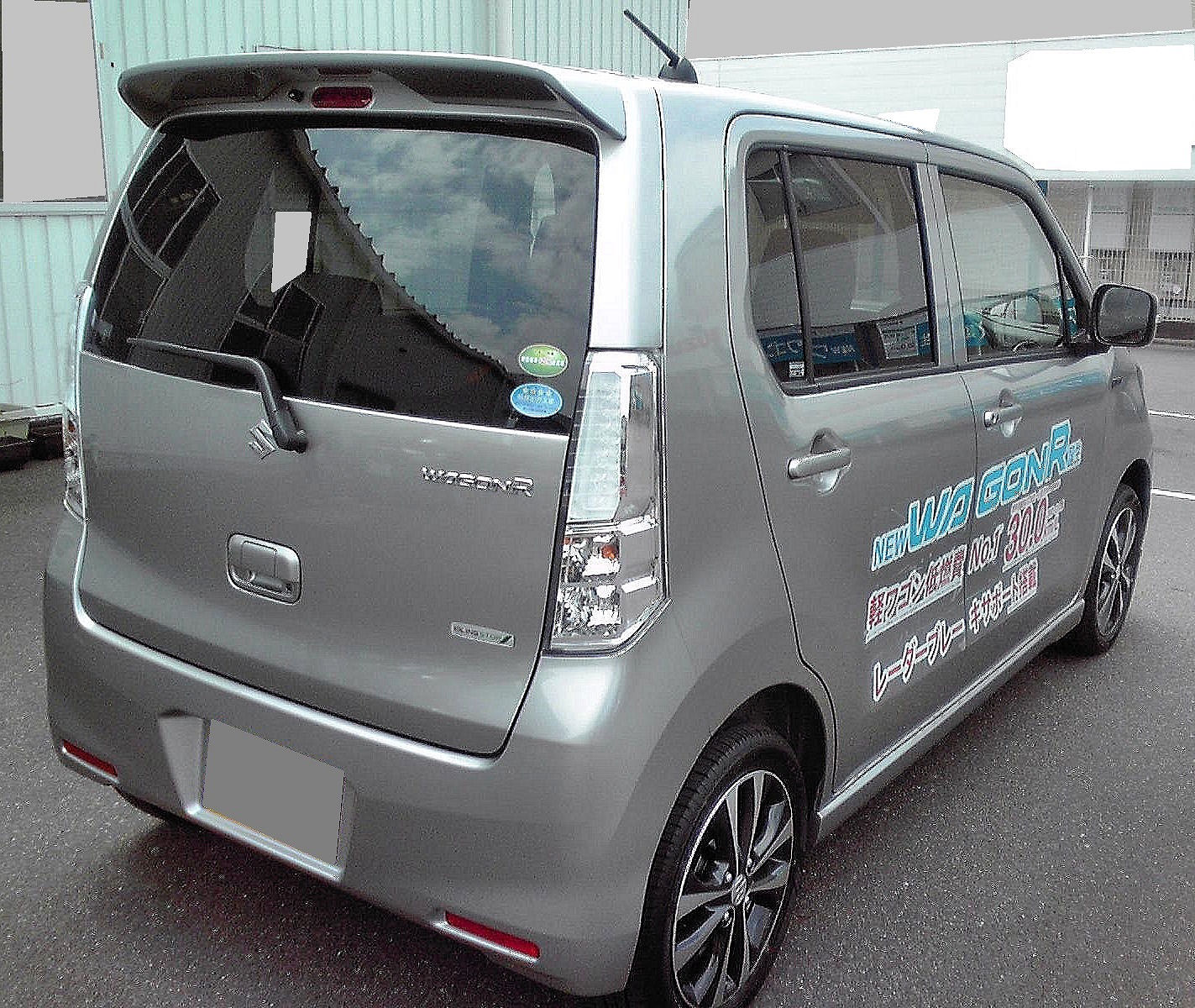
20周年記念車 リヤ
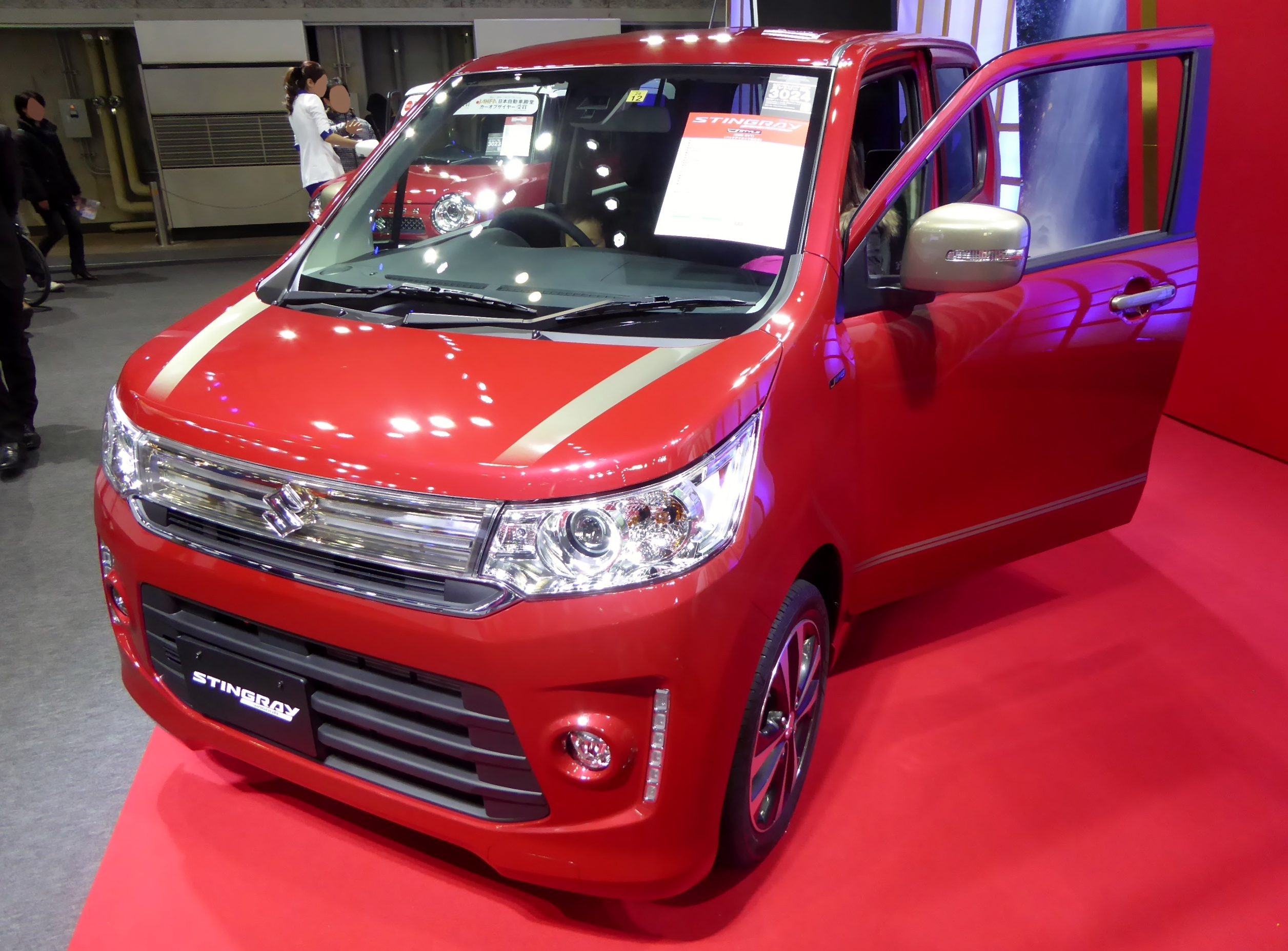
スティングレー J STYLE
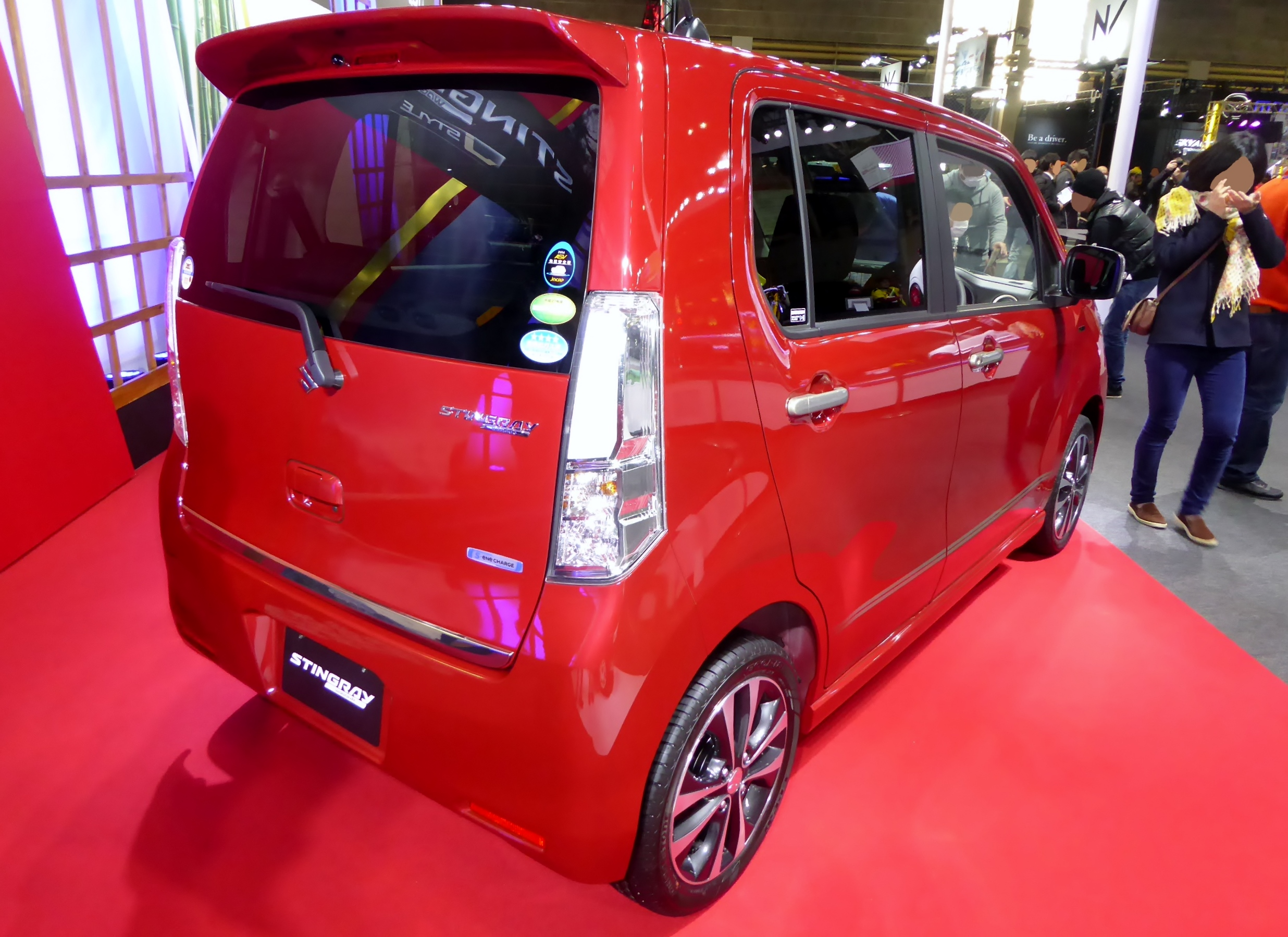
スティングレー J STYLE リヤ
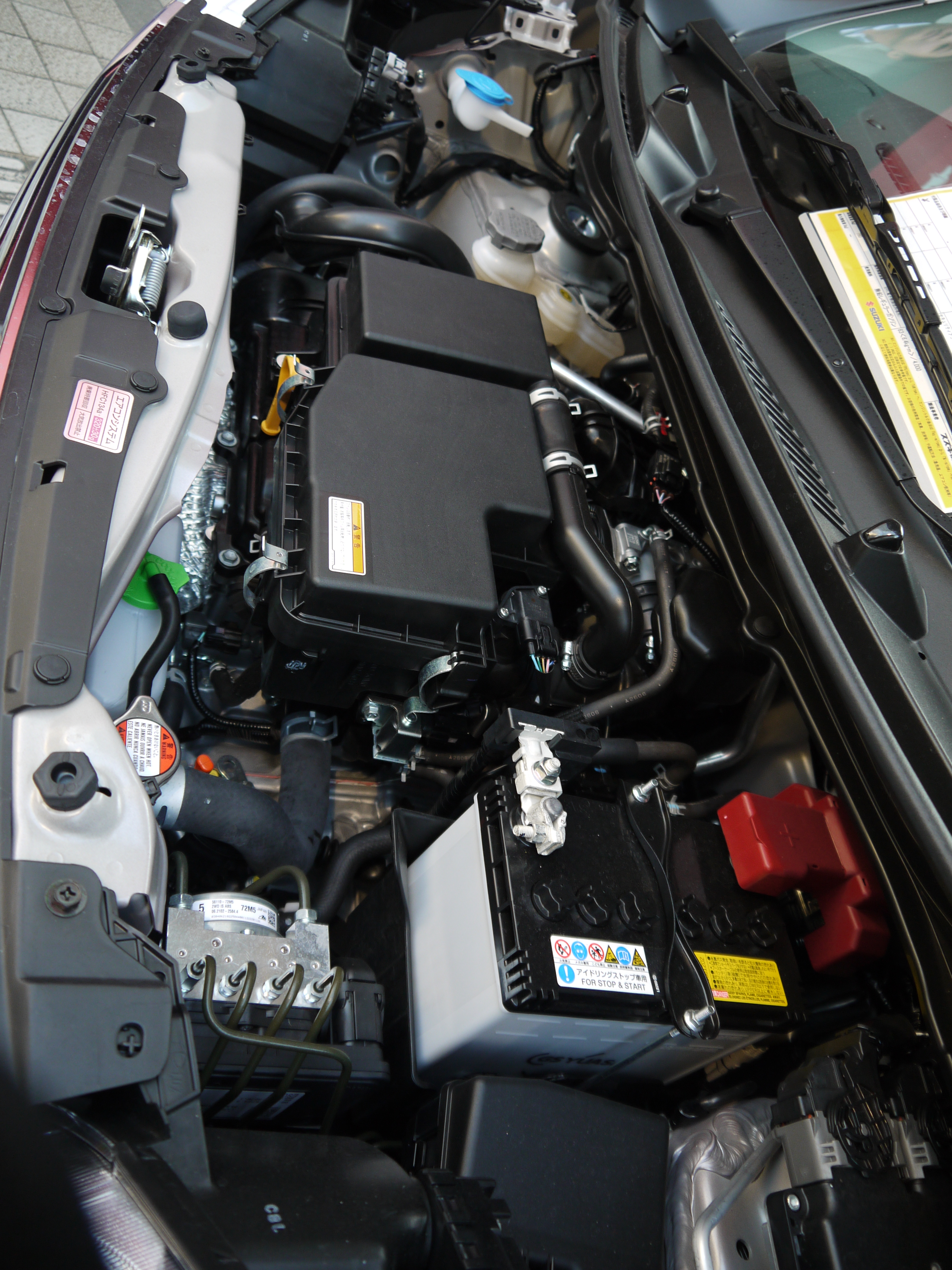
エンジンルーム
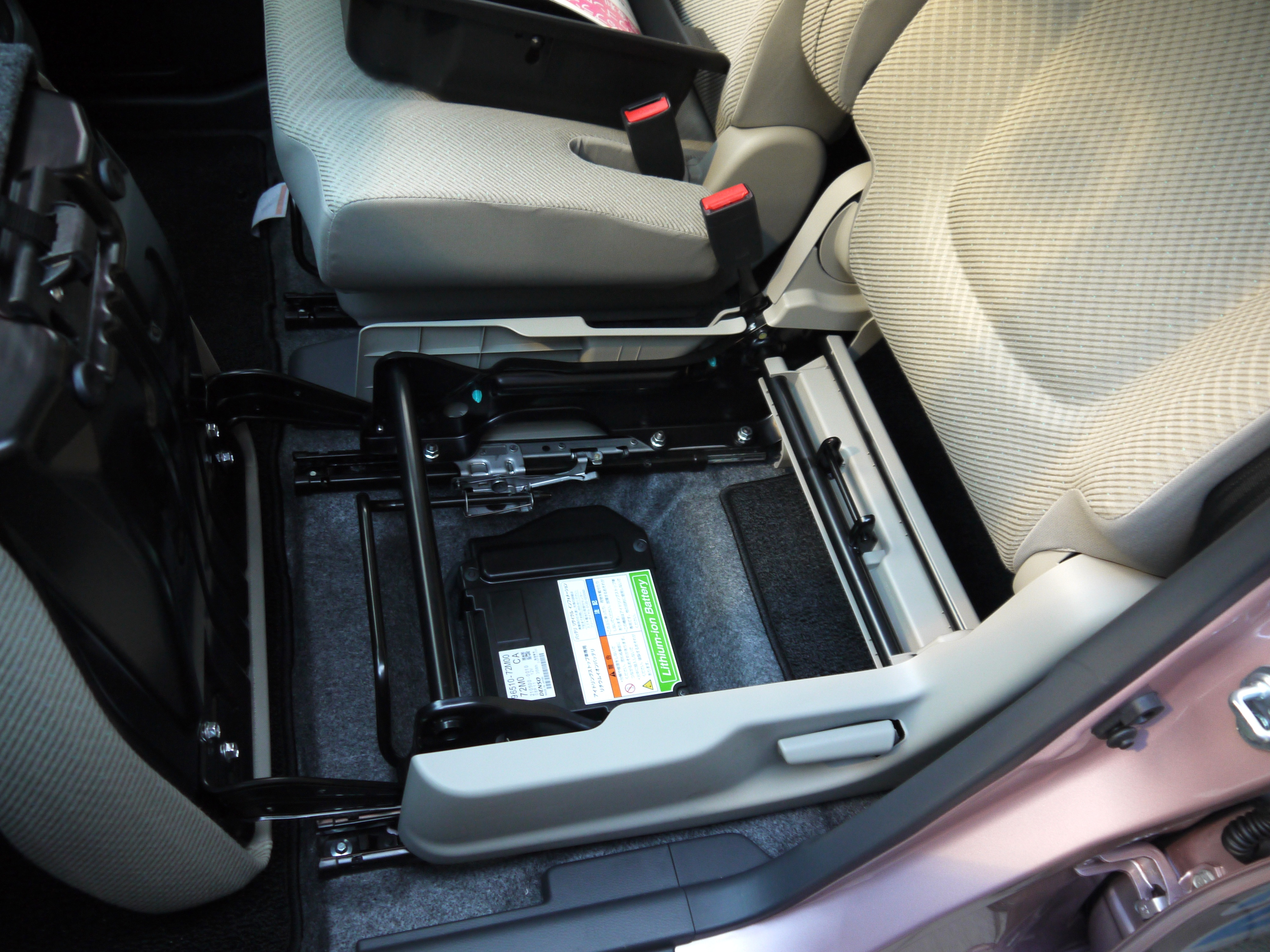
助手席下にある「ENE-CHARGE」用バッテリー

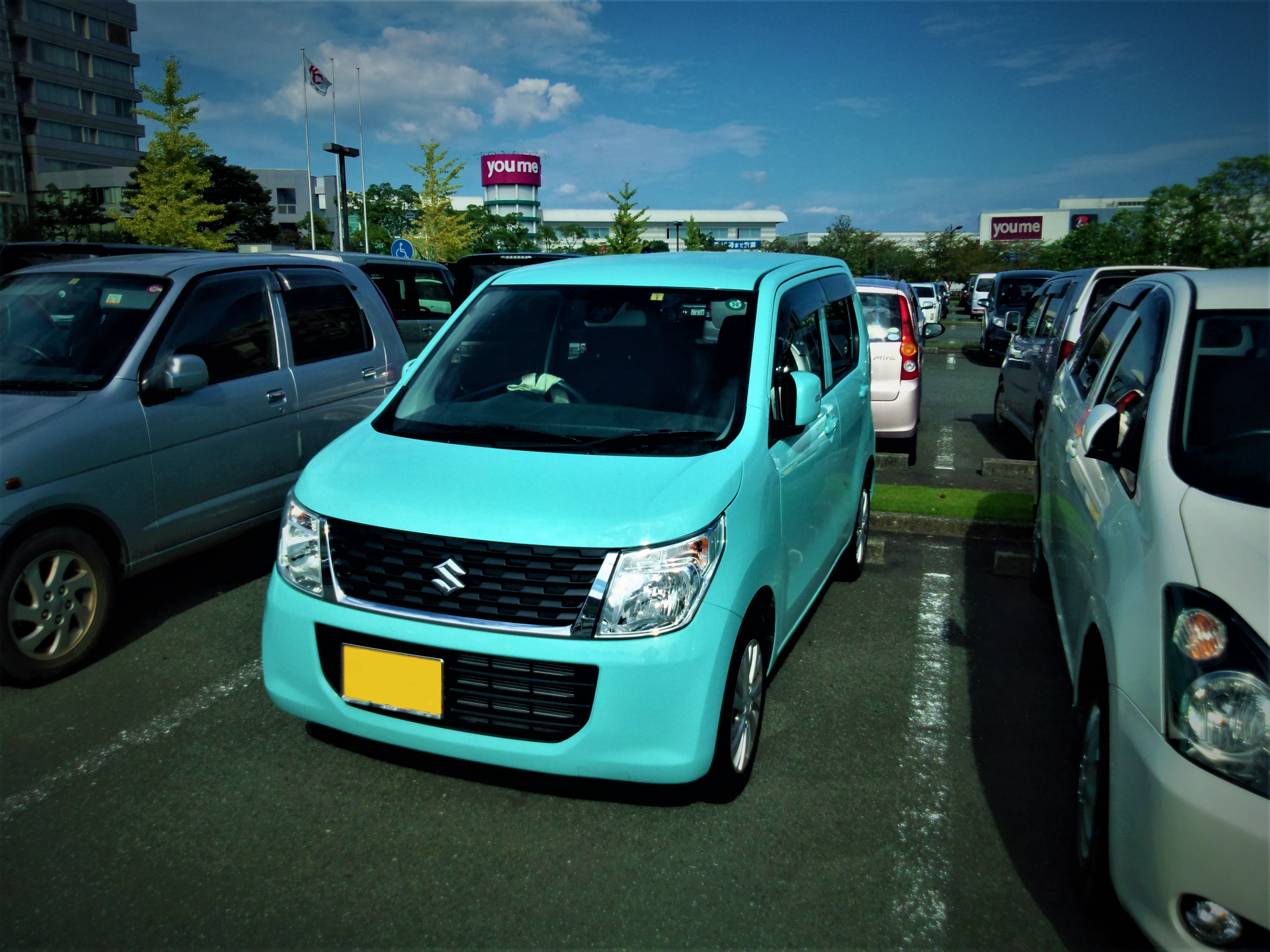
後期型　FXリミテッド（特仕）
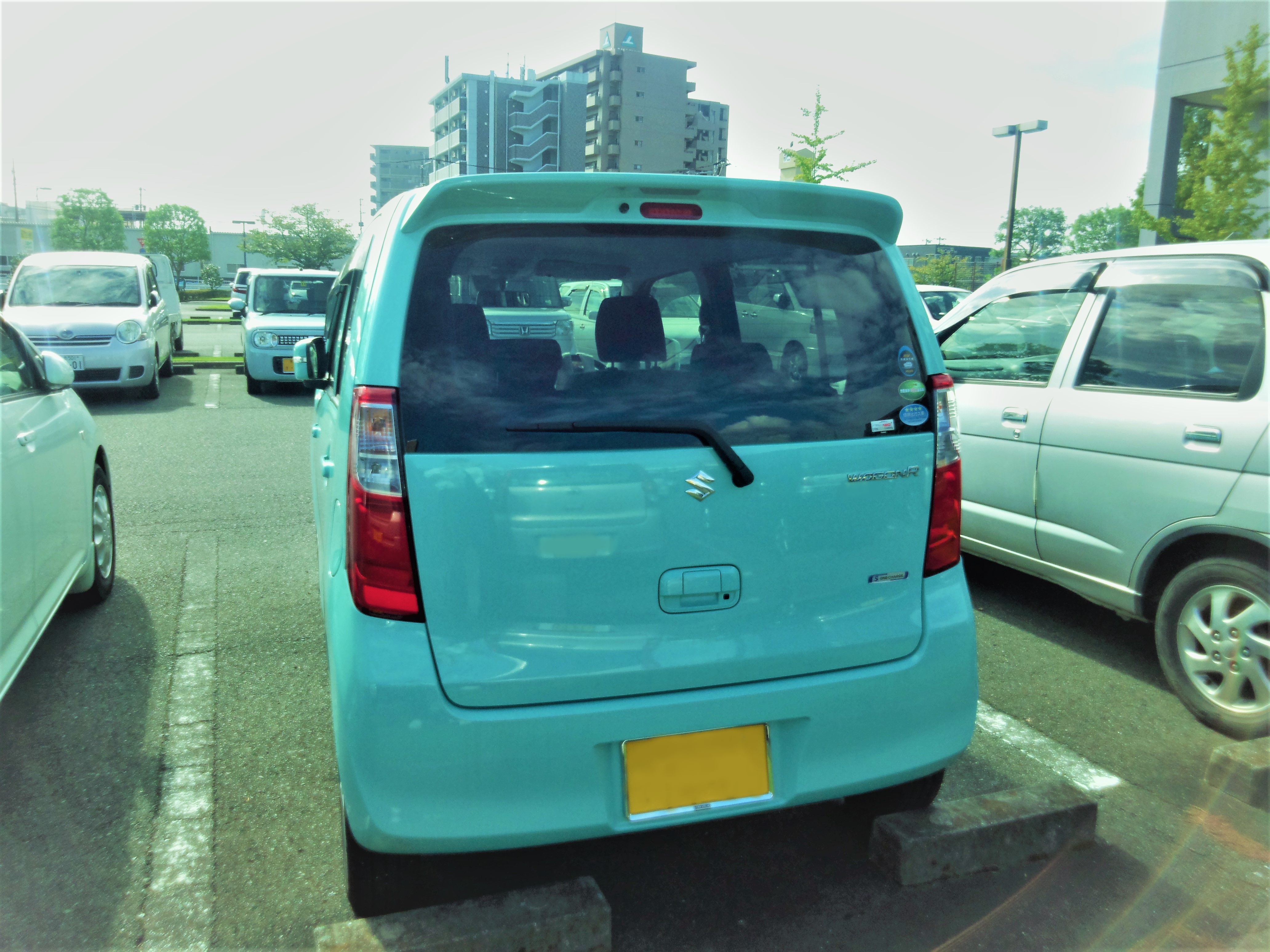
後期型　FXリミテッド（特仕） リア
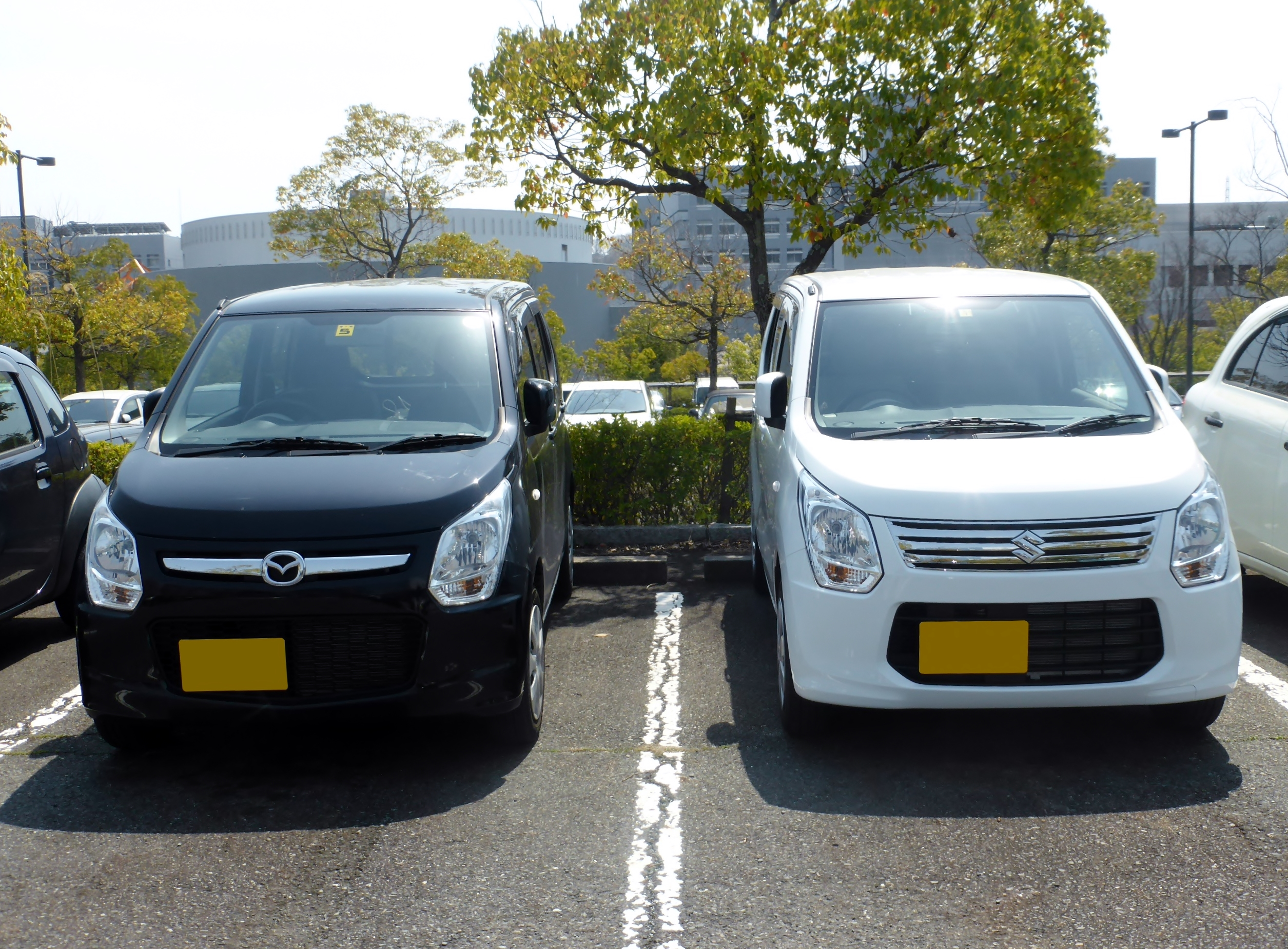
マツダ・フレアとの比較

## 6代目 MH35S/55S/85S/95S型（2017年 - ）
このモデルでは、初代モデルを現代風にアレンジしたデザインとなった。パワートレインは「FA」、昇降シート車の「FX」、「FZ」とスティングレー「L」、昇降シート車の1型は「L」、2型は「X」がアイドリングストップシステム非搭載のガソリンエンジンで、「HYBRID FX」、「HYBRID FZ」、スティングレーの「HYBRID X」、「HYBRID T」グレードがマイルドハイブリッドである。5代目・後期型の一部グレードに採用した「S-エネチャージ」を発展させ、ISG（モーター機能付発電機）の高出力化と、100 Vのリチウムイオンバッテリーを大容量化したシステムに進化した。減速して車速が約13 km/h以下となり、アクセルもブレーキも踏まない時や、アイドリングストップ後の停車からの発進時に、最長10秒間モーターでのクリープ走行を可能にし、NA車はISGによるモーターアシストの作動域をターボ車と同じ約100 km/hまでに拡大した。同時に、エンジンの冷却性能強化と補機ベルトの張力を低減して高出力化に対応させ、副変速機機構付CVTのギア比を最適化。
| エンジン | 排気量 (cc) | タイプ                | 最高出力 (kW (PS)/rpm) | 最大トルク (Nm (kgfm)/rpm) |
| -------- | ----------- | --------------------- | ---------------------- | -------------------------- |
| R06A型   | 658         | 直列3気筒 DOHC NA     | 38 (52) /6,500         | 60 (6.1) /4,000            |
| R06A型   | 658         | 直列3気筒 DOHC ターボ | 47 (64) /6,000         | 98 (10.0) /3,000           |
| R06D型   | 657         | 直列3気筒 DOHC        | 36 (49) /6,500         | 58 (5.9) /5,000            |
| WA05A型  | -           | 直流同期電動機        | 2.3 (3.1) /1,000       | 50 (5.1) /100              |
| WA04C型  | -           | 直流同期電動機        | 1.9 (2.6) /1,500       | 40 (4.1) /100              |

また、軽自動車では8代目アルトに次いでの採用となる軽量・高剛性設計の新プラットフォーム「HEARTECT（ハーテクト）」を採用するなど、プラットフォーム・ボディー・足回りの軽量化を図ったことで、「FA」の2WD車は5代目モデル比で20 kgの削減となった。これらにより、マイルドハイブリッド・NA・4WD車を除く全グレードでJC08モード燃費が向上した。また、「HEARTECT」の導入により、ホイールベースが5代目よりも35 mm拡大して2,460 mmとなったが、最小回転半径は5代目と同等レベル（15インチタイヤを装着するスティングレー「HYBRID T」は4.6 m、14インチタイヤを装着するNA車の全グレードは4.4 m）を実現し、小回り性は継承された。
安全性能においては、4代目スイフトで初採用した単眼カメラ+赤外線レーザーレーダーを組み合わせた衝突被害軽減システム「デュアルセンサーブレーキサポート」やヘッドランプのロービーム/ハイビームを自動で切り替えるハイビームアシスト機能をスズキの軽自動車で初採用したほか、運転席前方のダッシュボードには、前方衝突警報/自動ブレーキ作動状況、車線逸脱警報、車速、シフトポジションなどを表示する軽自動車初のヘッドアップディスプレイも採用された。
Aピラーをスリム化・ドアミラーを小型化して下方に配置したことで右左折時の視界を大幅に向上したほか、リアコンビネーションランプの位置を初代モデルを彷彿させるリアバンパー上端としたことで、荷室開口幅を5代目モデルよりも100 mm拡大。リアワイパーをハイマウントストップランプ直下に移し、3代目モデル以来の復活となるリアクォーターガラスを設けたことで後方視界性を向上した。なお、4代目モデル・5代目モデルではアウタードアハンドル内に組み込まれていた運転席側フロントドアのキーシリンダー位置が6代目ではアウタードアハンドルの左下に移されている。
装備面では後席ドア両側に、濡れた状態でもそのまま収納可能な軽自動車で初となるアンブレラホルダーや、ウインカーレバーを車線変更しようとする方向に軽くおさえるだけでターンランプが3回点滅するスズキの軽自動車では初のレーンチェンジウインカーも採用し、この2点は全グレード標準装備となった。

### 年表
- 2017年
  - 2月1日 - フルモデルチェンジを公式発表[38]。キャッチフレーズは標準系は「あたらしいたのしいが、R。」で、スティングレーが「STRONG BEAUTY」で、標準系のCMキャラクターには、広瀬すず、草刈正雄を起用。
グレード体系は5代目・後期型に準じているが、ガソリン車の廉価グレード「FA」を除いてグレード名称が変わり、ワゴンRは「FZ」が「HYBRID FZ」に改名し、「FX」にもマイルドハイブリッドシステムが新たに搭載されたことにより「HYBRID FX」に改称。スティングレーは「X」・「T」が「HYBRID X」、「HYBRID T」にそれぞれ改称すると同時に、ガソリン車の廉価グレード「L」を新設した。「L」は「HYBRID X」からLEDフロントフォグランプ[注釈 23]、エコクール、チルトステアリング、運転席シートリフター、LEDサイドターンランプ付ドアミラー[注釈 24]、アイドリングストップシステムなどを省き、ステアリングホイールをウレタンにするなど一部装備をグレードダウン。デュアルセンサーブレーキサポートやヘッドアップディスプレイなどの一部の安全装備は「セーフティパッケージ」としてオプション設定に変更している。なお、「FX」に設定されていた5MTが一旦廃止となり、全車CVTとなった。
5代目・後期型同様にフロントフェイスがグレードにより3種類与えられているが、デザインが刷新されており、「FA」と「HYBRID FX」は四角形をモチーフとしたフロントマスクを採用。「HYBRID FZ」はフロントグリルから続く横基調のラインで上下2段に分かれたスポーティーデザインのLEDヘッドランプを採用するとともに、上段にはブルーリフレクターを採用。スティングレーはフロントグリルにメッキ加飾とブラックパール塗装を施し、LEDヘッドランプはボディ後方に向かって伸びる縦形状デザインを、フロントバンパーを大開口デザインとした。
アルミホイール・ホイールキャップは15インチのスティングレー「HYBRID T」を除いて既存のものであり、ワゴンR「HYBRID FZ」とスティングレー「L」、「HYBRID X」は5代目前期型のワゴンR「FXリミテッド」とスティングレー「X」と同一であり[注釈 25]、14インチのスチールホイールにホイールキャップが装着される「FA」、「HYBRID FX」は、5代目のワゴンR「FX」と同一である。
ボディ色は、新色として、黄系の「サニーイエローメタリック（「FA」・「HYBRID FX」専用色）」、橙系の「リフレクティブオレンジメタリック（ワゴンR専用色）」、カーキ系の「ブレイブカーキパール（「HYBRID FZ」およびスティングレー専用色、オプション色）」の3色を追加したほか、スペーシアカスタムZおよびスペーシア設定色[注釈 26]である青系の「ブリスクブルーメタリック（ワゴンR専用色）」を追加。「イノセントピンクパールメタリック（ワゴンR専用色）」が廃止され、白系（オプション色）は5代目の「クリスタルホワイトパール」から「ピュアホワイトパール」に、赤系は「フェニックスレッドパール」から「ピュアレッド（8代目アルト設定色）」にそれぞれ差し替え、5代目では共通色だった「ムーンライトバイオレットパールメタリック（オプション色）」は「HYBRID FZ」・スティングレー専用色に、ワゴンR専用色だった「アーバンブラウンパール」・「フィズブルーパールメタリック」・「シルキーシルバーメタリック」は「FA」・「HYBRID FX」専用色にそれぞれ移行し、スティングレー専用色[注釈 27]だった「スチールシルバーメタリック（オプション色）」は「HYBRID FZ」でも選択可能となり、「FA」はカラーバリエーションを「HYBRID FX」と共通化[注釈 28]したことで10色に増えた。
インテリアは「FA」はベージュ内装、「HYBRID FZ」とスティングレーはブラック内装をそれぞれ採用し、「HYBRID FX」はベージュ内装・ブラック内装の2種類から選択可能とした。インパネカラーパネルはグレードによって色が異なり、「FA」と「HYBRID FX」はホワイト、「HYBRID FZ」はダークブルー、スティングレーはブラックパール塗装となる。さらに「HYBRID FZ」とスティングレーにはエアコンルーバーガーニッシュも装備しており、「HYBRID FZ」はサテン調シルバー加飾、スティングレーは赤のアクセントがそれぞれ施される。また、メーターは歴代初となるセンターメーターとなった。
  - 4月1日 - 仕様変更。「HYBRID FX」・「HYBRID FZ」・スティングレー「HYBRID X」の各2WD車において、燃費基準の区分変更に対応し、「平成32年度燃費基準+30%」を達成した。
  - 4月20日 - フルモデルチェンジ後も5代目ベース車を継続販売していた福祉車両「ウィズシリーズ」の「乗降シート車」を6代目ベースにフルモデルチェンジ[39]。
5代目ベース車同様、助手席昇降シートには、大型ボタンのワイヤレスリモコンを標準装備し、助手席足元の両側には電動シートスライドや電動リクライニングの操作を可能にするスイッチを設置。胸部固定用ベルト、専用アームレスト、専用フットレストを採用。荷室には折りたたみ式車いすを収納する際にバンパーを保護するバンパーカバーと収納した車いすを固定するラッシングベルトを標準装備した[40]。なお、5代目ベース車に採用されていた助手席フロントピラーアシストグリップとラゲッジフックは非装備となった。安全性能を強化し、デュアルセンサーブレーキサポート、誤発進抑制機能、車線逸脱警報機能、ふらつき警報機能、先行車発進お知らせ機能、ハイビームアシスト機能、ヘッドアップディスプレイを全て標準装備した[注釈 29]。
グレード体系は「HYBRID FX」と「HYBRID FZ」がベースだが、マイルドハイブリッドは非搭載となる。「FX」と「FZ」の2グレードとなり、さらに、ワゴンRの福祉車両としては歴代初となるスティングレー「L」も新設定したことで計3グレードとなり、標準車同様に3つの外観デザインが設けられた。ボディ色は既存の「シルキーシルバーメタリック」、「スペリアホワイト」（いずれも「FX」専用色）に加えて、「スチールシルバーメタリック（「FZ」・「スティングレー「L」専用色）」、「ピュアホワイトパール（オプション色）」を追加し、新たに黒系の「ブルーイッシュブラックパール3」も追加した。通常は各グレード3色の設定となるが、受注生産により、「リフレクティブオレンジメタリック（「FX」・「FZ」専用色）」、「サニーイエローメタリック（「FX」専用色）」、「ピュアレッド」、「ブリスクブルーメタリック（「FX」・「FZ」専用色）」、「フィズブルーパールメタリック（「FX」専用色）」、「アーバンブラウンパールメタリック（「FX」専用色）」、「ムーンライトバイオレッドパールメタリック（「FZ」・スティングレー「L」専用色、オプション色）」、「ブレイブカーキパール（「FZ」・スティングレー「L」専用色、オプション色）」の設定も可能である。なお、「FX」の内装色はベースグレードである「HYBRID FX」と異なり、ベージュ内装のみの設定となる。
  - 8月23日 - 「FA」に5MT車を追加設定（5MT車は6代目へのフルモデルチェンジ時に一旦廃止されたものの、約6ヶ月半ぶりに復活設定される）[41]。
歴代のMT仕様同様、シフトレバーはフロアシフト、パーキングブレーキはレバータイプの手動式、フロントシートはセパレートタイプとなり、空いたインパネセレクターの位置にインパネセンターポケットが装備された。さらに、ヒルホールドコントロール、リアヒーターダクト（4WD車に装備）、エコドライブアシスト照明、マルチインフォメーションディスプレイのエコスコア機能とシフトインジケーター機能、フットレストも非装備となる代わりに、エンジンクラッチスタートシステムが装備される。また、「FX」のエアコンは5代目のフルオートからマニュアルに戻り、「FX」では標準装備されていたアイドリングストップシステムが非装備となる。そのため、5代目「FX」に比べてカタログ表記の燃費性能が若干低下した（2WD車:25.8 km/L → 25.6 km/L、4WD車:24.2 km/L → 23.4 km/L）ものの、燃費基準ラベルに関しては5代目「FX」と同等レベルでの達成となった（2WD車:平成32年度燃費基準達成、4WD車:平成27年度燃費基準+10%達成）。
  - 9月1日 - 仕様変更。
「FA」を除く全グレードに設定されていたメーカーオプション「全方位モニター付メモリーナビゲーション」が廃止され、その代わりに「全方位モニター用カメラパッケージ」が設定された[注釈 30]。なお、ワゴンRの「全方位モニター用カメラパッケージ」は全方位モニター用カメラとフロント2ツイーター&リア2スピーカーの2点で構成されており、「HYBRID FX」にはステアリングガーニッシュとステアリングオーディオスイッチも追加される。
  - 10月4日 - ワゴンR・スティングレー共に2017年度グッドデザイン賞を受賞したことを発表した[42][注釈 31]。
- 2018年
  - 7月 - 仕様変更。前述のメーカーオプション「全方位モニター用カメラパッケージ」にGPSアンテナとTV用ガラスアンテナが追加され、「HYBRID FZ」は「セーフティパッケージ」との同時装着時のみ設定可能に変更された。また、スティングレーはガソリン仕様の廉価グレード「L」が廃止され、継続設定となる乗降シート車専用グレードへ移行された。
  - 8月30日 - 特別仕様車「25周年記念車 HYBRID FXリミテッド（以下、「HYBRID FXリミテッド」）」、「25周年記念車 HYBRID FZリミテッド（以下、「HYBRID FZリミテッド」）」、スティングレー「25周年記念車 HYBRID Xリミテッド」（以下、スティングレー「HYBRID Xリミテッド」）が発表された（9月10日発売）[43]。
「HYBRID FX」および「HYBRID FZ」の「セーフティパッケージ」装着車とスティングレーの「HYBRID X」をベースに、3種共通でバックドアの車名ロゴエンブレムの下に「25th ANNIVERSARY」の専用エンブレムが装着され、ベースグレードでは4WD車に装備されている助手席シートヒーターを2WD車にも装備された。外観では「HYBRID FXリミテッド」は「HYBRID FZ」と同一デザインの14インチアルミホイールが装備され、フロントグリルはスモークメッキ+スチールシルバーに変更。「HYBRID FZリミテッド」とスティングレー「HYBRID Xリミテッド」はメッキバックドアガーニッシュが装備され、タイヤ・アルミホイールを15インチにサイズアップし、アルミホイールを専用デザイン[注釈 32]に変更され、スティングレー「HYBRID Xリミテッド」はフロントグリルをメッキ+ダークグレーに変更、「HYBRID FXリミテッド」と「HYBRID FZリミテッド」はドアハンドルをシルバーに変更した。内装ではファブリックシート表皮はワゴンRとスティングレーでそれぞれ異なる専用仕様に変更され、インパネカラーパネルは「HYBRID FXリミテッド」はネイビーパールとシルバー、「HYBRID FZリミテッド」とスティングレー「HYBRID Xリミテッド」はマットブラックパールとシルバーにそれぞれ変更された。
そのほか、「HYBRID FXリミテッド」にはチルトステアリング、運転席シートリフター、シルバーインサイドドアハンドル、IRカット機能付フロントガラス、プレミアムUV&IRカットガラス（フロントドア）が、スティングレー「HYBRID Xリミテッド」にはフロントシートSRSサイドエアバッグ&SRSカーテンエアバッグがそれぞれ装備された。
ボディ色は3種共通で、3代目・4代目で設定されていた[注釈 33]「ノクターンブルーパール」や、5代目で設定されていた「フェニックスレッドパール」が特別設定で復活設定され、通常は「FA」・「HYBRID FX」専用色の「アーバンブラウンパールメタリック」、通常は「HYBRID FZ」・スティングレー専用色の「スチールシルバーメタリック（オプション色）」など6色が用意される。
- 2019年
  - 9月30日 - 仕様変更。ボディ色の設定が変更され、ワゴンR専用色の「リフレクティブオレンジメタリック」、「HYBRID FZ」およびスティングレー専用色の「ブレイブカーキパール（オプション色）」が廃止された。
  - 12月25日 - 一部仕様変更が発表された（2型、カタロググレードは2020年1月20日、乗降シート車は同年2月4日に順次発売）[44]。
CVT車においてリアバンパーに超音波センサーが内蔵されたことで後退時用の衝突被害軽減ブレーキ「後退時ブレーキサポート」やリアパーキングセンサーが追加され、誤発進抑制機能は前方に加えて後方にも対応。また、「HYBRID FX」と「HYBRID FZ」は従来「セーフティパッケージ」での設定となっていたデュアルセンサーブレーキサポート、誤発進抑制機能、ふらつき警報機能、先行車発進お知らせ機能、ハイビームアシスト機能が標準装備化され、「HYBRID FX」はオートライトシステムとキーレスプッシュスタートシステムも標準装備化。「FA」はこれまで未装備だった「スズキ セーフティ サポート」関連の安全装備とタコメーターがCVT車に新たに標準装備された（「FA」のCVT車と「HYBRID FX」には「スズキ セーフティ サポート非装着車」が設定される[注釈 34]）。「FA」を除く全車にメーカーオプションで設定されている「全方位モニター用カメラパッケージ」の装備内容が一部変更となり、フロント2ツイーター&リア2スピーカー[注釈 35]からヘッドアップディスプレイ[注釈 36]に変更された。
ワゴンRおよびスティングレー「HYBRID X」・「X」はエンジンを2代目ハスラーで初採用されたデュアルインジェクションシステムやクールドEGRを搭載したR06D型へ換装[注釈 37]され、CVTは軽量化と高効率化を実現した新型となった。なお、マイルドハイブリッド車はMH55S型に備わっていたモーターによるクリープ走行が省かれた。WLTCモード走行による排出ガスおよび燃料消費率（NA・CVT車はJC08モード走行の燃料消費率も併記）に対応し、ワゴンRおよびスティングレー「HYBRID X」・「X」は「平成30年排出ガス基準50%低減レベル（☆☆☆☆）」認定、スティングレー「HYBRID T」は「平成30年排出ガス基準25%低減レベル（☆☆☆）」認定をそれぞれ取得したが、「HYBRID FX」・「HYBRID FZ」・スティングレー「HYBRID X」はJC08モード走行時の燃料消費率が低下したため、2WD車は4WD車と同じ「2020年度燃費基準+20%」達成となった。
インパネカラーパネルが変更となり、「FA」・「HYBRID FX」・「FX」はブラウンに、「HYBRID FZ」と「FZ」はブルー加飾を施したブラックに、スティングレーはシルバー加飾を施したダークバイオレットパールとなった。「FA」は内装色も変更となり、ベージュ内装からブラック内装となった。
ボディ色の設定も変更となり、赤系の「ピュアレッド」を「25周年記念車」に設定されていた「フェニックスレッドパール[注釈 38]」に、「FA」・「HYBRID FX」専用色の黄系の「サニーイエローメタリック」を「アクティブイエロー」へそれぞれ入れ替え、「FA」・「HYBRID FX」専用色に「シフォンアイボリーメタリック」、「HYBRID FZ」専用色に「25周年記念車」に設定されていた「ノクターンブルーパール、「HYBRID FZ」およびスティングレー専用色に「クールカーキパールメタリック」の3色が追加設定された。
なお、スティングレーの昇降シート車は従来の「L」から「X」にグレードが変更されたことにより、「L」は販売終了となった。
- 2021年
  - 4月 - 仕様変更。ワゴンR全車およびスティングレー「HYBRID X」が2030年度燃費基準に対応し、「FA」の2WD車・「HYBRID FX」・「HYBRID FZ」・スティングレー「HYBRID X」は「2030年度燃費基準85%達成」、「FA」の4WD車は「同80%達成」となった[45][46]。
  - （補足）8月 - 派生車種のワゴンRスマイルが追加された。
- 2022年
  - 8月2日 - 一部仕様変更し、新たな派生モデルとなる「ワゴンRカスタムZ（WAGON R Custom Z、以下カスタムZ）」が発表された（3型、8月30日発売）[47]。
グレード体系は、カスタムZはNAエンジン仕様の「HYBRID ZX」とターボエンジン仕様の「HYBRID ZT」の2グレードを設定。また、ワゴンRとスティングレーはグレード体系が整理され、ワゴンRは「FA」をグレード名としては約5年半ぶりの復活となる「FX」に、「HYBRID FX」は「HYBRID FX-S」にそれぞれ改名し、「HYBRID FZ」を廃止。スティングレーはターボエンジン仕様の「HYBRID T」のみに集約。乗降シート車はスティングレーに代えてカスタムZを新たに設定した。
衝突被害軽減ブレーキをステレオカメラ方式の「デュアルカメラブレーキサポート」に変更したほか、「FX」と乗降シート車を除く全車にはアダプティブクルーズコントロール［全車速追従機能付］と車線逸脱抑制機能を追加し、エアバッグをフロントシートSRSサイドとSRSカーテンを加えた6エアバッグに増強。コネクテッドサービス「スズキコネクト」に対応した全方位モニター付ディスプレイオーディオのメーカーオプション設定が追加された。また、装備面も強化し、従来は一部グレードでの装備だったオートエアコン、キーレスプッシュスタートシステム、運転席シートヒーターを全車に拡大して標準装備するとともに、「FX」を除く全グレードにはUSB電源ソケット［Type-A / Type-C］も装備された。ワゴンRはフロント周り（グリル・バンパー）の意匠が変更された。
カスタムZの外観はフロントフェイス（フロントグリル・フロントパンバー・LEDヘッドランプ）が専用意匠となり、内装はブラックを基調に、インパネカラーパネルやフロントドアアームレストにブラウンメタリックの専用加飾を施した。なおカスタムZの名称は元々、初代スペーシアのモデルの1つとして2016年12月から2代目にフルモデルチェンジするまでの約1年間販売されており、約4年8ヶ月ぶりにワゴンRのモデル名として復活することとなった。そのため、「Custom Z」のロゴはスペーシアの時のものがそのまま踏襲されている。
ボディ色の設定も変更され、ワゴンRはブリスクブルーメタリックおよび「FA」・「HYBRID FX」専用色のアクティブイエロー、フィズブルーパールメタリックと入れ替わりで新規色のフォギーブルーパールメタリック、3代目ラパン（2022年6月一部仕様変更モデル）/ラパンLC設定色のテラコッタピンクメタリック、9代目アルト設定色のダスクブルーメタリックを追加。スティングレーはクールカーキパールメタリックと入れ替わりでデニムブルーメタリック[注釈 39]を追加。カスタムZはスティングレーと共通の6色[注釈 40]に、「HYBRID FZ」から移行したノクターンブルーパールとスティングレーから移行したクールカーキパールメタリックを加えた8色が設定される。
- 2023年
  - 10月2日 - スイフトスポーツと共にCVT車の一部仕様変更を発表（4型、10月12日発売）[48]。法規対応に伴ってメーターパネル内にリアパーキングセンサー作動表示灯が追加された[49]ほか、今回の仕様変更や原材料価格の高騰などに伴ってメーカー希望小売価格が改定され、シリーズ全機種一律77,000円（10%の消費税込、乗降シート車は消費税非課税のため7万円）値上げされた。なお、「FX」の5MT車は一旦販売休止となる。
  - 11月13日 - スイフトスポーツの6MT車と共に「FX」の5MT車の一部仕様変更が発表され、販売再開（4型、11月24日発売）[50]。先に一部仕様変更されたCVT車同様に法規対応に伴ってメーターパネル内にリアパーキングセンサー作動表示灯が追加された[51]ほか、原材料価格の高騰などに伴ってメーカー希望小売価格が改定され、CVT車と同じく駆動方式を問わず一律77,000円（10%の消費税込）値上げされた。
  - 12月7日 - シリーズでの国内累計販売台数が11月2日に500万台を達成したことを発表。スズキ車ではアルトに次いでの達成となり、30年3カ月目での達成は国内累計販売では最短期間での達成となった[52]。

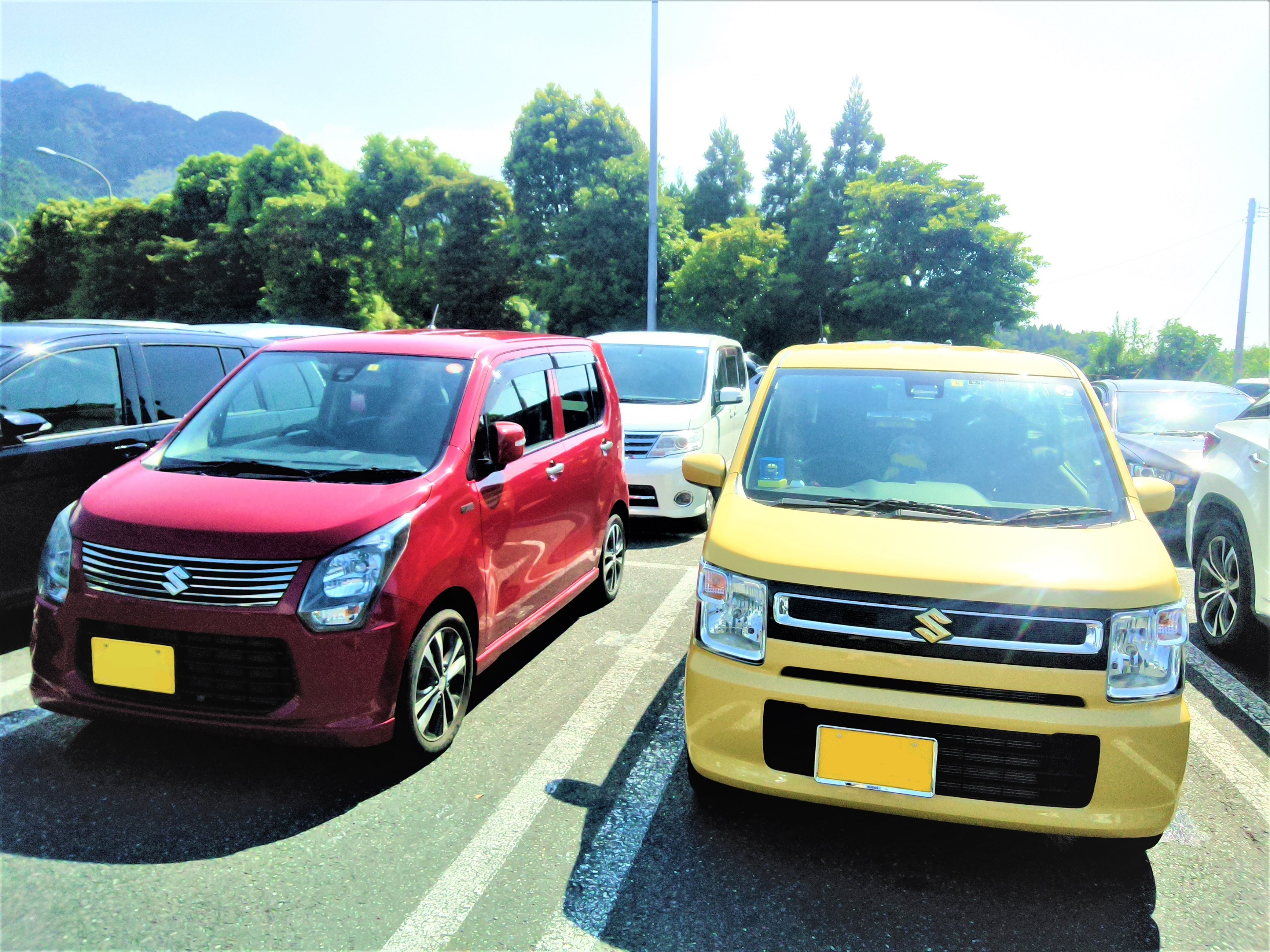
1型 HYBRID FX[注釈 41]と5代目2型 20周年記念車の比較(フロント)。6代目はスクエアデザインに回帰したともいえる。
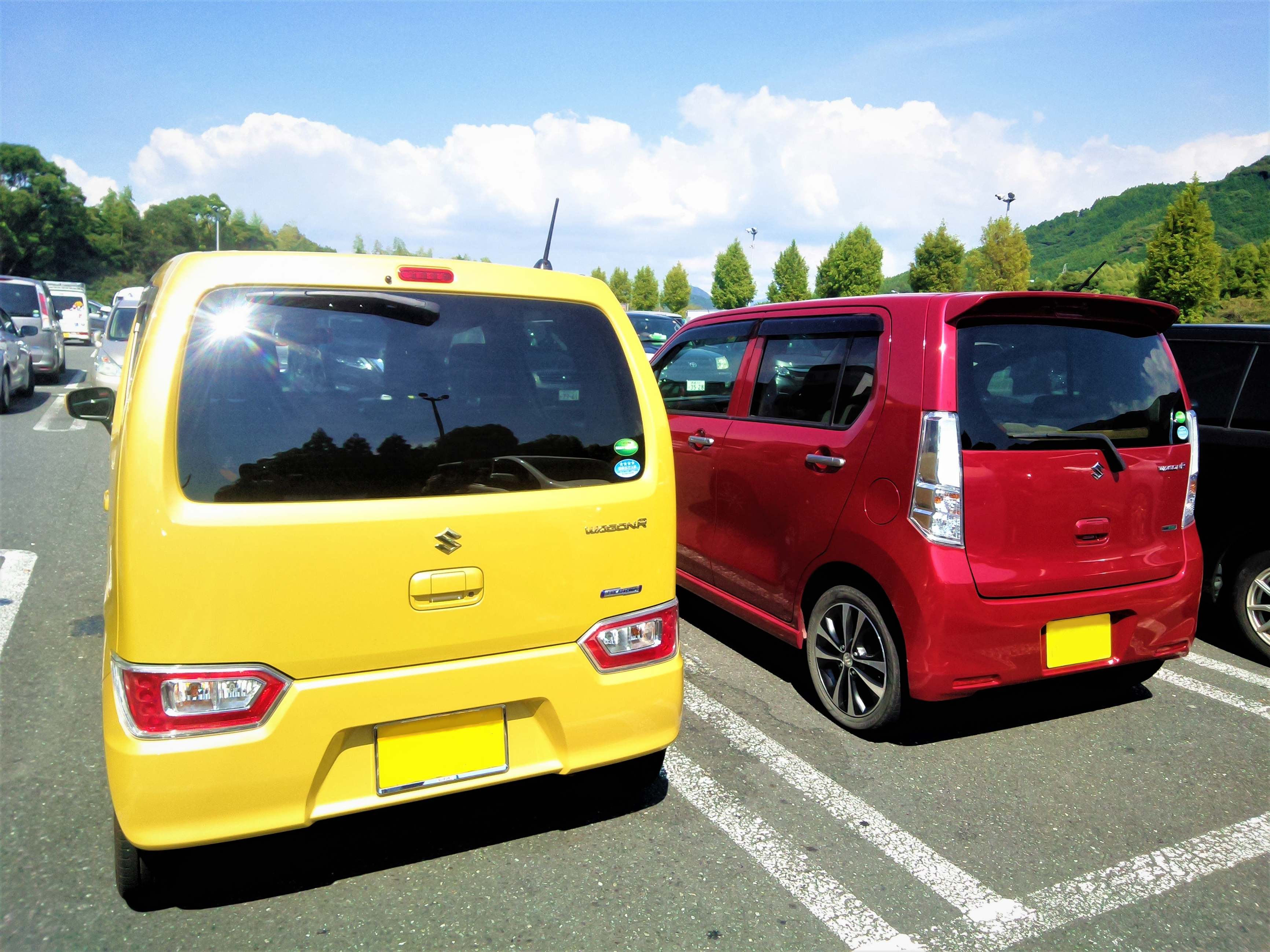
1型 HYBRID FX[注釈 42]と5代目2型 20周年記念車の比較（リア）
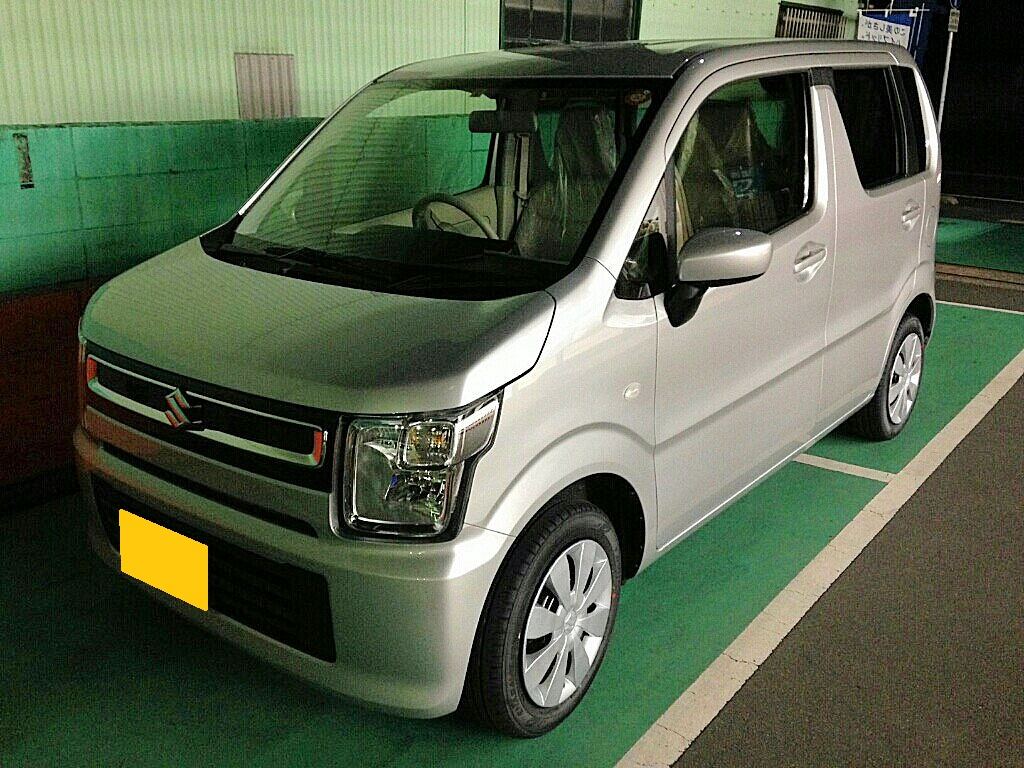
1型 FA
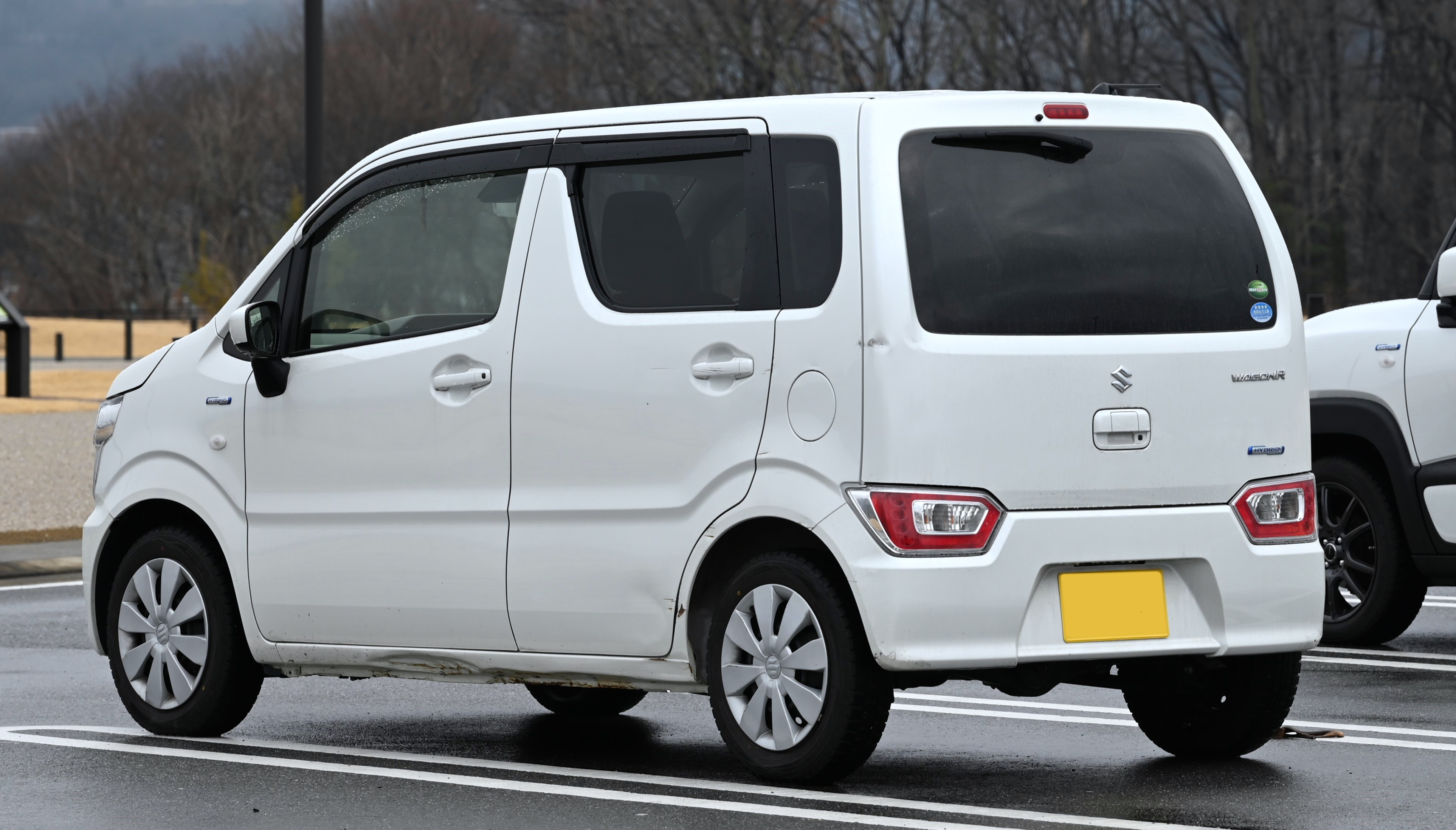
1型 HYBRID FX リヤ
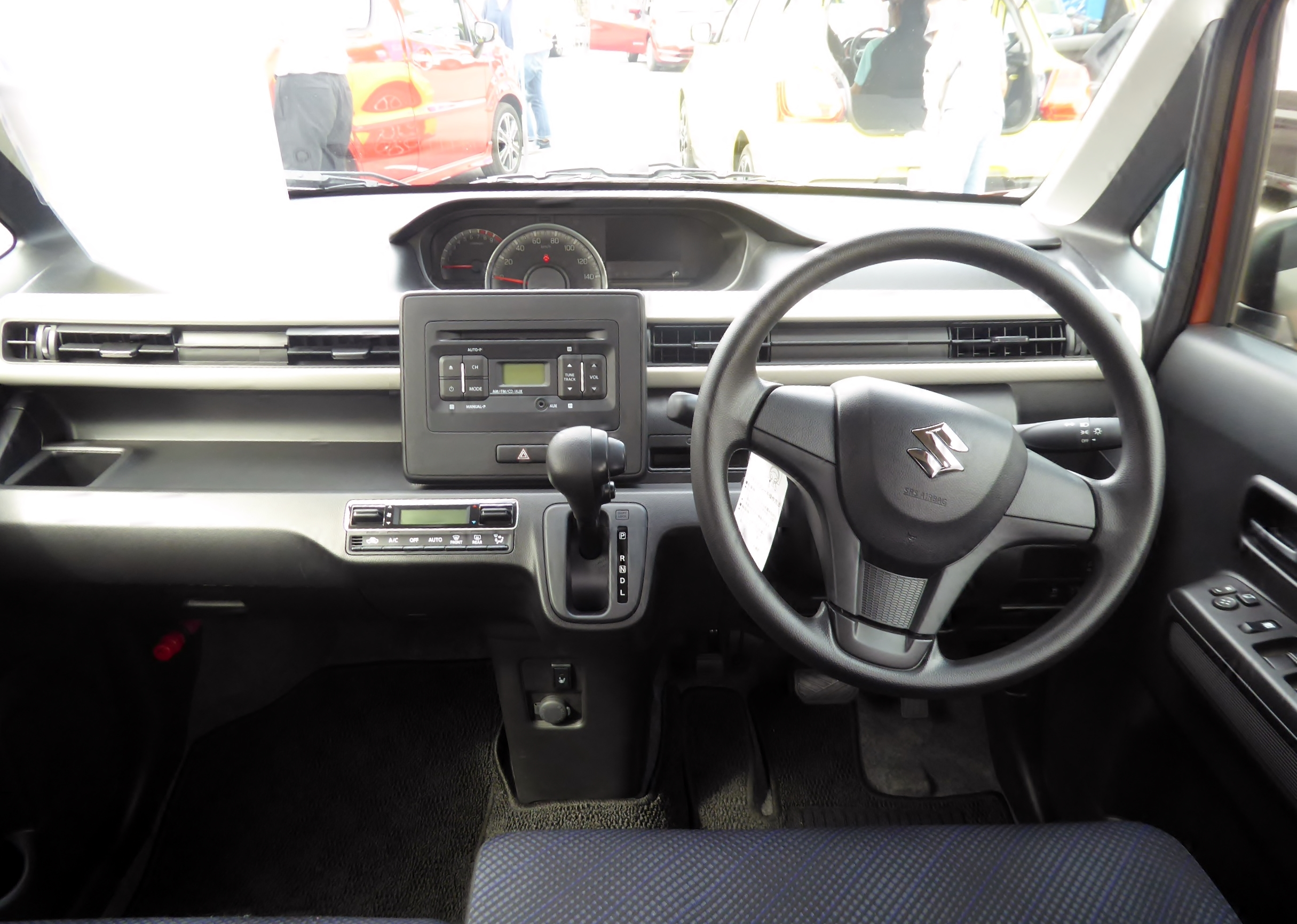
HYBRID FX ブラックインテリア
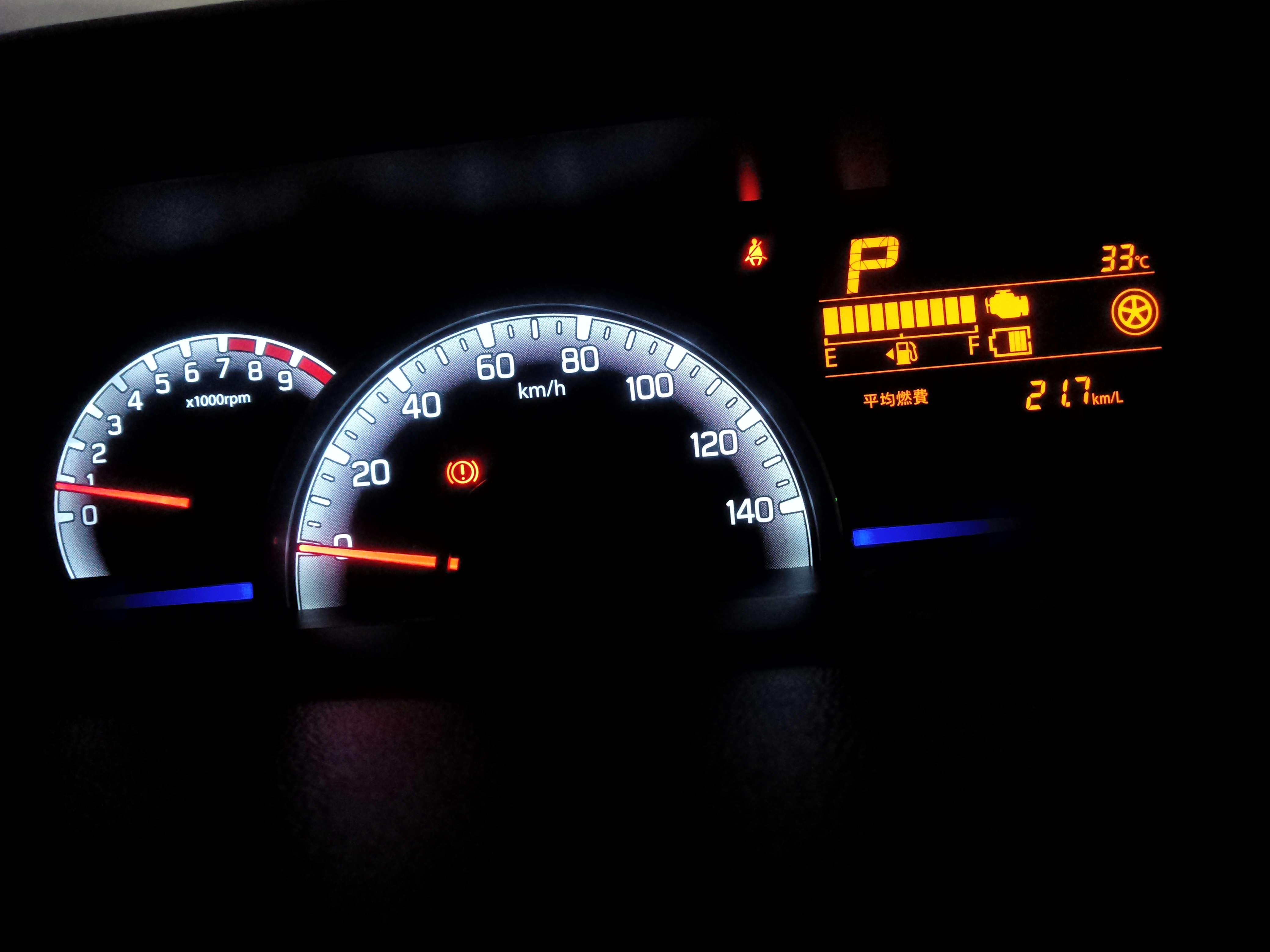
1型 HYBRID FX セーフティパッケージ装備車 メーターパネル
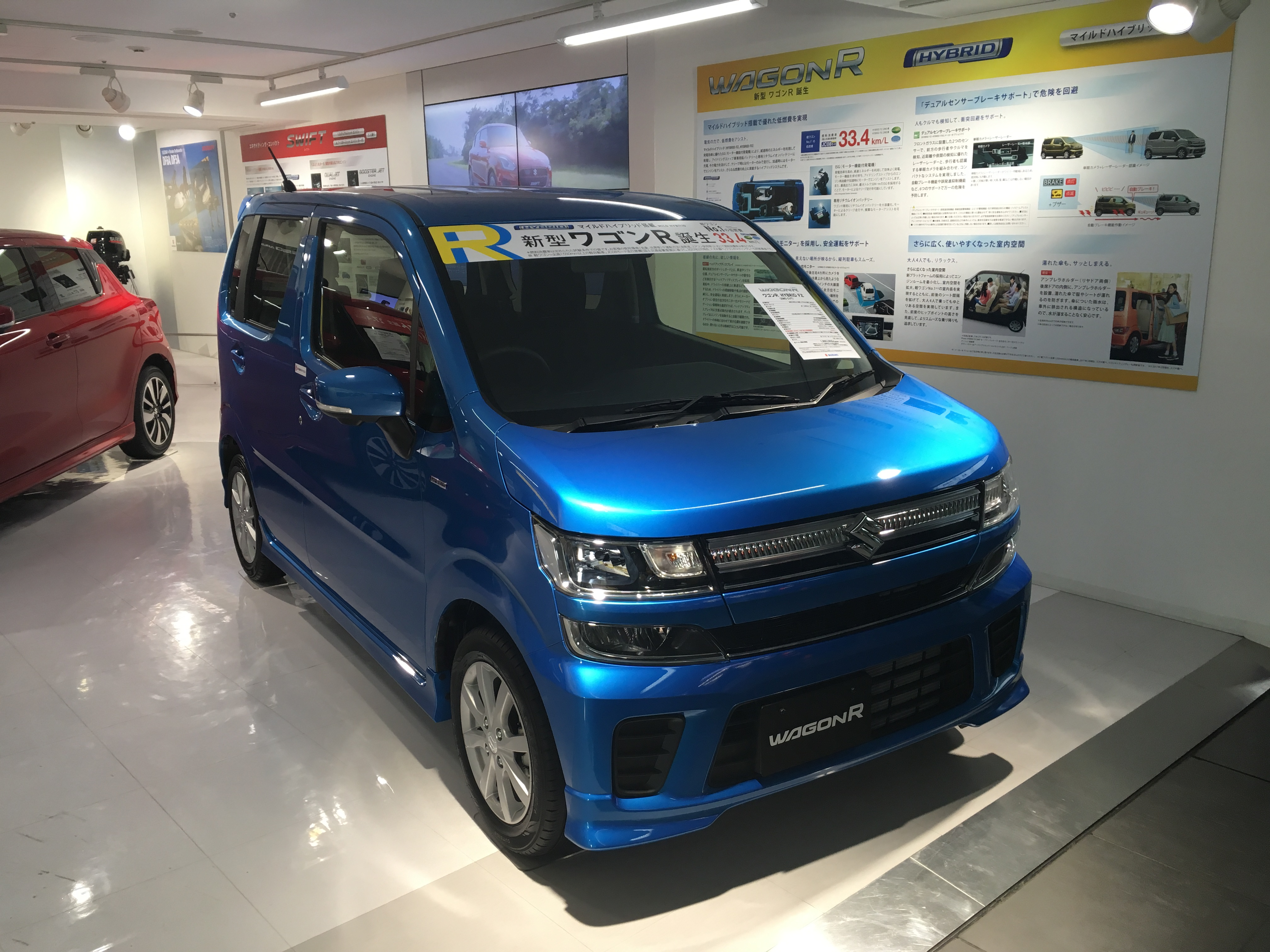
1型 HYBRID FZ フロント
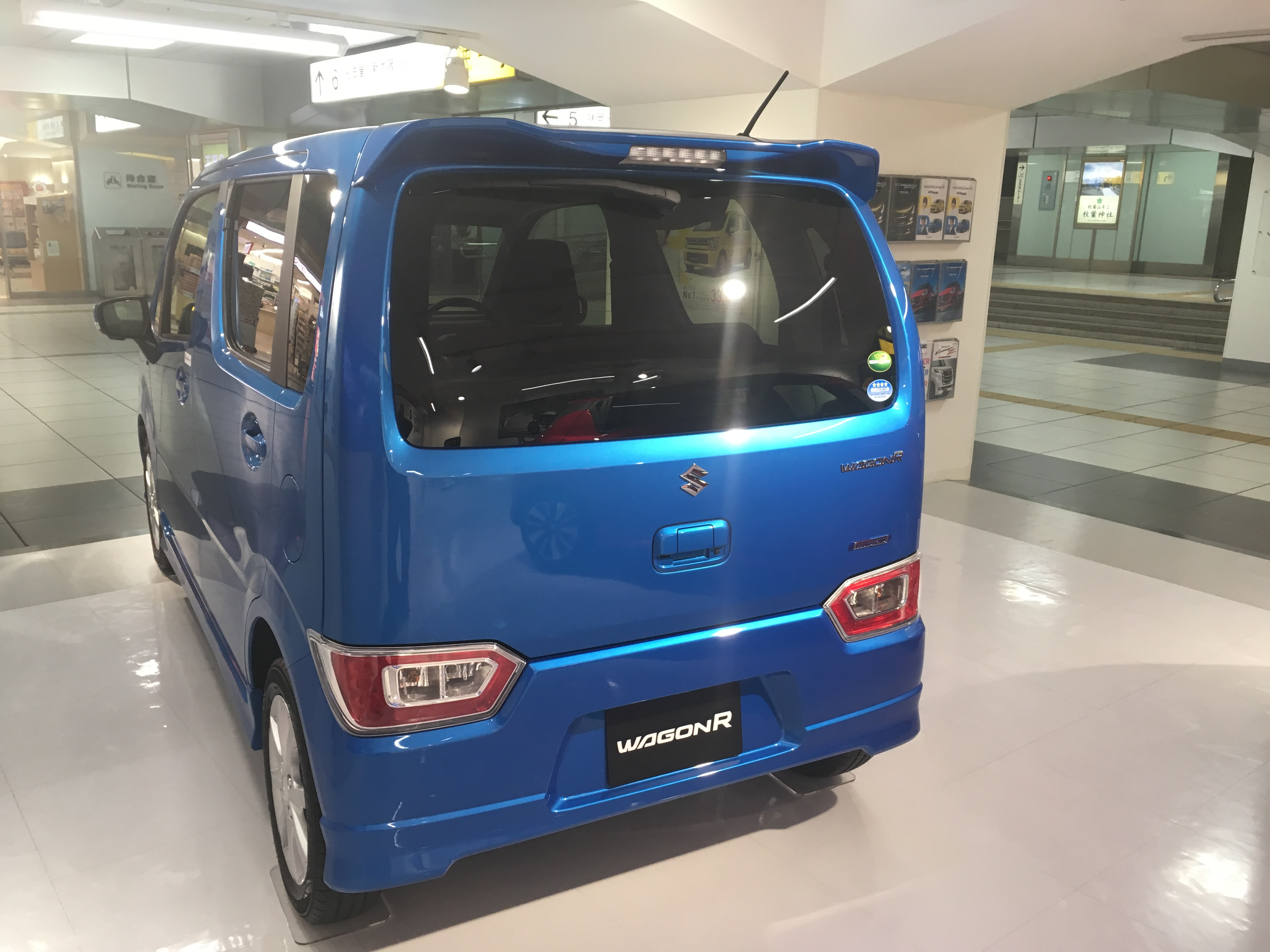
1型 HYBRID FZ リヤ
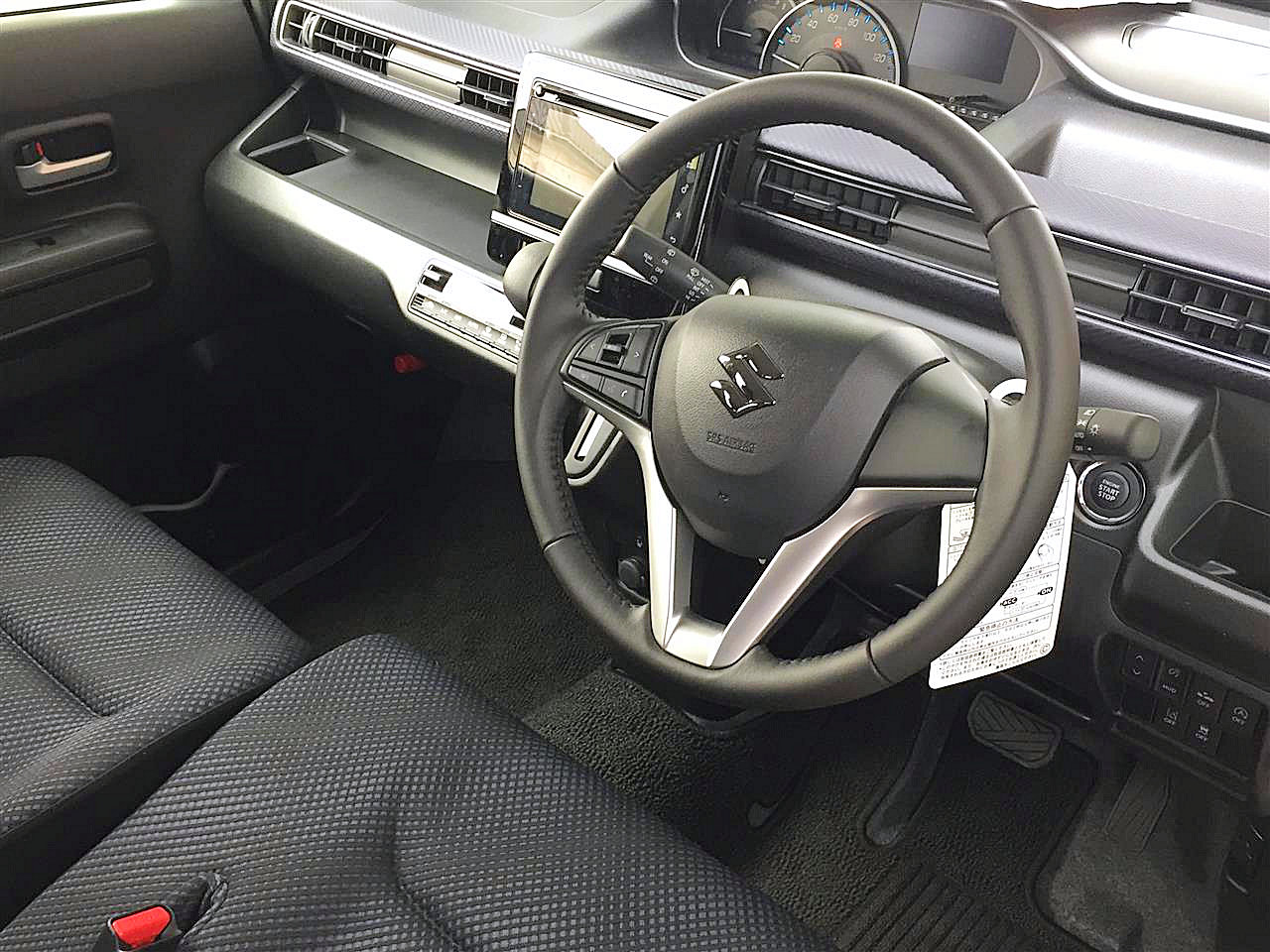
1型 HYBRID FZ インテリア
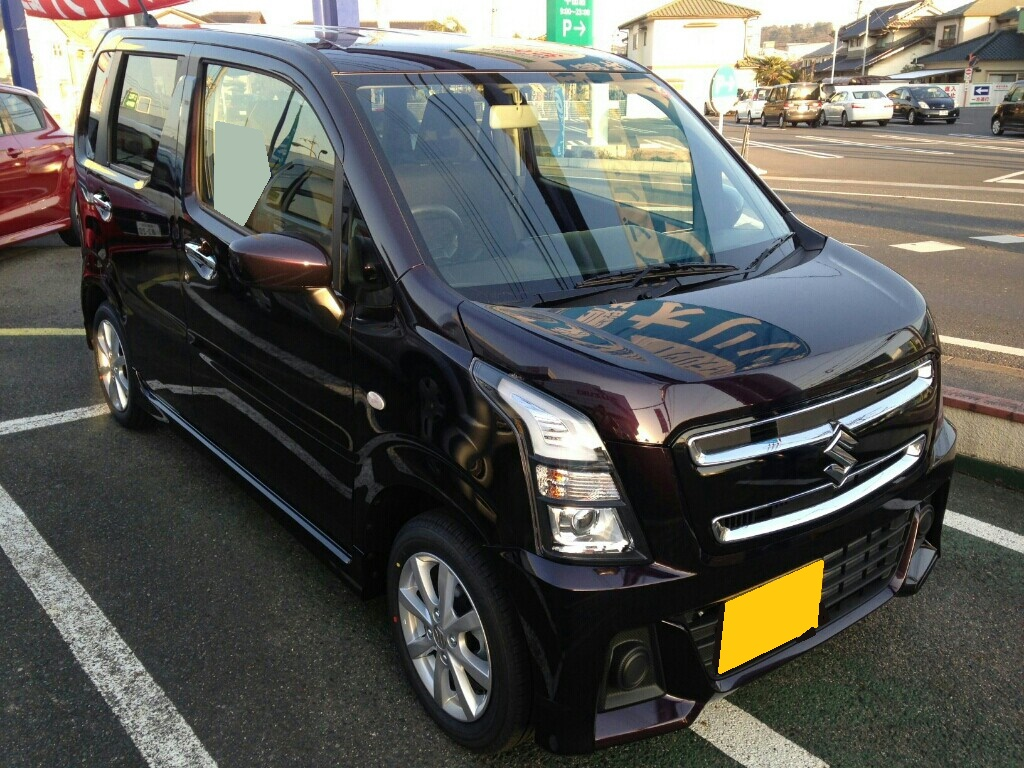
1型 スティングレー L フロント
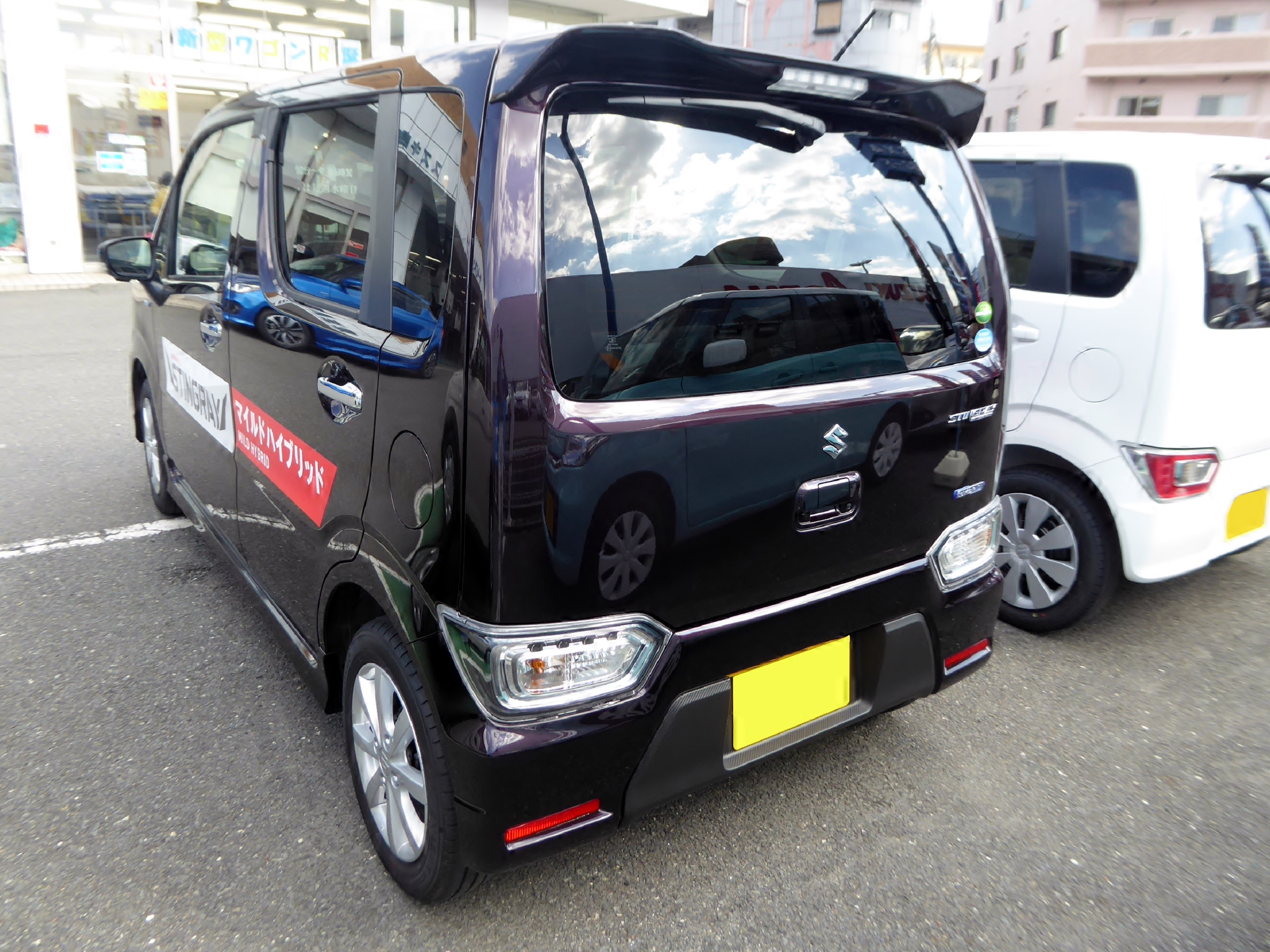
1型 スティングレー HYBRID X リヤ
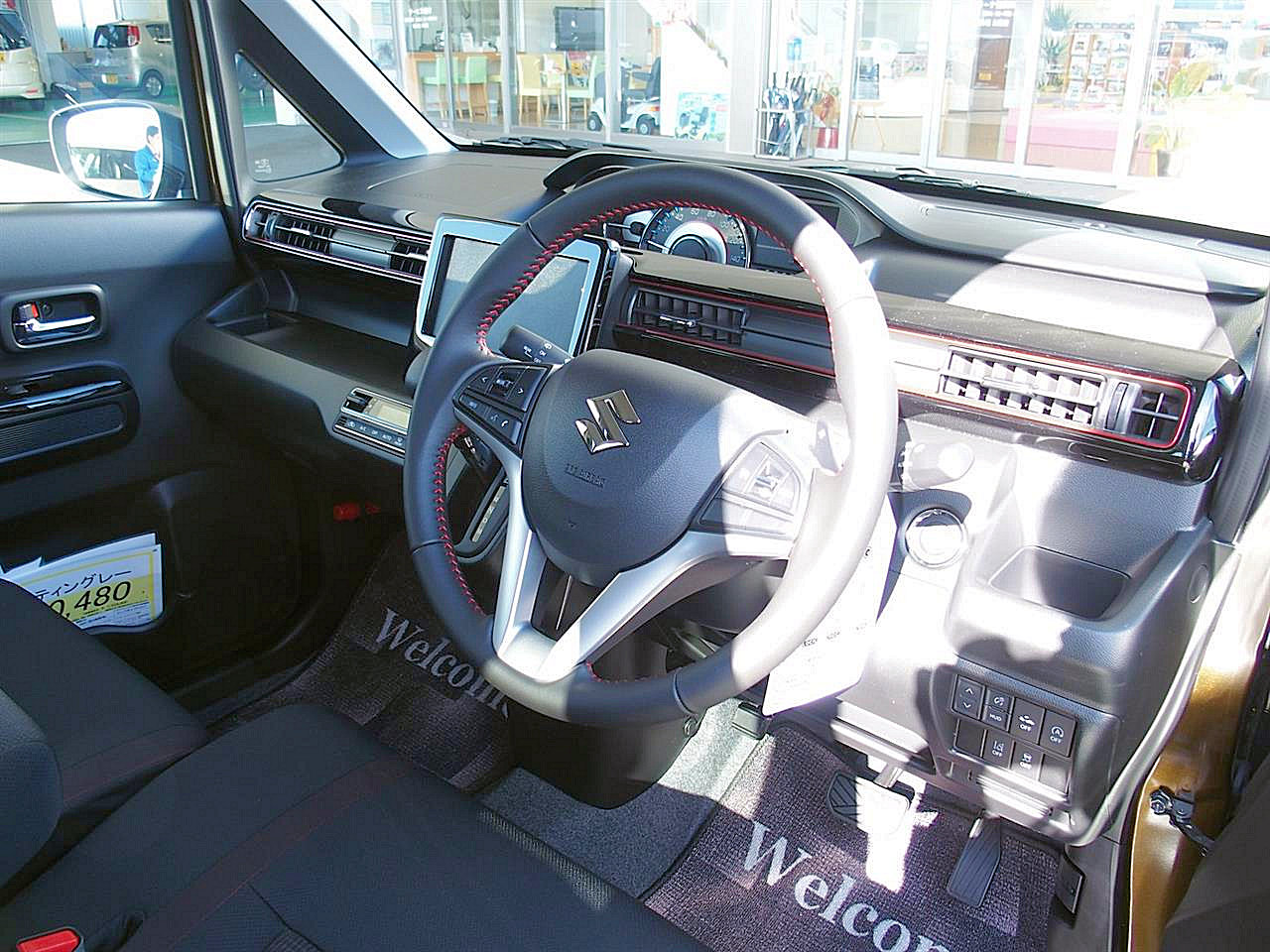
1型 スティングレー HYBRID T  インテリア
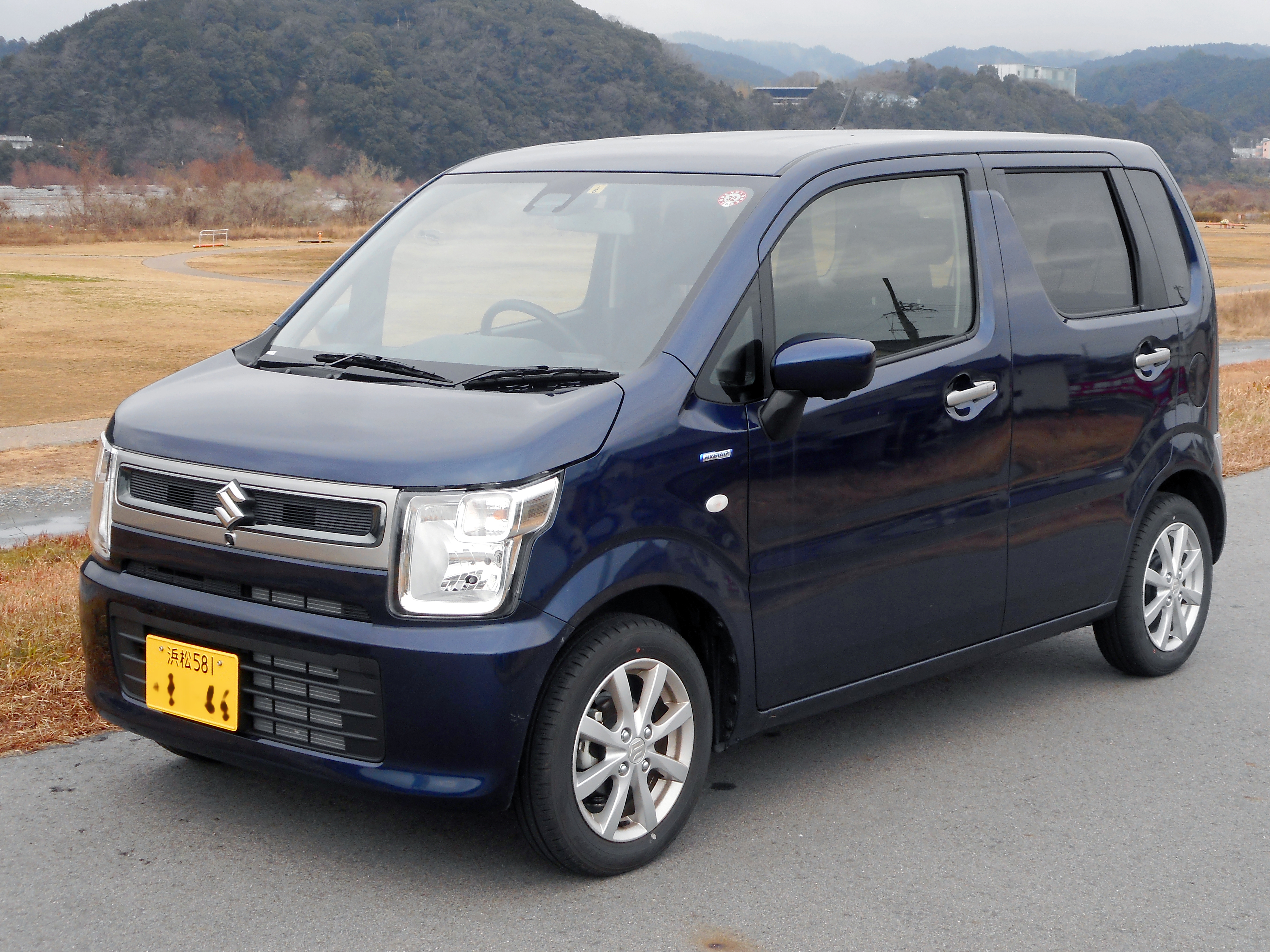
1型 ハイブリッドFX リミテッド(25周年記念車) フロント
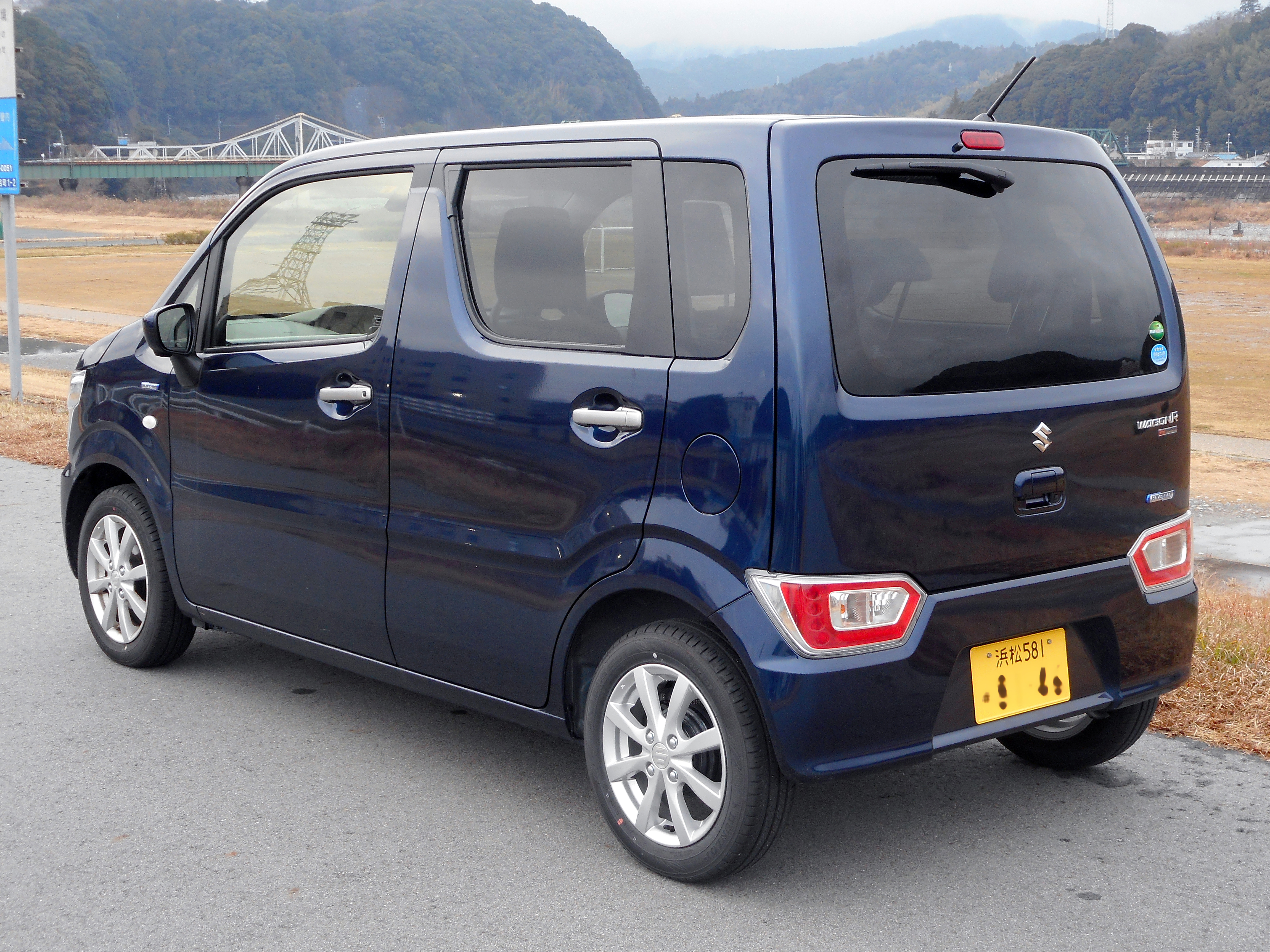
1型 ハイブリッドFX リミテッド(25周年記念車) リア
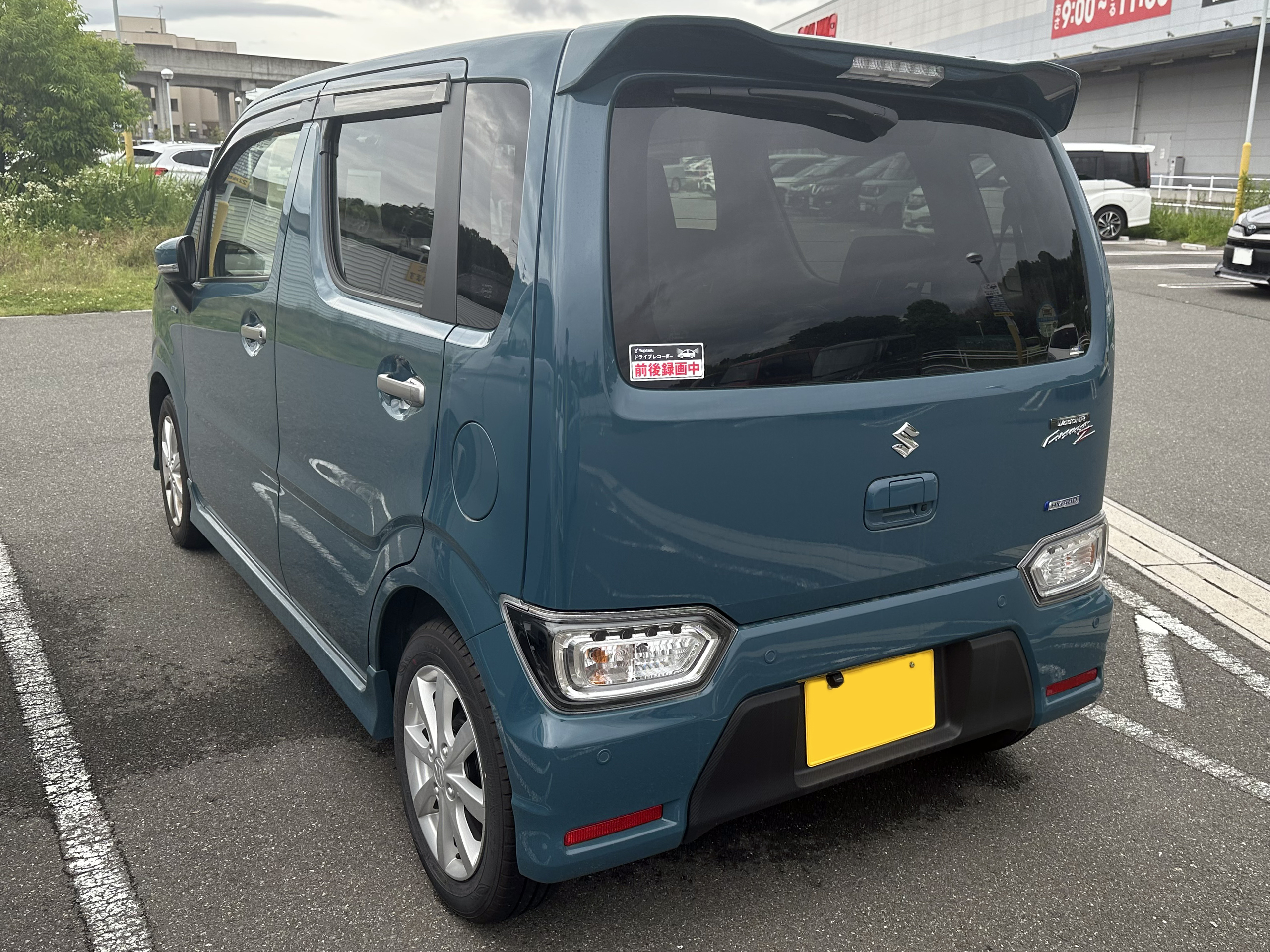
3型 カスタムZ HYBRID ZX リヤ
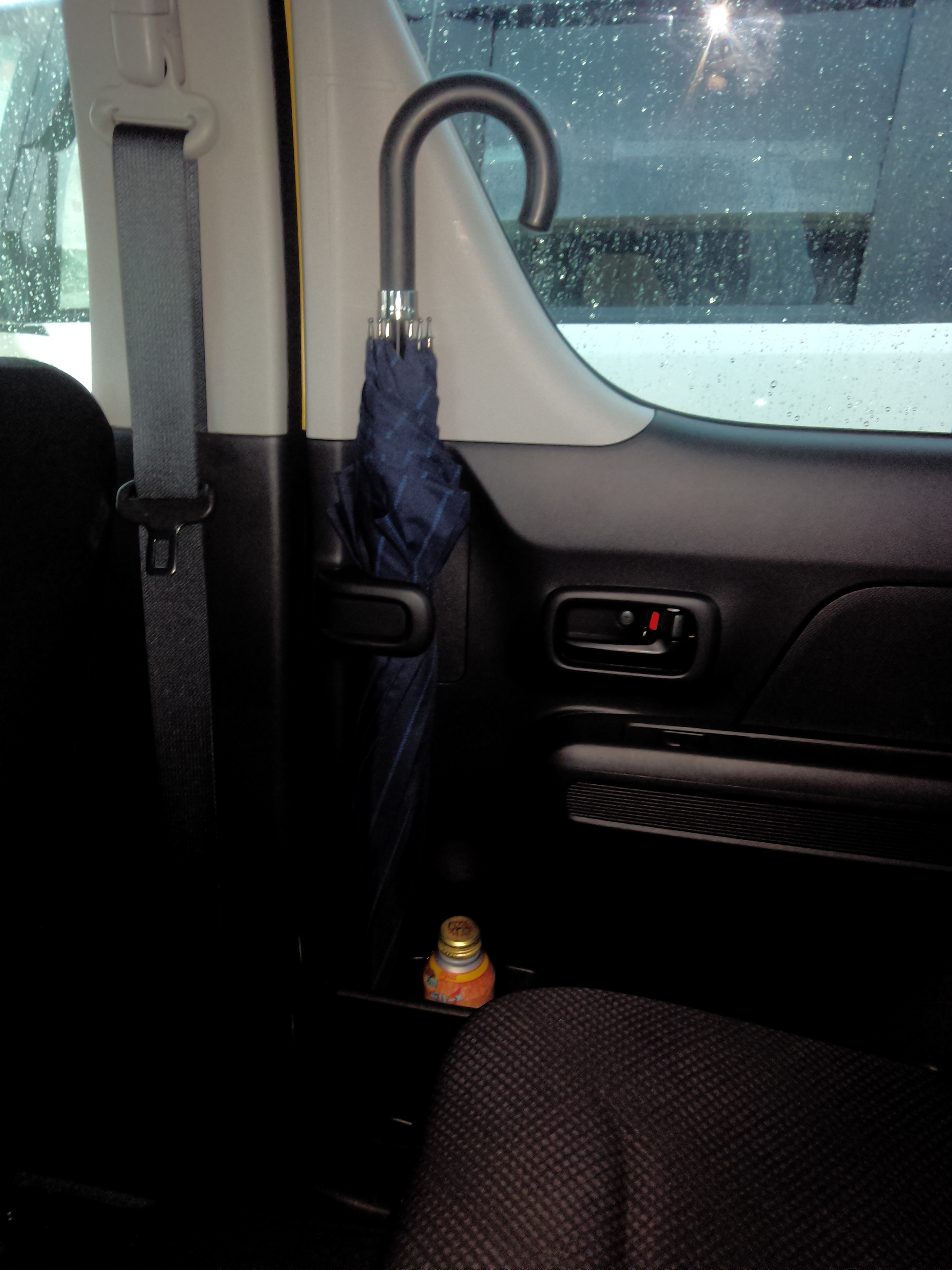
後部ドアのアンブレラホルダー

## 海外仕様車
1999年12月18日、マルチ・スズキ・インディア（マルチスズキ）がインド国内向けの「ワゴンR」を発表。パッケージングは国内向けの2代目モデル（あるいは初代ワゴンR+）に類似するが、F10D型エンジン（1.1L直列4気筒）を搭載し、インド国内では高級車向けの機能とされていたパワーステアリングやパワーウインドウを装備していたことから好評を博す。2003年のマイナーチェンジ後を含め、インド国内で88万台を売り上げた。
2010年4月23日、マルチスズキがインド仕様の新型「ワゴンR」を発表した。日本における4代目モデルをベースにフロントノーズを延長して独自のフェイスを与え、BS4排ガス規制に適合したK10Bエンジンを搭載している。製造はグルガーオン工場にて行われる。
2013年8月21日にはインド向けの「スティングレー」（車名に「ワゴンR」は付かない）が発表された。日本向けのワゴンRスティングレーと同様に、横長のヘッドライト、クリアタイプのフロントグリルおよびテールライトが採用されている。
同年9月に子会社のスズキ・インドモービル・モーター社を通じてインドネシア仕様車の生産が開始された。フロントデザインが日本仕様と異なるほか、エンジンは1000ccとなる。また、車種名は「カリムン ワゴンR（KARIMUN WAGON R）」となる。
2014年4月20日には、子会社のパック・スズキ・モーター社を通じてパキスタン仕様の「ワゴンR」を生産・販売を開始した。生産体制は、インドネシア工場から部品を輸出してパキスタンで組み立てるノックダウン生産。全幅と全高は日本仕様の「ワゴンR」と同じであるが、パキスタンでの使用環境に合わせて1000ccのエンジンを搭載するためエンジンルームを205mm延長し、専用のフロントフェイスを与えた小型乗用車として発売される。
2019年1月23日に、マルチ・スズキを通じて販売されているインド仕様車が約8年9か月ぶりにフルモデルチェンジされ、3代目となった。3代目では、日本仕様車の6代目モデルに採用されているプラットフォーム「HEARTECT」が導入されたほか、インド仕様車では初となるAセグメントの専用ボディーが採用されたことで、全幅が2代目よりも145mm拡大されて1,620mmとなり、日本仕様車とは完全に異なるデザインとなった。また、エンジンは1.0Lガソリンに加え、1.2Lガソリンも設定された。生産工場はマネサール工場へ移管されている。

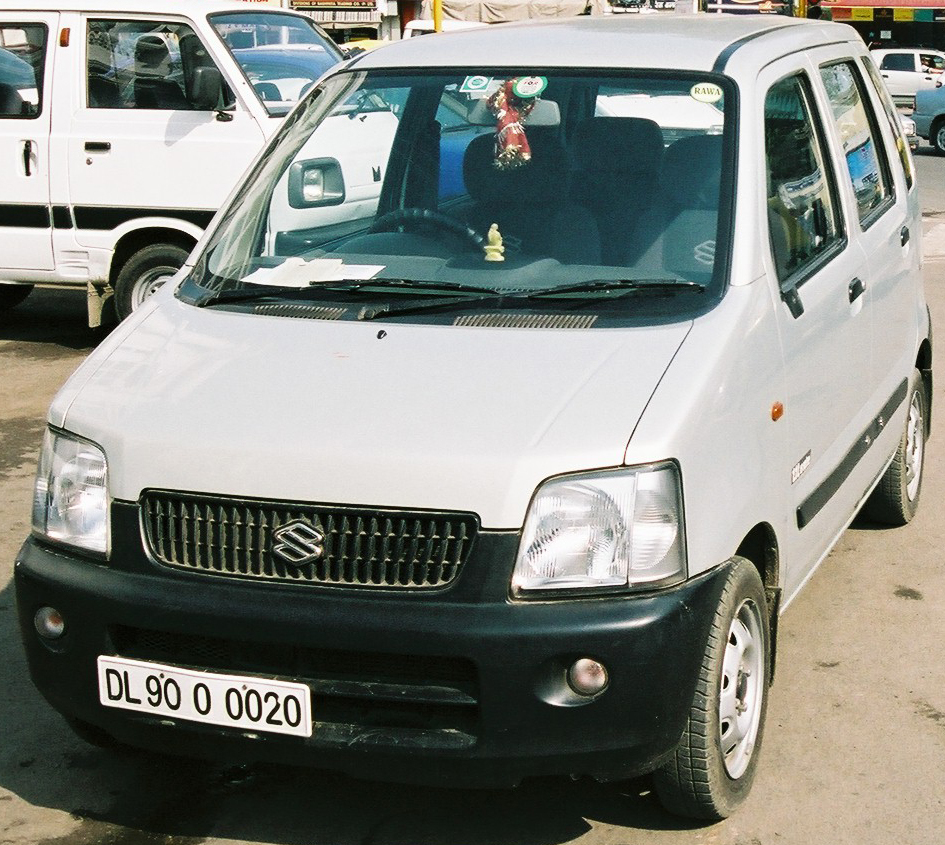
マルチスズキ・ワゴンR（初代）
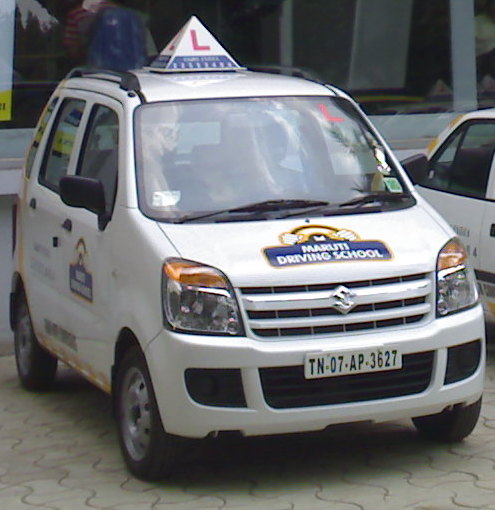
マルチスズキ・ワゴンR（初代・フェイスリフト後）
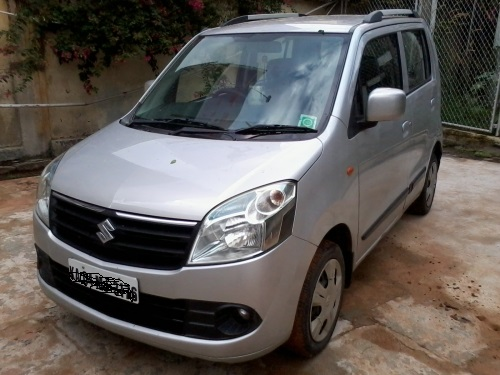
マルチスズキ・ワゴンR（2代）
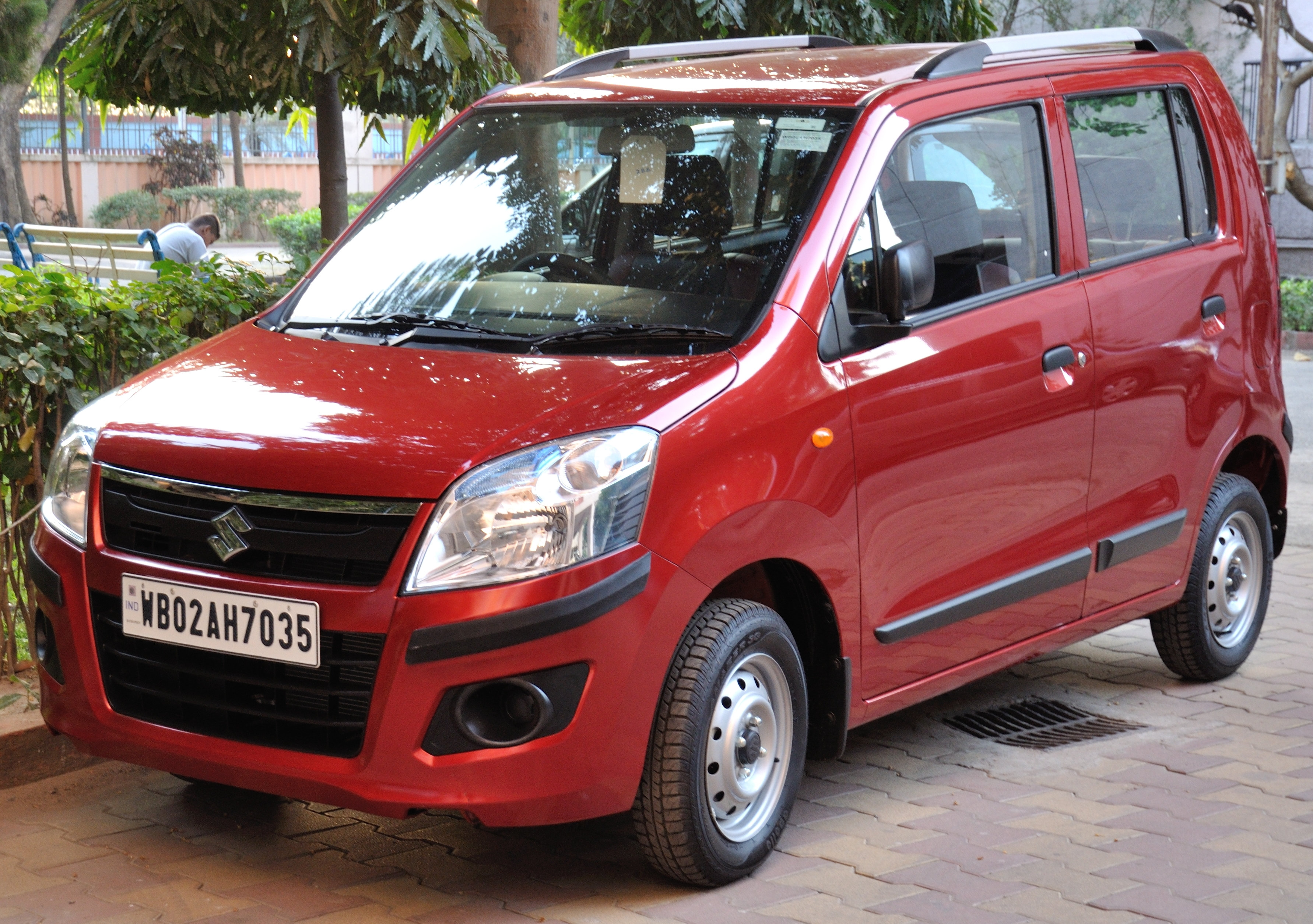
マルチスズキ・ワゴンR（2代・フェイスリフト後）
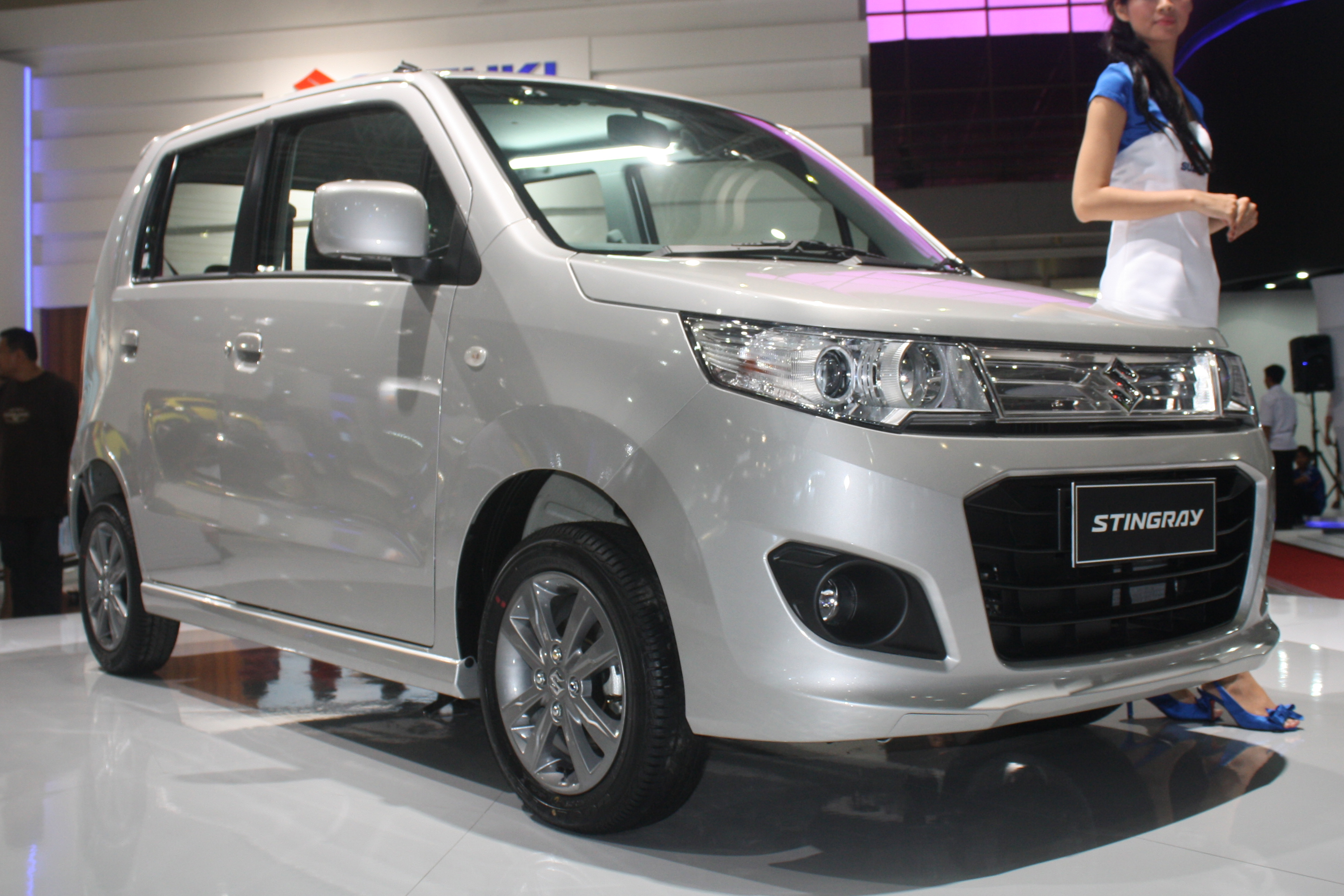
マルチスズキ・スティングレー
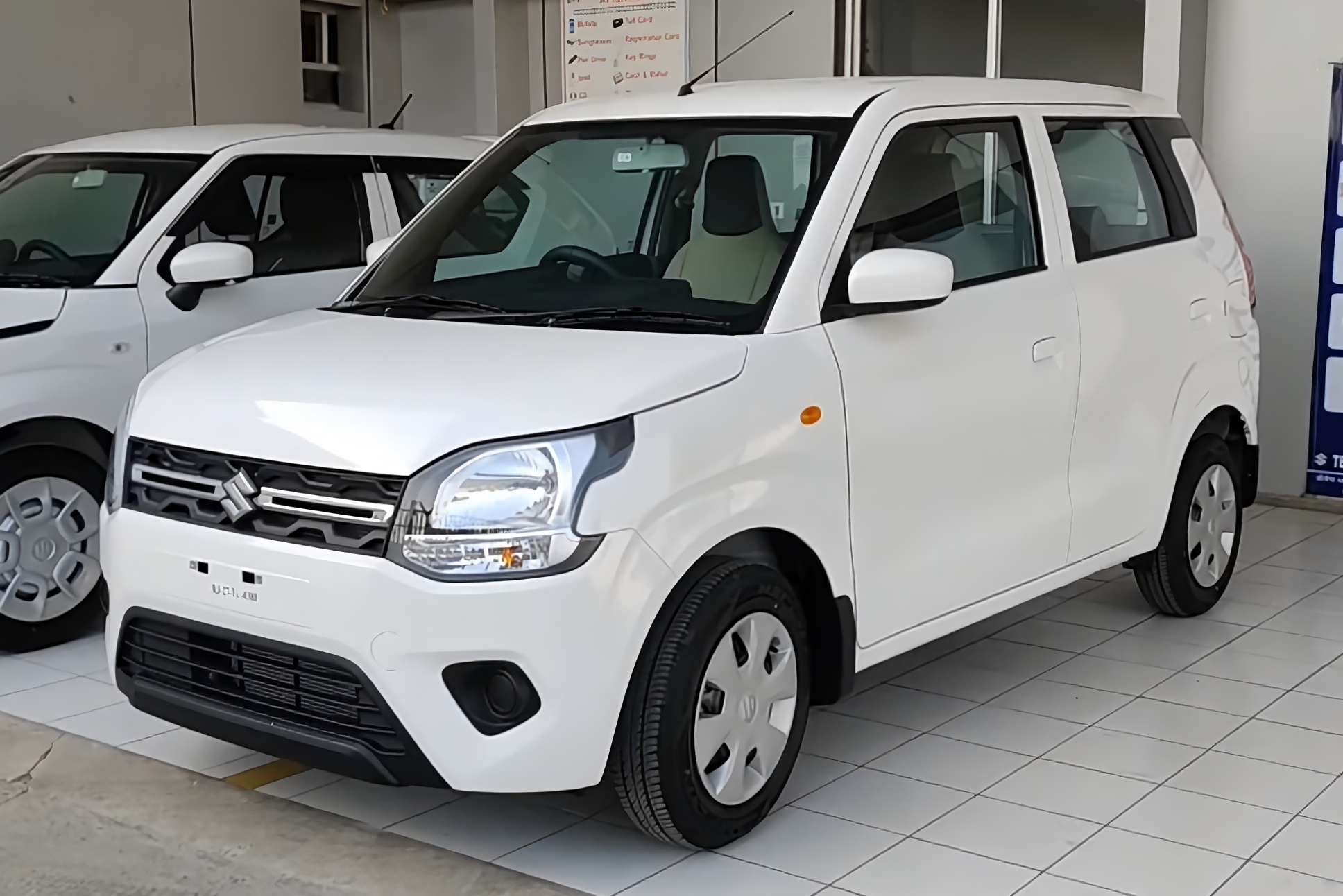
マルチスズキ・ワゴンR（3代）

## 車名の由来
セダンもあるけど、ワゴンもある。『ワゴンもあーる』ということからワゴンRとなった。また、Rは「Revolutionary=画期的な」と「Relaxation=くつろぎ」それぞれの頭文字「R」をも指し、「軽自動車の新しい流れを作る新カテゴリーのクルマ」「生活にゆとり感を与えるクルマ」という2つの意味も、後付ながら込めている。
3代目以降のバリエーションモデル・「スティングレー」は「STING（刺激）」と「RAY（光線）」を合わせた造語であるが、英語ではアカエイという意味もある。なお、過去スズキでは主力車種だったフロンテの3代目（LC10型）に「スティングレイ・ルック」というコピーを採用している。
当初は「ジップ（ZIP）」という名前で発売予定であり、鈴木修社長（当時）も承諾していたが、開発を手がけた戸田昌男（後の社長）が「あまり良くない」と主張したことから急遽変更されたことが、戸田元社長の葬儀での鈴木会長の弔辞で明らかにされた。

## エピソード
イタリアのカーデザイン工房の大手・ベルトーネ社のトップデザイナーとして、ランボルギーニ「ミウラ」、同「カウンタック」、デ・トマソ「パンテーラ」、ランチャ「ストラトス」など、60年代から70年代前半にかけての名車を手がけた、マルチェロ・ガンディーニは、普段の足にスズキ・ワゴンR（エンジンとボディを拡大した欧州仕様）を「機能的である」として愛用している。